# Gobierno de Martín Vizcarra
El Gobierno de Martín Vizcarra en el Perú comenzó el 23 de marzo de 2018 en medio de una profunda crisis política que trajo consigo tanto la renuncia de Pedro Pablo Kuczynski como la asunción de Vizcarra como jefe de Estado. El gobierno culminó el 9 de noviembre de 2020, cuando el Congreso de la República declaró la «incapacidad moral permanente» de Vizcarra y fue sucedido por el entonces presidente del Congreso de la República, Manuel Merino.
El eslogan de su gobierno fue "El Perú primero".

## Toma de mando
El día 23 de marzo de 2018, Vizcarra se dirigió al Palacio de Torre Tagle, en donde la canciller Cayetana Aljovín le otorgó la Orden El Sol del Perú en el grado de Gran Collar y la Orden al Mérito por Servicios Distinguidos, en el grado de Gran Cruz Especial por su labor como Embajador del Perú en Canadá. El vicepresidente esperó en la sede de la Cancillería a la comisión de anuncio del Congreso, la cual le invitó a prestar juramento en la sesión solemne del Legislativo.
En el Congreso, Vizcarra fue recibido por una comisión especial y se dirigió al hemiciclo para asumir la Presidencia. En su discurso, el nuevo mandatario definió las líneas políticas que marcarán su gobierno, el enfoque en la educación, el fortalecimiento institucional y la lucha contra la corrupción.
El gobierno de Vizcarra heredó el gabinete ministerial del saliente Kuczynski, que encabezaba la vicepresidenta Mercedes Aráoz. Vizcarra anunció la renovación total del Consejo de Ministros, que sería presentado en un plazo de diez días; mientras tanto, el gabinete Aráoz continuaría en funciones.
El 27 de marzo, Edmer Trujillo Mori juramentó como Ministro de Transportes y Comunicaciones, debido a que el titular en funciones (Bruno Giuffra) se encontraba cuestionado por supuestamente ofrecer obras a congresistas a cambio de que votaran en contra de la vacancia de Kuczynski.

## Consejos de Ministros

### Gabinete Villanueva

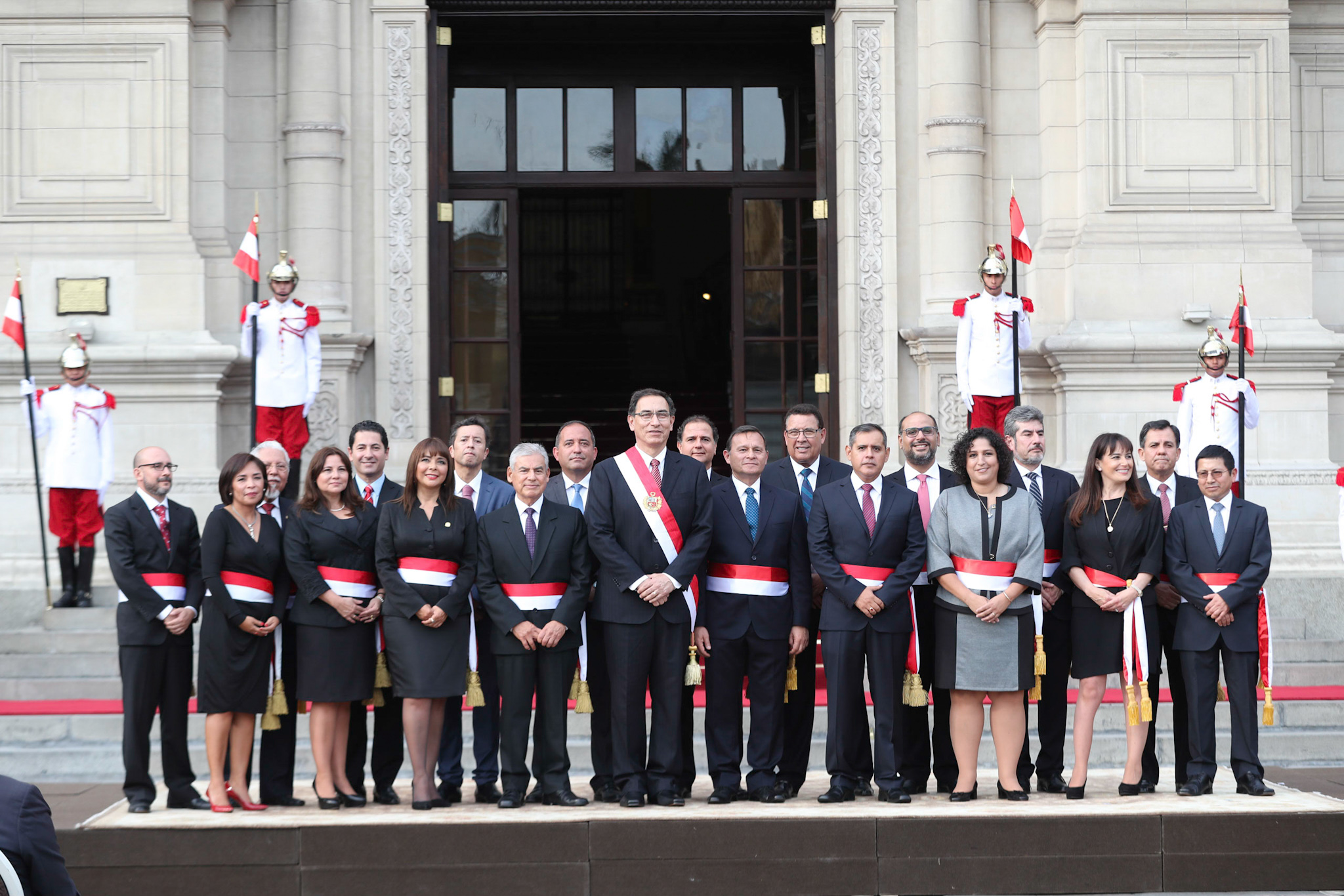
El presidente Vizcarra y su primer gabinete ministerial, luego de su juramentación el 2 de abril de 2018.

#### Juramentación
El 2 de abril de 2018 juramentó el nuevo gabinete ministerial, en una ceremonia realizada en el Patio de Honor de Palacio de Gobierno. Vizcarra designó como nuevo Presidente del Consejo de Ministros a César Villanueva, congresista de Alianza para el Progreso y exministro de Ollanta Humala, que fuera el promotor del segundo pedido de vacancia contra Kuczynski. Ello motivo algunas críticas, de quienes vieron que de esa manera Vizcarra recompensaba políticamente a Villanueva y de paso buscaba el apoyo de la mayoría fujimorista del Congreso. Lo cierto es que el nuevo gabinete ministerial obtuvo el voto de confianza del Congreso.

#### Renuncias ministeriales
- El 22 de abril de 2018, el programa dominical Panorama reveló que el Ministro de la Producción, Daniel Córdova Cayo negoció la salida del viceministro de Pesca para finalizar una huelga de pescadores artesanales. El programa televisivo difundió un vídeo en el cual se ve a los pescadores artesanales reunidos con el ministro Córdoba, quien les ofrece sacar al viceministro de su cargo, a cambio del levantamiento de la huelga.[8] Esto originó un severo cuestionamiento al ministro. El día 25 del mismo mes, César Villanueva anunció que Córdova dejaba su cargo tras haberse aceptado su renuncia.[9]

- El 10 de mayo de 2018, mediante un Decreto Supremo, el Ministerio de Economía y Finanzas aprobó la modificación del Impuesto Selectivo al Consumo (ISC) para bebidas alcohólicas y altas en azúcar, así como para vehículos nuevos, cigarrillos y combustible,[10] lo cual generó un amplio debate político-social. A los pocos días, el ministro de Economía, David Tuesta Cárdenas, anunció que el gobierno no retrocedería en el aumento del impuesto.[11] Sin embargo, el presidente Martín Vizcarra anunció que evaluarían las medidas e indicó que si el aumento de los impuestos afecta al pueblo, su gobierno realizaría un ajuste.[12] En medio de la polémica, el Consejo Nacional de Transporte Terrestre (CNTT), que agrupa a los trabajadores en transporte de carga y pasajeros, anunció un paro nacional en reacción al aumento de los combustibles. El Ministerio de Transportes y Comunicaciones llegó a un acuerdo con el CNTT para la devolución del 53,6% del Impuesto Selectivo al Consumo, medida que evitó la realización del paro;[13] sin embargo, debido a la idas y vueltas del Ejecutivo con respecto a ese tema, el ministro Tuesta renunció a su cargo (4 de junio de 2018).[14] En su reemplazo fue nombrado Carlos Oliva, antiguo director del Banco Central de Reserva.[15]

- El 13 de julio de 2018, el Ministro de Justicia y Derechos Humanos del Perú Salvador Heresi presentó su carta de renuncia debido a que en uno de los audios revelado en el caso de CNM Audios se le escuchaba conversando con el controvertido juez César Hinostroza. En su reemplazo fue nombrado el abogado y congresista Vicente Zeballos Salinas, que había sido miembro de la bancada parlamentaria de PPK.[16]

- El 17 de octubre de 2018, Martín Vizcarra informó que había aceptado la decisión del ministro del Interior Mauro Medina de dar un paso al costado y presentar su renuncia. Ello se dio a consecuencia de la huida a España del juez César Hinostroza, sindicado como cabecilla de la organización Los Cuellos Blancos del Puerto, pese a que tenía impedimento de salida del país desde el 13 de julio.[17] Al día siguiente se presentó ante el pleno Congreso el primer ministro César Villanueva y el ministro de Justicia Vicente Zeballos, para dar explicaciones sobre la fuga del exjuez. Villanueva hizo un mea culpa a nombre del Ejecutivo y anunció que ya se habían tomada acciones inmediatas para lograr la extradición de Hinostroza; en una parte de su alocución dijo que el Ejecutivo conocía de la fuga desde el 7 de octubre (es decir, el mismo día de producirse el hecho), pero luego se rectificó diciendo que  en realidad fue desde el día 17, cuando se dio a conocer el suceso.[18] Hubo quienes culparon al Congreso de la huida, por haber demorado en aprobar la denuncia constitucional contra Hinostroza, y una vez aprobada esta, por haber tardado doce días en enviar del expediente a la fiscalía. A diferencia del Ejecutivo, que reconoció parte de su responsabilidad, el presidente del Congreso Daniel Salaverry rechazó cualquier responsabilidad del Legislativo y la achacó toda a la fiscalía y al ministerio del Interior. La bancada aprista anunció que promovería una moción de censura contra Villanueva, aunque el fujimorismo anunció que no la apoyaría.[19] El 19 de octubre juró como nuevo ministro del Interior el general PNP (r) Carlos Morán Soto, exintegrante del Grupo Especial de Inteligencia (GEIN) que participó en la captura de Abimael Guzmán.[20]
- El 25 de noviembre de 2018 el congresista de Fuerza Popular, Dalmiro Palomino, presidente de la Comisión de Cultura y Patrimonio Cultural, denunció posibles actos de corrupción al interior del ministerio de Cultura. Ello, debido a la revelación de que la empresa Arqueo Andes SAC, del viceministro de esa cartera, Luis Villacorta Ostolaza, había ganado una adjudicación de casi 400 mil soles para hacer una supuesta evaluación arqueológica con fines de delimitación y elaboración de expedientes técnicos. A esto, la ministra de Cultura Patricia Balbuena anunció a través de un comunicado que en aras de asegurar la transparencia del proceso de investigación, el viceministro Villacorta renunciaba al cargo. Sin embargo, al día siguiente, la bancada del Partido Aprista Peruano decidió promover una moción de interpelación contra la ministra, ya que consideraba que había también responsabilidad de esta por haber nombrado al viceministro, y que debía estar al tanto de sus manejos.[21] Al día siguiente, la ministra de Cultura dijo sentirse indignada ante las irregularidades detectadas en el exviceministro Villacorta, asegurando que hubo un abuso de confianza. Aclaró también no haber tenido en el pasado algún vínculo con Luis Villacorta y que su llegada al ministerio se debió a recomendación de especialistas. El 30 de noviembre, Patricia Balbuena presentó su renuncia a su cargo de ministra, lo que fue aceptado por el presidente Vizcarra.[22]
- El 8 de diciembre de 2018 se anunció que el ministro de Trabajo Christian Sánchez Reyes había renunciado a su cargo. Ello, al parecer, debido a su discrepancia con la reforma laboral planteada por el Ejecutivo. Era notorio que Sánchez no compartía la posición del presidente Vizcarra, que consideraba que una de las causas del elevado nivel de informalidad en el país era el «alto costo laboral no salarial» (aludiendo a pagos de gratificaciones y compensaciones de tiempo de servicio o CTS, entre otros derechos laborales).[23]
- El 18 de diciembre de 2018 juramentaron tres nuevos ministros de Estado: Sylvia Cáceres juró como ministra de Trabajo y Promoción del Empleo; Rogers Valencia, hasta entonces titular del Ministerio de Comercio Exterior y Turismo, pasó a ser del Ministerio de Cultura; y Édgar Vásquez Vela, hasta entonces viceministro de Comercio Exterior, pasó a encabezar el Ministerio de Comercio Exterior y Turismo.[24]
- El 3 de enero de 2019, la ministra de Salud Silvia Pessah presentó su carta de renuncia a su cargo, aduciendo motivos personales. La renuncia se dio a conocer el 6 de enero.[25] En su reemplazo juró como nueva ministra de Salud Zulema Tomás Gonzáles, de profesión médico anestesióloga cardiovascular, que hasta ese momento se desempeñaba como directora del Instituto Nacional de Salud del Niño de San Borja.[26]
- El 6 de marzo de 2019, el presidente del Consejo de Ministros, César Villanueva, presentó su carta de renuncia, la que fue aceptada por el presidente Vizcarra el día 8. Al ser interrogado sobre la razón de su renuncia, Villanueva dijo que simplemente había ya cumplido un ciclo, luego de casi un año de ocupar el cargo. Como lo establece la Constitución, al renunciar el primer ministro se produjo la crisis total del gabinete y todos los ministros pusieron sus cargos a disposición.[27]

#### Interpelación al ministro Carlos Morán
Los congresistas de Fuerza Popular y el Apra presentaron una moción de interpelación contra el ministro del Interior Carlos Morán Soto, tras denunciarse un presunto "chuponeo" o interceptación telefónica contra Alan García, desde una camioneta policial que se hallaba cerca de la vivienda del expresidente, el día 5 de diciembre de 2018. El ministro acudió ante la Comisión de Defensa del Congreso, donde negó que se tratara de una práctica de chuponeo y explicó que el vehículo era de la Unidad de Inteligencia haciendo labor de resguardo. La moción de interpelación fue presentada oficialmente en la sesión del pleno del Congreso del día 17 de diciembre, y se dispuso que fuera puesta a consulta en la sesión siguiente, tal como lo dispone el reglamento.
El 13 de febrero de 2019 se dio a conocer el peritaje solicitado por el Ministerio Público para determinar si hubo alguna interceptación telefónica ilegal contra Alan García. Se determinó que los equipos hallados dentro del vehículo policial no servían para hacer escuchas de este tipo de comunicaciones. El 8 de marzo de 2019, el pleno del Congreso rechazó la moción para interpelar a Morán, por 29 votos a favor, 24 en contra y 21 abstenciones.

### Gabinete Del Solar

#### Juramentación

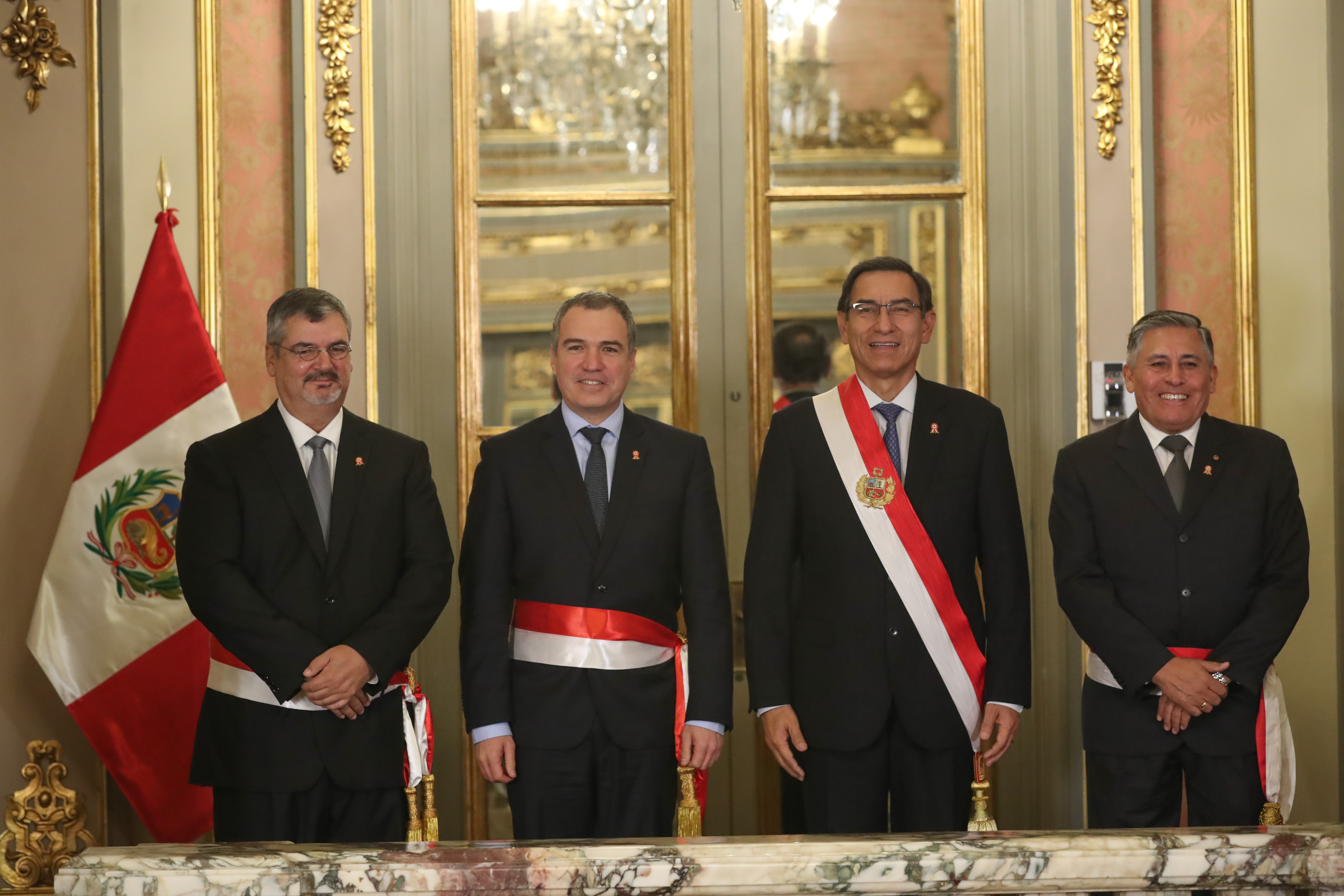
Luis Castillo Butters, Salvador del Solar, Martín Vizcarra y Jorge Moscoso.

El 11 de marzo de 2019, se realizó la juramentación del nuevo gabinete de ministros, presidido por Salvador del Solar Labarthe, el abogado y actor que había sido ministro de Cultura en el gobierno de Kuczynski. Diez ministros permanecieron en su cargo; Fabiola Muñoz dejó Ambiente y pasó a Agricultura (convirtiéndose así en la primera mujer que ocupa dicha cartera); y juraron 7 nuevos ministros: Flor Pablo Medina (Educación), Rocío Barrios (Producción), Carlos Bruce (Vivienda, Construcción y Saneamiento), Gloria Montenegro Figueroa (Mujer y Poblaciones Vulnerables), Lucía Ruiz Ostoic (Ambiente), Ulla Holmquist (Cultura) y Paola Bustamante (Desarrollo e Inclusión Social).
Hecho destacado es que, por segunda vez en la historia republicana, se conformara un gabinete paritario, es decir, de igual número de hombres y de mujeres (9 hombres y 9 mujeres, sin contar al primer ministro); la primera vez había ocurrido en el 2013, durante el gobierno de Ollanta Humala (gabinete Jiménez). Aunque el gabinete Del Solar si es el primer gabinete que con esa característica inicia su gestión (el gabinete Jiménez empezó con seis mujeres y posteriormente sumó tres más).

#### Primera interpelación al ministro Zeballos
El 14 de marzo de 2019, el pleno del Congreso aprobó la moción de interpelación contra el ministro de Justicia, Vicente Zeballos, con 58 votos a favor, 24 en contra y una abstención. El pedido de moción había sido presentado el 1 de febrero por la tercera vicepresidenta de la Mesa Directiva, Yeni Vilcatoma, junto a otro legisladores, quienes consideraron que el gobierno había presuntamente favorecido a la empresa Odebrecht a través de la Ley 30737, de marzo de 2018 (Ley que asegura el pago inmediato de la reparación civil a favor del Estado peruano en casos de corrupción y delitos conexos), que se habría reflejado en la firma del acuerdo de colaboración eficaz con dicha empresa, que tendrá que pagar como reparación civil un monto considerado como ínfimo y seguirá participando en concursos públicos con el Estado.
La interpelación se inició el 21 de marzo y se prolongó hasta el día siguiente. El ministro Zevallos respondió a las 21 preguntas que se le plantearon. Remarcó que el Poder Ejecutivo no tenía injerencia en la labor del Ministerio Público y la procuradoría, que son entes autónomos, siendo ellos los que firmaron el acuerdo de colaboración con Odebrecht. Además, señaló que la Ley 30737, que respalda al acuerdo, fue aprobada por el mismo Congreso, y que todos los poderes del Estado habían tenido participación en la aplicación de la ley para llegar a dicho acuerdo. Finalmente, reclamó más consenso y unidad en la lucha contra la corrupción.
La percepción de la mayoría de la ciudadanía era que el fujimorismo, aliado con el aprismo, buscaba anular el acuerdo de colaboración con Odebrecht, para así lograr la impunidad de sus líderes, seriamente comprometidos con la corrupción. Pues de caerse el acuerdo, ninguna de las delaciones de Barata y otros colaboradores eficaces podrían usarse en los juicios, incluyendo las referidas a Keiko Fujimori y Fuerza Popular.
Finalizada la interpelación, ninguna bancada planteó la moción de censura.

#### Mensaje presidencial por primer año de gobierno
El 23 de marzo de 2019, al cumplirse un año de su gestión presidencial, Vizcarra emitió un breve discurso a través de sus cuentas en redes sociales. «Poner al Perú primero por delante de todo ha sido y es siempre el objetivo de mi trabajo», dijo al iniciar su mensaje, en el que también agradeció a la ciudadanía por su respaldo a las propuestas brindadas este año. «Durante estos doce meses, y a pesar de todas las dificultades, el Perú no se detuvo», finalizó.

#### Aprobación del voto de confianza al gabinete de Del Solar
Previamente a su presentación ante el Congreso para solicitar el voto de confianza (no de investidura, como dicen algunos erróneamente), Del Solar se reunió con los dirigentes de los partidos políticos. El 4 de abril de 2019 se reunió el pleno del Congreso, ante el cual, Del Solar, acompañado de su gabinete ministerial, expuso los objetivos del gobierno, que giraban sobre cinco ejes: la lucha contra la corrupción, el fortalecimiento institucional, el crecimiento económico, el desarrollo social y la descentralización. Luego se dio el debate parlamentario, que se prolongó durante 16 horas, culminando en la madrugada del día siguiente. Finalmente, el gabinete obtuvo el voto de confianza, con 42 votos a favor. En contra votaron 27 parlamentarios y se abstuvieron 21. Las bancadas izquierdistas de Frente Amplio y Nuevo Perú votaron en contra, aduciendo que Del Solar no había mencionado en su presentación el problema de Las Bambas. Mientras que la votación de Fuerza Popular se mostró dividida.
El gabinete Del Solar obtuvo así el voto de confianza del Congreso, aunque sin generar entusiasmo. De hecho, es la votación de aprobación más baja registrada en los últimos 18 años.

#### Renuncia de los ministros Carlos Bruce y Edmer Trujillo
El 14 de abril de 2019, Del Solar anunció la renuncia de los ministros Carlos Bruce (Vivienda y Construcción) y Edmer Trujillo (Transporte y Comunicaciones), pero dijo que no tenía nada que ver con la caída en la popularidad del presidente, y se trataba de decisiones personales de cada uno de ellos. Trujillo es cuestionado por el incendio de un bus en el terminal informal de Fiori, en el que fallecieron 17 personas, mientras que Bruce afronta una pesquisa fiscal al ser involucrado en el caso de Los Temerarios del Crimen.

#### Juramentación de los ministros María Jara y Miguel Estrada
El 26 de abril de 2019, el presidente Vizcarra tomó juramento a nuevos ministros: María Jara Risco (Transportes y Comunicaciones) y Miguel Estrada Mendoza (Vivienda, Construcción y Saneamiento), luego de doce días de que se anunciara la salida de los anteriores titulares de dichas carteras. Es la primera vez que un gabinete ministerial en el Perú tiene más ministras que ministros (10 contra 8).

#### Interpelación a la ministra Flor Pablo
El 9 de mayo de 2019, la ministra de Educación Flor Pablo fue interpelada por el pleno del Congreso. En el pliego interpelatorio de 29 preguntas se cuestionan los errores en los libros del curso de Desarrollo, Ciudadanía y Cívica, especialmente la inclusión de un link de contenido sexual. En su presentación, la ministra enfatizó que la igualdad de género es una política de Estado, que propone igualdad entre hombres y mujeres.

#### Fallecimiento del ministro de Defensa José Huerta
El 24 de junio de 2019 falleció el ministro de Defensa José Huerta, cuando se dirigía a inspeccionar un puesto de vigilancia fronterizo en la región Amazonas. Testigos refirieron que en horas de la mañana sufrió un desvanecimiento, por lo que fue trasladado de emergencia al hospital de Santa María de Nieva, donde falleció a la 10 y 5 de la mañana, víctima de un infarto. El gobierno declaró dos días de duelo. Desde el punto de vista histórico, no se producía el deceso de un ministro desde 1988 con Gonzalo Durant Aspíllaga, quien ejercía funciones durante el primer gobierno aprista.

#### Juramentación de los ministros Jorge Moscoso y Luis Jaime Castillo
El 8 de julio de 2019, el presidente Vizcarra, tomó el juramento de los nuevos ministros de Defensa y de Cultura: el almirante en retiro Jorge Moscoso Flores y Luis Jaime Castillo, respectivamente. Moscoso reemplazó al fallecido José Huerta, y Castillo a Ulla Holmquist Pachas, quien solicitó licencia por motivos de salud.

#### Segunda interpelación al ministro Zeballos
El 15 de agosto de 2019, el pleno del Congreso de la República admitió la moción de interpelación al ministro de Justicia y Derechos Humanos, Vicente Zeballos, para que responda sobre la excarcelación y la fuga del sicario apodado ‘Goro’ (implicado en el crimen del exconsejero regional de Áncash Ezequiel Nolasco, del caso del exgobernador César Álvarez), que fuera posteriormente capturado. La congresista Yeni Vilcatoma sustentó la moción, al considerar que funcionarios del ministerio y del INPE cometieron algunas irregularidades. En ese mismo pleno se discutió también la admisión de dos mociones de interpelación promovidas por las bancadas de izquierda, contra el ministro de Energía y Minas Francisco Ísmodes, para que respondiera sobre el abandono del proyecto del Gasoducto del Sur y sobre el conflicto de Tía María, pero no prosperaron.
La interpelación a Zeballos se llevó a cabo el 3 de septiembre de 2019, y duró hora y media. Lo llamativo fue la ausencia masiva de los congresistas fujimoristas, pese a ser esa bancada la promotora de la interpelación.

### Gabinete Zeballos

#### Juramentación de Vicente Zeballos como Presidente del Consejo de Ministros
El 30 de septiembre de 2019 se produjo la juramentación del hasta entonces ministro de Justicia Vicente Zeballos como presidente del Consejo de Ministros, en reemplazo de Salvador del Solar, que había renunciado luego de que el Presidente considerara que se había rechazado fácticamente la cuestión de confianza que se había presentado al Congreso con motivo de la elección de los magistrados del Tribunal Constitucional (lo que constituía una segunda negación, habiendo sido la primera contra el gabinete Zavala, en el gobierno de Kuczynski). Se especuló además, por palabras propias de Zeballos, que él encabezaba un sector del Gabinete que se mostraba conforme con la decisión de disolver el Congreso.

#### Juramentación del Gabinete Zeballos
Como el gabinete en pleno renunció junto con el premier Del Solar, el gobierno procedió a conformar un nuevo Consejo de Ministros. El 3 de octubre de 2019, a las doce del día, juramentó ante el presidente Vizcarra el nuevo gabinete presidido por Vicente Zeballos. Se mantuvo a la mitad de los integrantes del anterior gabinete. La que fuera ministra de Agricultura Fabiola Muñoz regresó a la cartera de Ambiente. Los nuevos miembros fueron: Gustavo Meza-Cuadra (Relaciones Exteriores), María Antonieta Alva (Economía y Finanzas), Ana Teresa Revilla (Justicia), Francesco Petrozzi (Cultura), Juan Carlos Liu Yonsen (Energía y Minas), Walter Martos Ruiz (Defensa), Jorge Montenegro Chavesta (Agricultura y Riego). También se dieron las reincorporaciones de anteriores ministros: Edmer Trujillo (Transportes y Comunicaciones) y Jorge Meléndez Celis (Inclusión Social). Se dijo que se trataba de un gabinete compuesto por allegados al presidente. También se resaltó la juventud de la ministra de Economía y la presencia de ocho mujeres en el gabinete, con lo que se empezaba a recuperar la paridad de género.

#### Renuncias ministeriales
- A inicios de octubre, la excongresista Janet Sánchez acusó al ministro Jorge Meléndez de haber recomendado la contratación de la madre de su hijo como auxiliar de la Comisión de Ética del Congreso. Semanas después, el portal Ojopublico.com difundió un documento fiscal de una investigación a la organización criminal ‘Los Cumaleros del Oriente’ dedicada al tráfico ilegal de madera. En las conversaciones telefónicas interceptadas, el cabecilla del grupo menciona que Jorge Meléndez, los había ayudado a dilatar unos procesos de fiscalización. El 27 de octubre de 2019, el ministro Jorge Meléndez anunció su renuncia al Ministerio de Desarrollo e Inclusión Social.[51]
- En noviembre de 2019, diversos sectores de la prensa realizaron acusaciones de nepotismo a la ministra de Salud, Zulema Tomás, por la contratación de su esposo dentro de la Superintendencia Nacional de los Registros Públicos (SUNARP)[52] y posteriormente, continuaron las críticas debido a que la ministra no declaró en su hoja de vida que su hermana, Edith Tomás, trabajaba hacía cuatro años en Sedapal.[53] La ministra renunció al cargo el 15 de noviembre de 2019. En su reemplazo juró como ministra Elizabeth Hinostroza Pereyra.
- El domingo 1 de diciembre de 2019, se publicó en el diario oficial El Peruano una resolución suprema firmada por el presidente Vizcarra y el ministro de Cultura, Francisco Petrozzi en la cual se destituía al presidente ejecutivo del Instituto Nacional de Radio y Televisión, Hugo Coya. El ministro aseguró que la salida de Coya fue coordinada y consensuada.[54] Sin embargo, Coya desmintió las palabras del ministro calificando como un cese impestivo su remoción del cargo, lo que desató el escándalo. Afirmó que el ministro le llamaba persistentemente para expresarle el malestar del gobierno por las coberturas que brindaban a políticos de oposición.[55]  La gota que habría colmado el vaso del gobierno fue la cobertura que se dio a la liberación de Keiko Fujimori; hubo un enlace de 23 minutos en televisión nacional transmitiendo declaraciones de Mark Vito, esposo de dicha lideresa. Coya reveló que el ministro Petrozzi le confesó que la situación era ya insostenible y que dos funcionarias habían «envenenado» al presidente, exigiendo la salida de los responsables.[56] El Instituto de Prensa y Sociedad alegó que el despido de Coya obedecía a un desacuerdo del Gobierno con la pluralidad informativa.[57] El premier Zeballos aclaró que la decisión de despedir a Coya fue exclusivamente de Petrozzi. El 5 de diciembre de 2019, el presidente Vizcarra anunció que había aceptado la renuncia de Petrozzi, que se convirtió así en la tercera baja del gabinete Zeballos (luego de Meléndez y de Tomás).[58] Como nueva ministra de Cultura fue nombrada la arqueóloga Sonia Guillén Oneeglio.[59]
- El caso Gasoducto del Sur, exacerbado por la demanda arbitral que hizo la empresa Odebrecht contra Estado peruano ante el CIADI el 21 de enero de 2020, pidiendo US$1200 millones de indemnización por la obra (paralizada desde 2017), provocó una parcial crisis ministerial. El primer afectado fue el ministro de Energía y Minas Juan Carlos Liu Yonsen. El programa televisivo Panorama reveló que Liu, a través de su consultora, había trabajado para Odebrecht en el 2011, donde un informe sobre el proyecto del Gasoducto del Sur, al mismo tiempo que asesoraba al ministerio de Energía y Minas sobre el mismo asunto.[60] Ante la evidencia de conflicto de intereses, Liu presentó su renuncia. El ministro ya estaba cuestionado por la tragedia de la deflagración en Villa El Salvador, entre otras controversias, por lo que el presidente Vizcarra aceptó su renuncia (10 de febrero de 2020).[61] El 12 de febrero, Jorge Ramírez, procurador público ad hoc para el caso Lava Jato fue destituido de su cargo, luego que se diera a conocer la demanda arbitral de Odebrecht ante el CIADI. Desde antes, el procurador era cuestionado por supuestamente no haber defendido adecuadamente los intereses del Estado ante Odebrecht.[62] Interrogado por la prensa, Liu dijo que había sido el mismo Ramírez quien le había solicitado reunirse con representantes de Odebrecht en su despacho del ministerio para tratar sobre la obra del gasoducto. Esa reunión se produjo a principios de enero de 2020. Por su parte, Ramírez dijo que quien coordinó su reunión con el ministro de Energía y Minas fue la ministra de Justicia, Ana Teresa Revilla, al conocerse que Odebrecht planeaba interponer la demanda arbitral ante el CIADIS, así como para tratar sobre aspectos técnicos de la suspendida obra del gasoducto. La propuesta del procurador era que Odebrecht ampliara su reparación civil con la venta de los tubos ya instalados de la obra, que asciende a un valor de US$1000 millones. Y aunque la reunión no era irregular, se realizó sin que fuera de conocimiento público. Ante esta revelación, se cuestionó la actuación de la ministra Revilla, que presentó su renuncia a su cargo (13 de febrero de 2020).[63]
- El 13 de febrero de 2020, a las nueve de la noche, el presidente Vizcarra tomó juramentó a cuatro nuevos ministros de Estado. Además de los ministros Liu (Energía y Minas) y Revilla (Justicia), fueron relevados Flor Pablo (Educación) y Edmer Trujillo (Transportes y Comunicaciones). Sus reemplazantes fueron:[64] Fernando Castañeda (Justicia) Susana Vilca (Energía y Minas) Carlos Lozada (Transportes y Comunicaciones) y Martín Benavides (Educación). Castañeda, Vilca y Lozada habían sido funcionarios de los mismos ministerios en los que ahora asumían la titularidad. Benavides había sido anteriormente titular de la Sunedu. El premier Zevallos manifestó que el cambio de ministros no tuvo nada que ver con el tema del gasoducto. El presidente Vizcarra, por su parte, negó que se tratara de una crisis ministerial, aduciendo que desde hace tiempo tenía previsto realizar los cambios, en carteras claves como la de Educación, ante la inminente instalación del nuevo Congreso.[65]

#### Polémica por presentación del Gabinete ante el Congreso
El 19 de mayo de 2020, el presidente del Congreso, Manuel Merino de Lama, invitó al premier Vicente Zeballos a una sesión presencial del Pleno del Congreso en cumplimiento con el artículo 130 y 135 de la Constitución Política del Perú y el artículo 82 del Reglamento del Congreso. El primer artículo dispone que dentro de los 30 días de haber asumido funciones, el Gabinete debe concurrir al Congreso, exponer la Política General del Gobierno y las principales medidas que requiere su gestión. El artículo 135 establece que luego del interregno parlamentario, el Presidente del Consejo de Ministros debe exponer los actos del Ejecutivo durante el periodo entre la disolución y la instalación del nuevo Congreso.
Vicente Zeballos declaró a la prensa que no corresponde citarlo en función del artículo 130, pues este gabinete "preexiste" al nuevo Congreso. El premier indicó que solo debía ser convocado en aplicación del 135 y criticó que se haga una sesión presencial en medio del aislamiento por la pandemia de enfermedad por coronavirus de 2020 en Perú. Horas después, el Presidente del Congreso señaló que el gabinete Zeballos no cuenta con la confianza del anterior Congreso ni del actual. Luego, el presidente de la Comisión de Constitución del Congreso advirtió que si el premier no solicita la confianza, cometería desacato y sería posible de una acusación constitucional y de una censura.
Días después, el Presidente del Consejo de Ministros manifestó que no tendría problema en exponer la Política General del Gobierno. Tras ello, el Presidente del Congreso de la República pidió un informe a la Comisión de Constitución y Reglamento sobre el procedimiento para la presentación del gabinete. El 26 de mayo de 2020, la Comisión, con 18 votos a favor y 2 en contra, aprobó un dictamen en el cual plantea que el gabinete Zeballos se someta a una doble votación (por aplicación de los artículos 130 y 135). En la misma sesión, la Comisión concluyó, con 11 votos a favor, que el orden de las votaciones sería de la siguiente manera: primero una cuestión de confianza por los actos del interregno (Art. 135) y luego otra por la Política General del Gobierno (Art. 130).

#### Controversia en el Ministerio de Cultura
A mediados de mayo de 2020, la periodista de espectáculos, Magaly Medina reveló en su programa que el Ministerio de Cultura había contratado en varias oportunidades al cantante Richard Cisneros (conocido como Richard Swing) y, a la fecha, había sido remunerado con 175 mil 400 soles por actividades que se describían como charlas motivaciones, integraciones institucionales, entre otras. Un dato polémico fue la contratación del cantante en abril de 2020, en medio del Estado de Emergencia por la pandemia del Covid-19, para ofrecer unas charlas viruales por lo que recibiría 30 mil soles del sector Cultura. A los pocos días, el periodista Beto Ortiz reveló que cuando buscaba entrevistar al presidente Martín Vizcarra en 2018, su producción se contactaba con el cantante. Días después, el presidente Martín Vizcarra fue consultado sobre la contratación del cantante y dijo que lo conocía, que colaboró con la campaña electoral de 2016 y que esa relación ha permitido que también tenga una participación en algún nivel de Gobierno. Al día siguiente, la ministra de Cultura, Sonia Guillén, en una entrevista, manifestó que había puesto su cargo a disposición y que la responsabilidad administrativa recaía en la Secretaría General del Ministerio de Cultura. El 29 de mayo de 2020, el presidente Vizcarra aceptó la renuncia de la ministra Guillén. El día 30 de mayo, Alejandro Neyra juró como ministro de Cultura.

### Gabinete Cateriano
El 15 de julio de 2020, Pedro Cateriano juró como Presidente del Consejo de Ministros del Perú, junto a él ingresaron nuevos ministros: Mario López Chávarri (Relaciones Exteriores), Jorge Eduardo Montoya Pérez (Interior), Ana Neyra Zegarra (Justicia), Pilar Mazzetti Soler (Salud), Martín Ruggiero (Trabajo y Promoción del Empleo), José Salardi Rodríguez (Producción), Rafael Belaúnde Llosa (Energía y Minas), Carlos Estremadoyro (Transportes y Comunicaciones), Kirla Echegaray Alfaro (Ambiente), Patricia Donayre Pasquel (Desarrollo e Inclusión Social). Así mismo, hubo rotaciones ministeriales: Carlos Lozada Contreras pasó de Transportes a Vivienda, Construcción y Saneamiento y Rocío Barrios Alvarado pasó de Producción a Comercio Exterior y Turismo.
El 29 de julio de 2020, diversos medios revelaron que la empresa Hidroenergía Consultores en Ingeniería S.R.L., de propiedad del padre (50%) y del hermano (10%) de la ministra de Economía y Finanzas, María Antonieta Alva, ganó una buena pro por 1.6 millones de soles del Programa Subsectorial de Irrigaciones (PSI) del Ministerio de Agricultura y Riego en noviembre de 2019. La contratación se realizó a pesar de que la empresa está impedida de contratar con el Estado por ser de propiedad de familiares de la ministra. Al día siguiente, el padre de la ministra declaró que él se había retirado de la gestión de la empresa años atrás. Sin embargo, el padre continúa siendo accionista de la misma, lo que hace vigente el impedimento para contratar con el Estado. Cabe mencionar que el Organismo Supervisor de las Contrataciones del Estado depende del ministerio dirigido por Alva; es decir, que bajo su gestión se permitió la contratación de una empresa impedida para contratar con el Estado.

#### Interpelación al ministro Benavides
El 31 de julio de 2020, el Congreso de la República aprobó interpelar al ministro de Educación, Martín Benavides por presuntas irregularidades en el licenciamiento de universidades hecho por la Superintendencia Nacional de Educación Superior Universitaria, organismo dependiente de su cartera ministerial.

#### Negación del voto de confianza
El 3 de agosto de 2020, Pedro Cateriano asistió al Congreso para exponer la política general de gobierno y las principales medidas para su gestión. Luego de exponer por más de tres horas, planteó la respectiva cuestión de confianza. Al día siguiente, luego de un largo debate, a las 6 de la mañana, el Congreso negó la confianza al Consejo de Ministros, con 37 votos a favor, 54 en contra y 34 abstenciones, con lo cual se produjo la crisis total del gabinete.

### Gabinete Martos

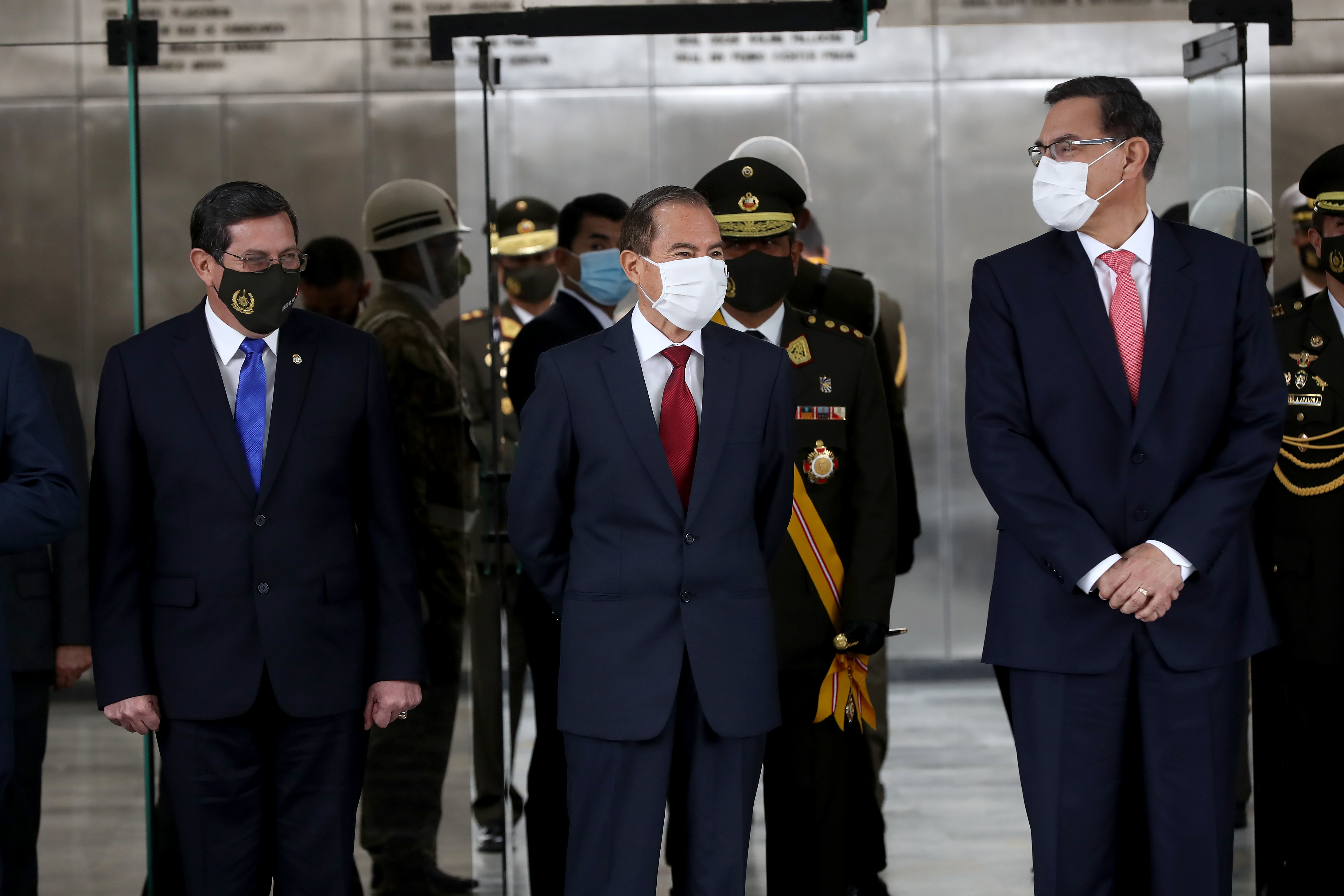
Jorge Chávez Cresta, Walter Martos y Martín Vizcarra.

El 6 de agosto de 2020, Walter Martos, hasta entonces titular del Ministerio de Defensa, juró como presidente del Consejo de Ministros, junto a él, ingresaron 4 nuevos ministros: Jorge Luis Chávez Cresta (Defensa), Javier Palacios Gallegos (Trabajo y Promoción del Empleo), Luis Miguel Incháustegui Zevallos (Energía y Minas) y Rosario Sasieta (Mujer y Poblaciones Vulnerables).
Los días 4 y 7 de septiembre fue interpelada la ministra de Economía, María Antonieta Alva, para que exponga la política económica que atraviesa el Perú en el contexto de la pandemia del COVID-19. Debido a que sus respuestas no fueron satisfactorias, las bancadas de Unión Por El Perú, FREPAP, Podemos Perú y algunos del Frente Amplio, presentaron una moción de censura en su contra el día 9.
El 9 de septiembre, Jorge Montoya renunció al ministerio del Interior, debido a diversos cuestionamientos tras la tragedia de la discoteca Thomas Restobar en Los Olivos, que dejó 13 personas muertas y 26 detenidos.
Al día siguiente, el congresista de Unión por el Perú, Édgar Alarcón, difundió tres audios donde presentan conversaciones del presidente Vizcarra con sus asesores en el marco de investigación contra el cantante Richard Cisneros.

## Enfrentamiento entre el Congreso y el Poder Ejecutivo

### Otorgamiento de facultades legislativas
El 2 de mayo de 2018 el Ejecutivo presentó ante el Congreso el pedido de facultades para legislar por 60 días en materia tributaria y financiera, de gestión económica y competitividad, de reconstrucción y cierre de brechas en infraestructura y servicios, de integridad y lucha contra la corrupción, de prevención y protección de personas en situación de violencia y vulnerabilidad y de modernización de la gestión del Estado. Un pedido similar se había dado en diciembre de 2017, cuando aún gobernaba Kuczynski, pero a raíz de la crisis política desatada entonces había quedado en suspenso la decisión del Congreso. El día 25 de mayo, el primer ministro César Villanueva y el ministro de Economía David Tuesta Cárdenas se apersonaron ante la Comisión de Constitución del Congreso para sustentar dicho pedido. Y finalmente, el 20 de junio, el Congreso en pleno aprobó el pedido por 83 votos a favor.

### Reuniones secretas de Vizcarra y Keiko Fujimori
El 26 de julio de 2018, la bancada de Fuerza Popular se mostró a favor de una reunión entre el presidente Vizcarra, y su lideresa Keiko Fujimori. Sin embargo, un mes después Fujimori reveló que ya se había reunido secretamente con el mandatario, no una, sino dos veces. La primera en un departamento en San Isidro y la segunda en una casa, en Miraflores. Según Keiko, fue Vizcarra quien quiso que las reuniones se mantuvieran secretas.
El primer encuentro había sido difundida por la revista Somos, veinte días después de que Vizcarra asumiera el cargo de mandatario. No obstante, el 14 de mayo, dos días después de la publicación, el jefe de Estado negó la cita. El 9 de agosto, según Reuters, Vizcarra volvió a desmentir cualquier encuentro con Fujimori. La lideresa de la oposición precisó que en esos dos encuentros no hubo acuerdos y negó que Vizcarra le haya solicitado algún tipo de colaboración, y mucho menos conversaron sobre el referéndum planteado el 28 de julio. 
En respuesta, el mandatario reconoció las reuniones como un error y aseguró que Fujimori pidió la renuncia de la ministra de Salud, Silvia Pessah, algo que negó Keiko. En el Congreso de la República no se hicieron esperar las críticas al mandatario: 

"¿Por qué el presidente Vizcarra negó, mintió respecto a esas reuniones? Ella manifestó que ha habido dos reuniones. Lo que corresponde es preguntar al presidente por qué mintió al país. Nuestra lideresa nunca ha manifestado que ella pidió reserva. Le hubiese gustado más que hubiese sido público”.
 Congresista de Fuerza Popular, Héctor Becerril. Fuente: RPP Noticias

### Anulación del indulto a Alberto Fujimori
Las víctimas de los casos Barrios Altos y la Cantuta solicitaron ante la Corte Interamericana de Derechos Humanos una revisión del indulto humanitario a Alberto Fujimori. La corte declaró que el Estado peruano no había cumplido con sus obligaciones internacionales y ordenó un control de convencionalidad que sería esto en el Poder Judicial peruano.
El 3 de octubre de 2018, el juez Hugo Núñez Julca, del Juzgado Supremo de Investigación Preparatoria, declaró como inaplicable el indulto humanitario que el presidente Kuczynski había concedido a Alberto Fujimori en diciembre del año anterior, y ordenó su regreso a un penal. Se ordenó la ubicación y captura del expresidente, que no bien se enteró de ello, se internó en la Clínica Centenario Peruano Japonesa, y a través de un video rogó a las autoridades para que no lo devolviesen a prisión, aduciendo su grave estado de salud.
Los abogados del expresidente adujeron que por sus dolencias crónicas, Fujimori no podía retornar a un centro penitenciario, ya que las mismas podían recrudecerse. A solicitud de la Corte Suprema, una Junta Médica evaluó el estado de salud  de Fujimori, la misma que declaró que el expresidente, de 80 años de edad, padecía de fibrilación auricular, enfermedad coronaria crónica, hipertensión arterial e insuficiencia venosa en tratamiento, además de síntomas de ansiedad controlados. Todo lo cual, según la Junta Médica, podía ser tratado de manera ambulatoria.
El 21 de enero de 2019, tras más de cien días de la anulación del indulto, la Corte Suprema ordenó al Instituto Nacional Penitenciario (INPE) a que determinara, en un plazo de 48 horas, el centro penitenciario donde debería volver a ser recluido Fujimori. El INPE dispuso que fuera en el penal de Barbadillo de la DIROES, donde ya había estado Fujimori recluido entre 2007 y 2017. . El 23 de enero, Fujimori abandonó la clínica y regresó al penal bajo fuerte custodia policial.
El 13 de febrero de 2019, la Sala Penal Especial de la Corte Suprema confirmó la resolución emitida en octubre del 2018 por el juez Hugo Núñez Julca, que en la práctica declaraba nulo el indulto dado a Fujimori.

### Crisis de Fuerza Popular
La situación de Keiko Fujimori, implicada seriamente en el caso Odebrecht por supuestamente haber recibido dinero ilícito para sus campañas electorales del 2011 y 2016, llevó a su partido Fuerza Popular a una crisis interna. Durante las audiencias judiciales para sustentar el pedido de prisión preventiva contra Keiko, el fiscal José Domingo Pérez dio una serie de argumentos para sustentar que en el seno del partido se había constituido una organización criminal. IDL-Reporteros publicó una serie de conversaciones privadas provenientes del chat La Botica (grupo de Telegram conformado por congresistas y dirigentes de Fuerza Popular), donde se lee a miembros de la bancada fujimorista ponerse de acuerdo para desprestigiar al fiscal José Domingo Pérez, encargado de la investigación por lavado de activos contra Keiko Fujimori y Fuerza Popular. Se sabe que dicho material fue proporcionado por uno de los testigos protegidos de la fiscalía (el congresista Rolando Reátegui). En las encuestas de opinión pública, se refleja claramente el rechazo de la ciudadanía al accionar de los fujimoristas en el Congreso, lo que contrasta con el respaldo que tiene el presidente Vizcarra.
El 26 de julio de 2018, la congresista Paloma Noceda renunció a la bancada de Fuerza Popular. 
El congresista Francesco Petrozzi renunció a la bancada de Fuerza Popular el 18 de octubre. El presidente del Congreso, Daniel Salaverry, pidió licencia a su partido, pues consideraba que su alta investidura le obligaba a mantenerse al margen de la política partidaria. Se reveló que el congresista Rolando Reátegui de Fuerza Popular era uno de los testigos de la fiscalía en el caso Keiko Fujimori; decisión que tomó Reátegui, según él, al verse abandonado por la dirigencia de su partido, luego que fuera involucrado en la captación de «aportantes fantasmas» para la campaña de Keiko del 2011. José Chlimper Ackerman renunció a la secretaría general de Fuerza Popular, luego de que el gerente de RPP revelara al fiscal Pérez haber recibido de manos de Chlimper, 200 000 dólares en efectivo como pago de un contrato de publicidad en el 2011 (lo que sería un indicio de lavado de activos). Se anunció la reestructuración general del partido, nombrándose un Comité de Emergencia encabezado por el congresista Miguel Torres.
El 28 de noviembre, la congresista de Fuerza Popular Úrsula Letona renunció a su bancada, aduciendo que no quería ser dividir a la misma, a raíz de un enfrentamiento que tuvo con su colega Yeni Vilcatoma, que lo acusó de bloquear una propuesta para investigar, en la Comisión de Fiscalización, supuestas irregularidades detectadas en Prom-Perú.
A principios del 2019, cuatro congresistas de Fuerza Popular renunciaron a su partido, tras la anunciada moción de censura contra el presidente del Congreso Salaverry. Ellos fueron: Miguel Castro, Rolando Reátegui, Yesenia Ponce y Glider Ushñahua. También Salaverry, quien en una sesión del pleno fue calificado de “traidor”, oficializó su renuncia al partido. El 18 de enero de 2019, otro congresista de Fuerza Popular, Israel Lazo, presentó su renuncia irrevocable. En junio de 2019, ocurrieron otras dos bajas: Nelly Cuadros y Francisco Villavicencio. De 73 congresistas que tuvo al principio, la bancada de Fuerza Popular quedó reducida a 53.
De otro lado, dos congresistas de Fuerza Popular fueron suspendidos por 120 días sin goce de haber, por haber sido denunciados por tocamientos indebidos. Ellos fueronː Moisés Mamani, acusado por una aeromoza de la aerolínea Latam; y Luis López Vilela, acusado por la congresista Paloma Noceda. El Poder Judicial pidió al Congreso el levantamiento de la inmunidad a Mamani para procesarlo, lo que fue aprobado por el pleno del Congreso el 8 de marzo de 2019.
El 26 de febrero de 2019, el congresista Héctor Becerril, antiguo vocero de la bancada fujimorista, solicitó licencia temporal a su bancada al verse involucrado en un presunto cobro de sobornos para intervenir a favor de una empresa en una licitación en Lambayeque, en la que también se hallan implicados sus hermanos. Ha sido denunciado ante la Comisión de Ética y la Subcomisión de Acusaciones Constitucionales del Congreso, denuncias que están pendientes por resolver.

### La “criminalización” de la política
Los congresistas fujimoristas y apristas reclamaron que desde el Ministerio Público y el Poder Judicial se intentaba “criminalizar” la política. Ello, a raíz de que en el proceso por lavado de activos contra Keiko Fujimori y Fuerza Popular, el fiscal José Domingo Pérez había sustentado que en el seno de dicho partido se había constituido una organización criminal. También se criticó la prisión preventiva (de 18 y hasta de 36 meses) contra los políticos y empresarios involucrados en el caso Odebrecht.

### Pedido de asilo político del expresidente Alan García
El expresidente Alan García, sometido también a investigación por el caso Odebrecht, dijo que el gobierno orquestaba un golpe de Estado para copar los poderes públicos. «Chantajear al Congreso, forzar la renuncia del Fiscal, descabezar la Suprema, digitar a los fiscales, comprar opiniones, es un golpe, aunque no use tanques.¿Y todo por tapar Chinchero y que más?», escribió en su cuenta de Twitter. Algunos consideraron que García, con esas declaraciones, preparaba el campo para evadir a la justicia, argumentando ser un perseguido político.
El expresidente García, con residencia habitual en Madrid, llegó a Lima el 15 de noviembre de 2018 para asistir a una cita programada por la fiscalía por el caso Odebrecht, pero fue sorprendido con la orden de impedimento de salida del país por 18 meses, así como la revelación de nuevos indicios que le comprometían con la recepción de coimas, supuestamente bajo la apariencia de pagos por conferencias.
El 18 de noviembre de 2018, la Cancillería peruana informó del ingreso de Alan García a la residencia del embajador de la República Oriental del Uruguay, Carlos Barros. Una vez refugiado en la residencia del embajador uruguayo, García solicitó el asilo político al presidente uruguayo Tabaré Vázquez, ya que se consideraba un perseguido del gobierno peruano. Como sustento, acusó a la fiscalía de no llevar a cabo un debido proceso y de ser un instrumento del gobierno para acallar a los partidos políticos. Los congresistas apristas admitieron también que fue la misma dirigencia partidaria que le aconsejó tomar tal decisión, ya que se habían enterado de que el fiscal Pérez tenía preparada una orden de arresto preliminar, que se ejecutaría el día 20. Lo cual fue negado por la misma fiscalía, pues la investigación no se hallaba tan avanzada como para tomar tal medida.
Vizcarra se pronunció sobre el pedido de asilo político y afirmó que en el Perú no existe la persecución política:  

"No existe persecución política en el Perú, y todos los peruanos debemos allanarnos a la justicia, sin excepciones. Reafirmo nuestro compromiso con el respeto irrestricto de la división de poderes, la Constitución y los tratados internacionales".
Presidente de la República, Martín Vizcarra. Fuente: Vía Twitter

A esto una delegación de congresistas del Frente Amplio, representados por Marco Arana, Wilbert Rozas y Humberto Morales, llegó el 22 de noviembre a Montevideo, para expresar su preocupación ante el pedido de asilo diplomático de García.
El 3 de diciembre de 2018 el presidente de Uruguay, Tabaré Vázquez, anunció el rechazo al pedido de asilo de Alan García, al considerar que en el Perú funcionaban los tres poderes del Estado con libertad y no existía persecución política. Señaló también que no procedía el asilo político a alguien que estaba en pleno proceso judicial por un delito común. Poco antes de dicha declaración, Alan García ya se había retirado de la residencia del embajador de Uruguay y retornado a su domicilio ubicado en el distrito de Miraflores.

### Ley de financiamiento ilegal de los partidos
El 5 de diciembre de 2018 el pleno del Congreso aprobó un dictamen que incorporaba el artículo 359-A al Código Penal, para tipificar el delito «de financiamiento de origen delictivo para las organizaciones políticas», diferenciándolo del delito de lavado de activos. A favor votaron congresistas de tres partidos: Fuerza Popular, el Apra y Peruanos por el Kambio.
Muchos especialistas consideraron que dicha ley beneficiaba a los políticos investigados por lavado de activos, pues creaba otra figura delictiva que en esencia era el mismo delito, pero aplicando una sanción más benigna. También se señaló que podría afectar el curso de los procesos seguidos por lavado de activos en el caso Cócteles donde se hallaban precisamente involucrados los dirigentes de Fuerza Popular, uno de los partidos auspiciadores de la ley. Se cuestionó también la forma en que había sido aprobado por el Congreso, de manera apresurada. La bancada de Nuevo Perú planteó la reconsideración de la votación.
El presidente Vizcarra dijo que observaría la ley pues, a su ver, afectaba la lucha contra la corrupción. El mismo presidente del Congreso Daniel Salaverry (que se había retirado del hemiciclo el día de la votación del dictamen) consideró nefasta dicha ley, anunciando que no firmaría la autógrafa y que sometería a votación la reconsideración planteada.

### Autorización para formar nuevas bancadas en el Congreso

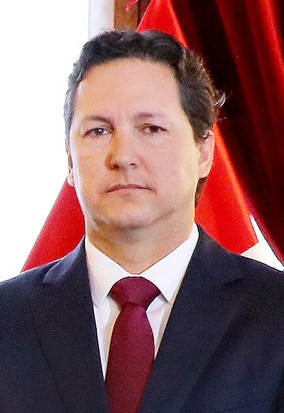
El presidente del Congreso Daniel Salaverry.

El 19 de diciembre de 2018, el presidente del Congreso, Daniel Salaverry, autorizó la conformación de las nuevas bancadas o grupos parlamentarios, atendiendo el fallo que dio el Tribunal Constitucional (TC) en julio de ese año, que dejó sin efecto parte de la ley que castigaba el transfuguismo, ley impuesta por la mayoría fujimorista de Fuerza Popular en el 2016, la misma que impedía que los llamados “tránsfugas” conformaran nuevas bancadas, con lo que se les impedía participar en la Mesa Directiva y en las diversas comisiones del Congreso, entre otros. El TC determinó que los parlamentarios renunciantes por diferencias de conciencias ─debidamente fundamentadas─ podían conformar nuevas agrupaciones.
La decisión de Salaverry desató las críticas de los congresistas de Fuerza Popular. En el Consejo Directivo del Congreso se dio un debate, produciéndose incidentes verbales entre Salaverry y algunos congresistas de Fuerza Popular. Los fujimoristas pedían que se siguiera el procedimiento regular y que el tema vuelva a la Comisión de Constitución, pero Salaverry, luego de cuatro horas de debate, levantó la sesión, aduciendo que había cumplido el reglamento y no había nada más que discutir.
Se anunció que se conformarían dos nuevas bancadas con los congresistas No Agrupados: la bancada de Cambio 21, integrada por nueve congresistas que renunciaron a Fuerza Popular en febrero de 2018 tras la expulsión de Kenji Fujimori (exceptuando a Bienvenido Ramírez, Guillermo Bocángel y el mismo Kenji, todos ellos suspendidos). Y la Bancada Liberal, con Francesco Petrozzi (antes de Fuerza Popular), Guido Lombardi, Vicente Zeballos Salinas, Alberto de Belaúnde, y Gino Costa (todos ellos ex oficialistas).
Posteriormente, el 20 de enero de 2019, se anunció la creación de una nueva bancada parlamentaria: la Bancada Unidos por la República, conformada por Patricia Donayre, Glider Ushñahua, Israel Lazo, Rolando Reátegui y Miguel Castro, todos los cuales habían formado parte de Fuerza Popular. En total eran ya diez bancadas en el Congreso.
La creación de nuevas bancadas dio paso a la incorporación de nuevos miembros a la Junta de Portavoces, que fue el comienzo para amenguar el predominio del fujimorismo en el Congreso.
El 30 de enero de 2019 se anunció la creación de otra bancada parlamentaria, denominada Acción Republicana, integrada por Pedro Olaechea, Jorge Castro, Julio Rosas, Marita Herrera y Salvador Heresi. Pero se cuestionó su inscripción, pues uno de sus miembros, Heresi, seguía siendo oficialmente miembro de Peruanos por el Kambio, y el reglamento no permitía que un miembro de un partido con bancada pertenezca a una bancada distinta.
Al producirse la crisis del partido PpK y el cambio de su nombre por el de Contigo, los congresistas militantes de PpK Gilbert Violeta y Juan Sheput abandonaron su bancada, al no lograr que el resto de sus colegas congresistas (en su mayoría invitados al partido), aceptaran dicho cambio. Violeta, Sheput y Heresi, ya como militantes de Contigo, se juntaron con algunos miembros de Acción Republicana: Pedro Olaechea, Jorge Castro y Julio Rosas, y anunciaron la conformación de una nueva bancada, que se denominaría Concertación Parlamentaria (20 de marzo de 2019). Luego se sumarían Marita Herrera y Sonia Echevarría, provenientes de Cambio 21. Sin embargo, surgieron diferencias entre los congresistas de Contigo y el resto de los integrantes de la bancada, por lo que estos últimos, a excepción de Jorge Castro, decidieron conformar una nueva bancada, relanzando el nombre de Acción Republicana. Lo integran: Pedro Olaechea, Julio Rosas, Nelly Cuadros, Marita Herrera y Sonia Echevarría. La bancada de Concertación Parlamentaria se disolvió al quedarse sin el número mínimo requerido (4 de junio de 2019).
Mientras que los congresistas de Contigo (Gilbert Violeta, Salvador Heresi y Juan Sheput), quedaron por el momento como congresistas no agrupados, hasta que el 20 de julio de 2019 se produjo la renuncia de los congresistas Janet Sánchez y Moisés Guía a la bancada de PpK. Los dos anunciaron su unión al grupo de Contigo, para conformar una nueva bancada, que es la 12.º del Congreso.
De modo que, de las seis bancadas que existían al iniciarse el periodo del Congreso en el 2016, para el 2019 se habían duplicado en número.

### Recomposición de las fuerzas políticas en el Congreso
La creación de tres nuevas bancadas en el Congreso y la recomposición de la Junta de Portavoces, anunció el inicio de la pérdida de la hegemonía de Fuerza Popular en el Congreso. El 27 de enero de 2019, la Junta de Portavoces acordó por mayoría recomponer el Consejo Directivo del Congreso. Este Consejo es un organismo clave, pues aprueba la agenda de cada sesión del pleno y define los proyectos que se tratarán en el mismo. Está constituido por 28 miembros: 24 congresistas de todas las bancadas, en representación proporcional, y los 4 miembros de la Mesa Directiva. Fuerza Popular, que hasta entonces tenía 13 miembros en el Consejo Directivo (sin contar los miembros de la Mesa Directiva), pasó a tener 10, con lo que se acabó su mayoría absoluta. El 29 de enero, la Junta de Portavoces acordó también la modificación del número de integrantes por grupo parlamentario de la Comisión Permanente y del resto de las Comisiones del Congreso.
Luego de un intento frustrado, el 30 de enero de 2019 se reunió el Consejo Directivo, presidido por Daniel Salaverry. Su tarea era debatir la recomposición de la Comisión Permanente y el resto de las comisiones, según lo acordado en la Junta de Portavoces. Se produjeron incidentes verbales entre Salaverry y los representantes de Fuerza Popular, quienes querían 11 miembros en la Junta Directiva. Salaverry rechazó el pedido pues en la Junta de Portavoces se había acordado que fueran 10. Los tres miembros fujimoristas de la Mesa Directiva (Yeni Vilcatoma, Segundo Tapia y Leyla Chihuán) se retiraron como protesta, junto con los representantes de Fuerza Popular y el Apra, con lo que dejaron sin quorum la sesión (pues del total de 28 congresistas, el quorum mínimo es de 15 asistentes). Pero luego se reincorporó Vilcatoma, con lo que se logró el quorum mínimo; los demás miembros de la Mesa Directiva, así como Mauricio Mulder del Apra, se reincorporaron en los minutos siguientes, con lo que prosiguió el debate. Se aprobó finalmente por mayoría a que se proceda a recomponer las comisiones parlamentarias, incluyendo a la Comisión Permanente, tal como lo planteó la Junta de Portavoces. Fuerza Popular dejará así de tener mayoría absoluta en comisiones importantes, y por ende podría perder la presidencia de las mismas.

### La «alianza estratégica APRA-Fuerza Popular»
El congresista aprista Javier Velásquez Quesquén admitió que, si bien no hubo nunca una alianza política entre el Apra y Fuerza Popular, existía una «alianza estratégica» dentro del Congreso, lo que explicaba que hubieran compartido la Mesa Directiva en dos legislaturas seguidas, y que coincidieran en las votaciones del pleno y de las comisiones. Sin embargo, otros miembros del aprismo y de Fuerza Popular rechazaron de plano la existencia de dicha alianza, aunque los hechos dicen otra cosa. Un estudio da cuenta de que, durante los plenos, las posiciones mayoritarias de Fuerza Popular y la bancada del Apra coincidieron en un 90.2% de las veces en lo que va del actual periodo congresal; es decir, en 782 de las 867 votaciones, Fuerza Popular y el Apra fueron de la mano.

### Crisis en Peruanos Por el Kambio
Peruanos Por el Kambio (PpK), el partido que había llevado a la presidencia a Pedro Pablo Kuczynski en el 2016, y que en teoría, ejercía como el partido oficialista del gobierno de Vizcarra, se declaró en reorganización. El mismo Kuczynski presentó su renuncia irrevocable a la presidencia del partido, el 4 de febrero de 2019.
La bancada de PpK en el Congreso, que inicialmente era de 17 miembros, se había reducido a 11. El primer congresista en salir de la bancada fue Roberto Vieira, que fue expulsado por faltar a la ética interna. Luego renunciaron a la bancada Alberto de Belaúnde, Gino Costa, Vicente Zeballos, Pedro Olaechea, Guido Lombardi, Salvador Heresi y Patricia Donayre (quien provenía de Fuerza Popular). Otros miembros de la bancada, Gilbert Violeta (a la vez dirigente de PpK) y Juan Sheput (hasta entonces solo invitado al partido) tuvieron roces con Martín Vizcarra, dando a entender que había un distanciamiento entre el partido y el gobierno. Hay que señalar que Vizcarra, al igual que un buen número de los miembros de la bancada PpK, solo fue un invitado del partido y nunca militante del mismo. 
Se entreveía que en la bancada de PpK se habían formado dos facciones: una mayoritaria, encabezada por Mercedes Aráoz y Carlos Bruce, que querían continuar apoyando con condiciones al gobierno; y otra, comandada por Gilbert Violeta y Juan Sheput, apoyados en lo que quedaba del partido, que apuntaba a romper con Vizcarra.
El distanciamiento de Vizcarra con el partido PpK se agravó más a raíz de la revelación de que el Club de la construcción había aportado cien mil dólares para la campaña de Kuczynki del 2016. Los dirigentes del partido (Violeta, Heresi y el secretario general de PpK Jorge Villacorta), acordaron responsabilizar a Vizcarra del control del financiamiento de la campaña, tal como se revela en unas conversaciones en WhatsApp filtradas a la prensa. Al no estar de acuerdo con esta posición, tres congresistas de PpK anunciaron su renuncia al partido: Jorge Meléndez (vocero de la bancada), Alberto Oliva y Janet Sánchez, aunque sin afectar su permanencia en la bancada de PpK.
El 2 de marzo de 2019, la asamblea del partido PpK acordó cambiar su nombre por el de Contigo. También oficializó la admisión al partido de Juan Sheput, que hasta entonces solo había sido invitado.
La dirigencia de Contigo dijo que el partido apoyaba a Vizcarra «al 100%» y consideró que la bancada de PpK en el Congreso debía también cambiar su nombre. Pero los congresistas de PpK, en su mayoría, acordaron mantener el nombre original. Violeta y Sheput pidieron entonces una licencia temporal a la bancada, pero esta no aceptó e incluso abrió un proceso disciplinario contra ellos. Ante ello, ambos congresistas decidieron renunciar a la bancada, que quedó así reducida a nueve miembros (6 de marzo de 2019). Ninguno de esos nueve miembros de la bancada de PpK, entre los que se contaban Mercedes Aráoz y Carlos Bruce, era militante del partido; el último militante, Clemente Flores, renunció a Contigo ese mismo día.
El 20 de julio de 2019, los congresistas Janet Sánchez (entonces presidenta de la Comisión de Ética) y Moisés Guía, anunciaron su separación de la bancada de Peruanos por el Kambio. De modo que la bancada de PpK quedó reducida a 7 miembros.
El 15 de agosto de 2019, Mercedes Aráoz, Carlos Bruce y Ana María Choquehuanca renunciaron a bancada PpK. Adujeron como razón que se había quebrado la democracia dentro del partido. Este alejamiento de tres importantes miembros del oficialismo fue un duro golpe para el gobierno. La bancada de PpK quedaba así reducida a cuatro miembros, por lo que al no tener el mínimo requerido (cinco), perdía su condición de bancada y debía disolverse. Pero los de PpK salvaron el paso admitiendo a su bancada a la congresista Yesenia Ponce, ex de Fuerza Popular y de Cambio 21. El premier Del Solar advirtió que el gobierno no respaldaba dicha incorporación, ya que no era congruente, pues Yesenia Ponce nunca había respaldado los lineamientos del gobierno. También criticó a Aráoz, Bruce y Choquehuanca, pues habían estado a poco de dejar a PpK sin bancada y sin la presidencia de la única Comisión que tenían, la de Economía, poco después de organizarse las comisiones, por lo que consideró que había de su parte un calculado intento de afectar al gobierno.

### Denuncia contra el presidente del Congreso Daniel Salaverry
Daniel Salaverry, elegido presidente del Congreso para la legislatura 2018-2019 con el apoyo de su entonces bancada de Fuerza Popular, protagonizó una serie de enfrentamientos con sus correligionarios, marcada por una serie de calificativos, intentos de censuras y acusaciones, que lo llevaron distanciarse de Fuerza Popular y acercarse al presidente Vizcarra, que lo vio como un aliado para frenar el predominio del fujimorismo en el Congreso. Ello le valió sufrir las represalias de sus excompañeros de bancada. Una investigación del programa televisivo Panorama denunció que Salaverry habría presentado reiteradamente datos falsos en sus informes de la semana de representación (una obligación que tienen los congresistas de visitar las provincias a las que representan, para escuchar las demandas de sus electores), que incluían fotos de otros eventos.
El 3 de junio de 2019, la Comisión de Ética Parlamentaria aprobó un informe que recomienda suspender a Salaverry por 120 días por la presunta adulteración de informes de semana de representación. Ello a menos de dos meses de que concluya el periodo de Salaverry en la presidencia del Congreso. En respuesta, Salaverry presentó un recurso de amparo ante un juzgado de Trujillo, aduciendo que existía una vulneración a sus derechos constitucionales, entre ellos el derecho a la imparcialidad y a un debido proceso. El juzgado admitió a trámite el pedido de Salaverry, que ha recibido críticas de quienes consideran algo insólito llevar al Poder Judicial un asunto que debía tratarse solo en el ámbito parlamentario. Ninguno de los congresistas en la misma situación había hasta entonces recurrido al Poder Judicial para anular un proceso de suspensión. Cuando en una reunión del pleno, la presidenta de la Comisión de Ética, Janet Sánchez, requirió a Salaverry que él mismo priorizara su caso de suspensión, respondió que ello se vería «en el momento oportuno».

### Elección de la Mesa Directiva del Congreso para el periodo 2019-2020
El 27 de julio de 2019, el Congreso eligió a su nueva Mesa Directiva para el periodo 2019-2020. Ganó la lista encabezada por Pedro Olaechea, apoyada por Fuerza Popular, el Apra, Contigo y Cambio 21, que venció a la lista encabezada por Daniel Salaverry, que buscaba su reelección con el apoyo de los demás grupos políticos. El resultado fue 76 votos a favor de Olaechea, 47 a favor de Salaverry y 2 votos en blanco. Pedro Olaechea, economista y empresario de profesión, había sido elegido congresista por PpK, pero luego se separó de su bancada e impulsó la creación de otra, denominada Concertación Parlamentaria, para luego iniciar otra con el nombre de Acción Republicana. Aunque se autodenominaba independiente, Olaechea, a lo largo de su trayectoria parlamentaria se ha caracterizado por votar siempre en la línea del fujimorismo. Le acompañaban en la Mesa Directiva: Karina Beteta (Fuerza Popular) en la primera vicepresidencia; Salvador Heresi (Contigo) en la segunda vicepresidencia; y Marvin Palma (Cambio 21) en la tercera vicepresidencia.

### Reorganización de las comisiones del Congreso para la Legislatura 2019-2020
Al empezar el gobierno de PPK existían seis bancadas en el Congreso. Para el 2019 este número se duplicó. En la distribución de las presidencias de las comisiones para la legislatura 2019-2020, Fuerza Popular conservó diez presidencias de las 14 que había tenido. Causó polémica que se reeligiera a Rosa Bartra en la Comisión de Constitución y se eligiera a Tamar Arimborgo (tenaz opositora del llamado «enfoque de género») en la de Educación. De otro lado, la bancada de PpK perdió la presidencia de dos comisiones y conservó solo una, la de Economía.
Bancadas del Congreso y número de Comisiones que presiden
- Fuerza Popular (10)
- Alianza para el Progreso (2)
- Nuevo Perú (2)
- Frente Amplio (2)
- Cambio 21 (1)
- Peruanos por el Kambio (1)
- Acción Popular (1)
- Apra (1)
- Bancada Liberal (1)
- Acción Republicana (1)
- Unidos por la República (1)
- Contigo (1)

### Fuerza Popular y sus nuevos consensos
La legislatura de 2019 mostró una nueva recomposición de fuerzas en el Congreso. Fuerza Popular sumó nuevos consensos, además del las coincidencias con el Apra ahora se añadía el apoyo de las bancadas Acción Republicana, Contigo y Cambio 21. Este bloque logró imponerse en votaciones, tanto en comisiones como en el pleno. Ello resultaría clave en las votaciones por la elección de nuevos magistrados del Tribunal Constitucional y sobre el proyecto para adelantar las elecciones al 2020. Para el oficialismo resultaba difícil contrarrestar esta hegemonía.

### El proyecto de adelanto de elecciones generales
El anuncio de Vizcarra que hizo en su mensaje a la Nación de Fiestas Patrias del 28 de julio de 2019 de su proyecto de adelanto de elecciones (Proyecto de Ley 4637) tomó de sorpresa a los parlamentarios y al público en general. Se había creado una gran expectativa sobre la respuesta que Vizcarra daría ante el rechazo que el Congreso había hecho de una de las propuestas medulares de la reforma política, el de la inmunidad parlamentaria; hubo quienes reclamaban al gobierno que considerara que se negaba la cuestión de confianza por segunda vez y que, de acuerdo a la Constitución, procediera a disolver el Congreso. Pero la propuesta de adelanto de elecciones era una salida que nadie había esperado.
Para algunos analistas, el anuncio del presidente era una buena salida política, pues la disolución del Congreso, bajo el argumento de la negación de la confianza, era un camino arriesgado, si se tiene en cuenta que existía una consulta ante el Tribunal Constitucional (promovida por la oposición) de que si la cuestión de confianza procede o no cuando se trata de una reforma constitucional (tipo de reforma que solo es potestad del Congreso, y sobre la cual el Ejecutivo no tiene derecho a observación). Pese a que en el momento de dar el anuncio, el presidente tenía en sus manos la carpeta donde se hallaba el título proyecto, la mesa directiva del Congreso advirtió que no llegó a recibir el documento. Finalmente, el ministro de Justicia Vicente Zeballos dio detalles del proyecto y anunció que se enviaría al Congreso el día miércoles 31 de julio, el primer día laborable luego del largo feriado. Negó también la posibilidad de que el presidente Vizcarra y la vicepresidenta Mercedes Aráoz vayan a renunciar, tal como algunos congresistas de la oposición exigían.
Hubo un cuestionamiento promovido por el aprista Jorge del Castillo, sobre si el Consejo de Ministros había aprobado el proyecto de adelanto de elecciones antes de que el presidente diera su mensaje a la Nación. La duda se disipó al mostrarse el acta de la sesión del gabinete ministerial del 24 de julio,  aunque Del Castillo insistió en pedir más pruebas, en busca de una presunta «infracción constitucional».
El gobierno invitó a una ronda de diálogos con las fuerzas políticas, para exponer su proyecto del adelanto de las elecciones. El 5 de agosto de 2019, el premier Del Solar se reunió en el Congreso con los representantes de Fuerza Popular. Pero las demás fuerzas políticas rechazaron la invitación.
De acuerdo a las encuestas de opinión pública, la ciudadanía recibió positivamente el adelanto de las elecciones generales, bajo el lema de «Que se vayan todos». En el Congreso, solo los grupos de izquierda se mostraban a favor del proyecto. Las demás fuerzas políticas opositoras, encabezadas por Fuerza Popular, empezaron a coordinar la estrategia a seguir para hacer inviable la propuesta del gobierno, según se desprende de las declaraciones que realizaban algunos de sus voceros y algunos chats filtrados.

### La vicepresidenta Aráoz se distancia de Vizcarra

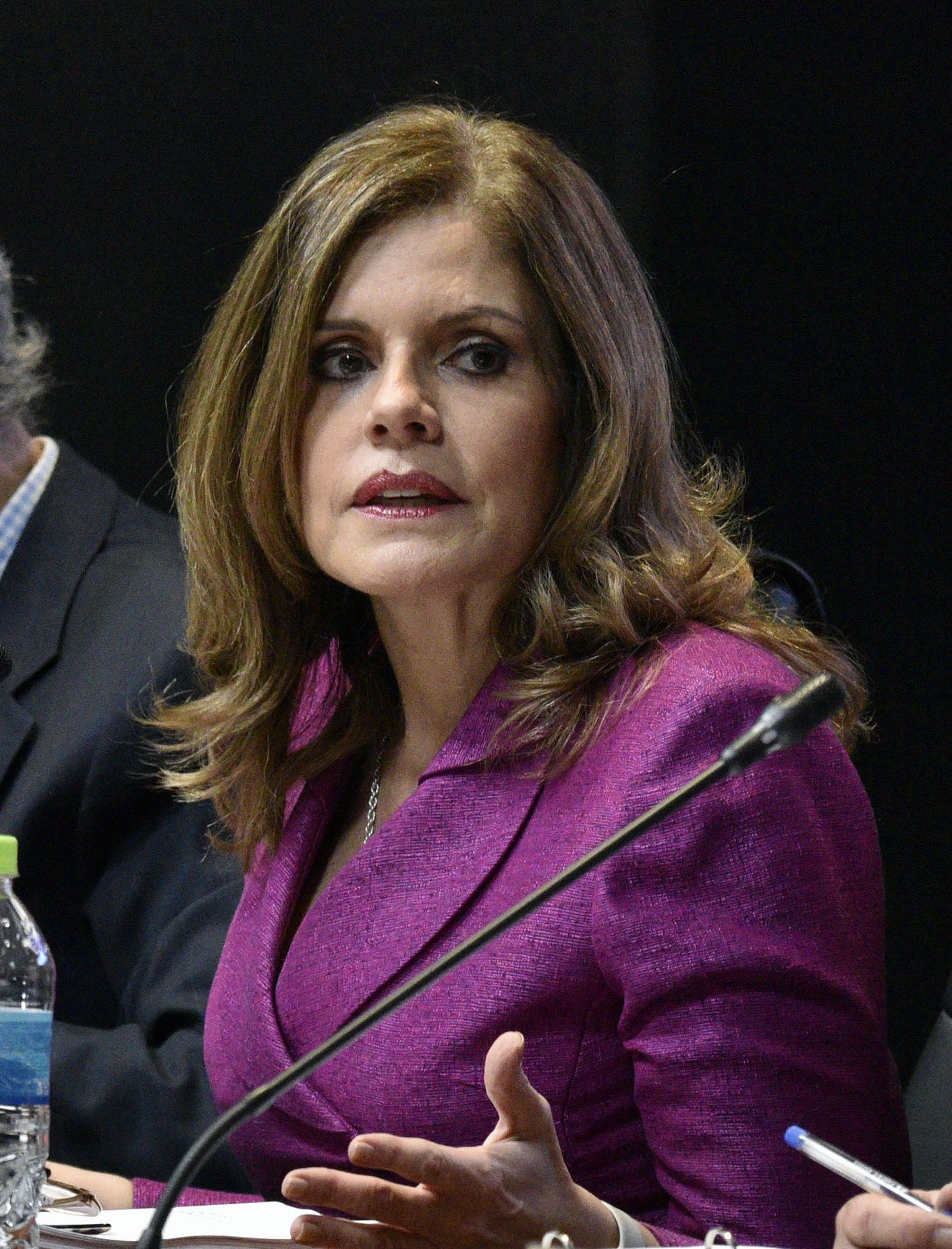
Mercedes Aráoz, segunda vicepresidenta del gobierno de Vizcarra.

Mercedes Aráoz reveló que se había enterado del proyecto del adelanto de elecciones durante el mensaje a la Nación del presidente y lamentó que no se le hubiera consultado o informado de una decisión tan trascendente en la que tenía directa injerencia por ser la segunda vicepresidenta. Aráoz mostró su disconformidad con el proyecto, pues consideraba que se debía cumplir el periodo por el cual fueron elegidos ambos y que en todo caso, el adelanto de elecciones debió ser resultado de un proceso de diálogo. Este episodio marcó un distanciamiento de Aráoz con Vizcarra.
El 15 de agosto de 2019, Mercedes Aráoz, Carlos Bruce y Ana María Choquehuanca, renunciaron a la bancada de PpK en el Congreso. Los también exministros sostuvieron que el motivo de su salida era el quebrantamiento de la democracia al interior de la bancada. Este alejamiento se produjo poco antes de que se instalaran las comisiones de trabajo del Congreso. La bancada de PpK, al quedar con solo 4 miembros, estuvo a punto de disolverse por no contar con el número mínimo de 5 miembros, pero lo evitaron al incluir en sus filas a la congresista Yesenia Ponce, exintegrante de Fuerza Popular y de Cambio 21. El premier Del Solar criticó la decisión de Aráoz, pues según su opinión, se daba en momentos en que la oposición andaba tramando desestabilizar al gobierno.

### Voces a favor de la vacancia presidencial
Algunos consideraron que, visto que el Congreso no tenía interés en viabilizar el adelanto de elecciones, solo había dos caminos para resolver la crisis política: la vacancia o la renuncia del presidente de la República. La otra salida, la disolución del Congreso por negar una segunda cuestión de confianza, parecía ya agotada. Algunos reprocharon que Vizcarra no acompañara su proyecto de adelanto de elecciones con un pedido de cuestión de confianza.
Uno de los promotores de la vacancia presidencial era el congresista aprista Mauricio Mulder, que sustentaba su argumento en los audios de las conversaciones de Vizcarra con las autoridades regionales y locales sobre el asunto de Tía María, en los que se escuchaba al presidente negociando una supuesta salida irregular del conflicto. Mulder afirmaba contar con el respaldo de las bases del partido aprista, aunque sus colegas parlamentarios se mantuvieron al margen de dicha posición.
Un grupo de constitucionalistas también consideraban inconstitucional que el presidente Vizcarra quisiera adelantar las elecciones y sostenían que, en caso de que persistiera con esa decisión utilizando cuestión de confianza, podría ser pasible de ser acusado de infracción constitucional, motivo suficiente para declarar una vacancia. Los fujimoristas eran partidarios de dicha posición. Sin embargo, es de señalar que otros constitucionalistas consideraban que el Presidente si podía hacer cuestión de confianza sobre cualquier tema, y mencionaban como antecedente lo ocurrido bajo el mismo gobierno de Vizcarra, con las cuatro reformas constitucionales sometidas a referéndum, y con dos de las reformas políticas de carácter constitucional (inmunidad parlamentaria y el impedimento para ejercer cargos públicos); en ambos casos el presidente solicitó cuestión de confianza, que le fue concedida. Por lo demás, la propuesta de Vizcarra era una salida política excepcional a una terrible crisis política que llevaba ya dos años, y no podía reducirse a solo un asunto de doctrina constitucional.
Otras voces querían impulsar la vacancia usando el caso de la adenda al contrato de Chinchero que le costó a Vizcarra el ministerio de Transportes y Comunicaciones (MTC) en el gobierno de PPK. La investigación sobre Vizcarra fue archivada en 2018 por falta de elementos probatorios. En agosto de 2019 la fiscal anticorrupción Zoila Sueno Chirinos reabrió el caso, aduciendo nuevos indicios, y pasó de fase preliminar a fase preparatoria, aunque por el momento solo están sometidos a investigación exfuncionarios públicos y privados (entre ellos la exviceministra de Transporte Fiorella Molinelli); no alcanza al presidente Vizcarra, que solo puede ser investigado por la fiscal de la Nación.

### Diálogo entre Vizcarra y Olaechea

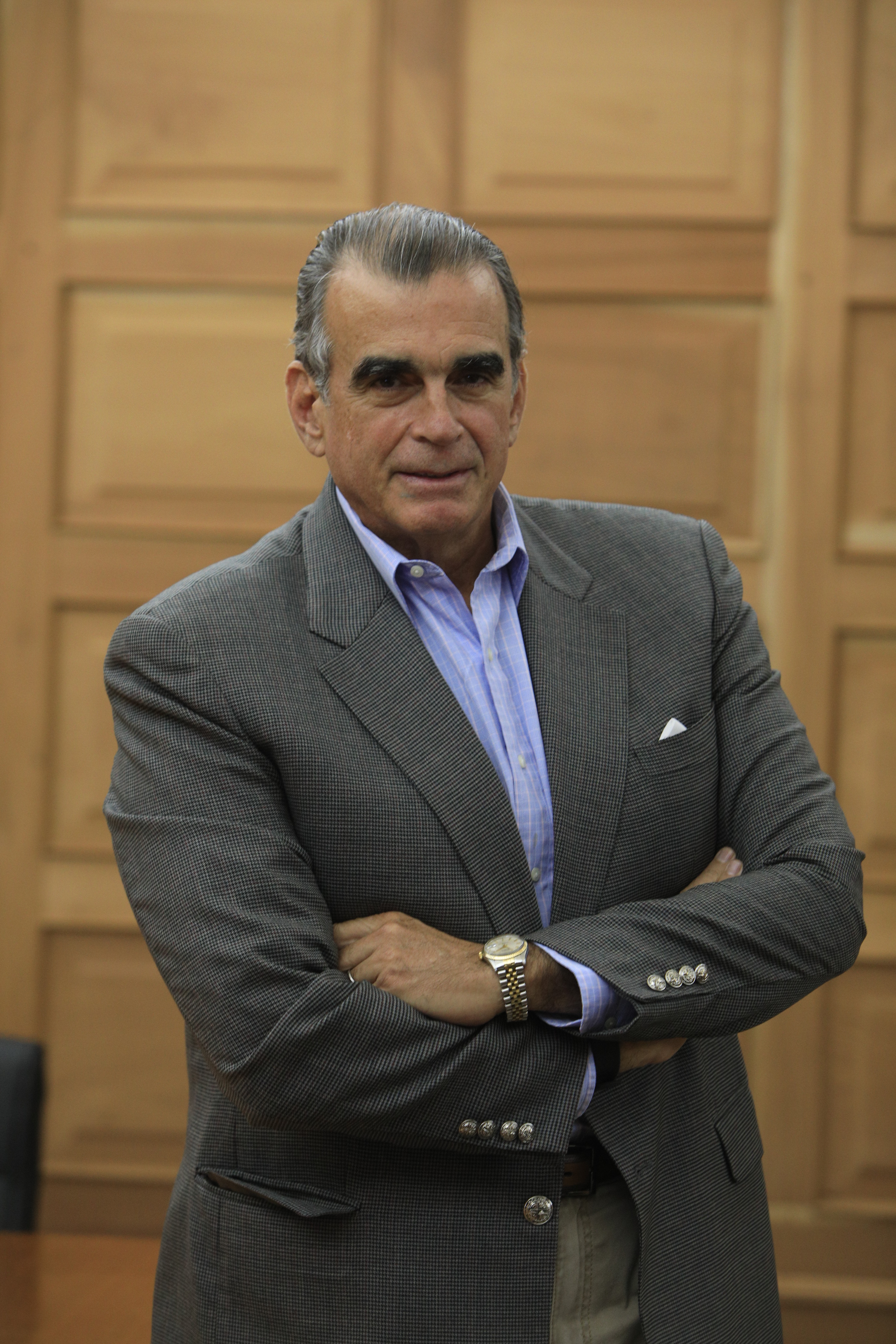
Pedro Olaechea, presidente del Congreso del Perú, de 26 de julio a 30 de septiembre de 2019.

El 19 de agosto de 2019, el presidente del Congreso Pedro Olaechea pidió al presidente Vizcarra que se rectificara de sus expresiones reveladas en los audios grabados de Tía María, ya que, según su opinión, alentaban a la radicalización de las protestas y generaba más conflicto entre peruanos. De paso, exhortaba a los políticos y a la ciudadanía a defender la Constitución. «Presidente Vizcarra, le vuelvo a extender la mano de demócrata. Trabajemos en una agenda conjunta por el bien del Perú. No tenga miedo de gobernar. El Perú está primero», concluía Olaechea su alocución.
Olaechea ofreció también, vía Twitter, dialogar con Vizcarra para llegar a una salida de la crisis política, sugiriendo la Iglesia de San Francisco como lugar de reunión. Luego, el 26 de agosto de 2019, volvió a dirigirse al mandatario, para plantearle una agenda de cuatro puntos a discutir: la generación de trabajo en grandes cantidades; la seguridad ciudadana; la reconstrucción del norte; y el adelanto de las elecciones.
La reunión entre Vizcarra y Olaechea se llevó a cabo el 3 de septiembre de 2019 en Palacio de Gobierno, y duró una hora y quince minutos. Ambos coincidieron en dar prioridad al proyecto para adelantar las elecciones generales, así como a los temas económicos.

### Consulta a la Comisión de Venecia
El 15 de agosto de 2019, el presidente del Congreso Pedro Olaechea envió una carta a Gianni Buquicchio, titular de la Comisión Europea por la Democracia por el Derecho (más conocida como Comisión de Venecia), solicitando su opinión sobre el proyecto de adelanto de las elecciones generales, que de acuerdo a la tesis de la mayoría del Congreso, es anticonstitucional. Este pedido de opinión, aunque no tenga carácter vinculante. no fue bien recibido por el Ejecutivo. El ministro Vicente Zeballos consideró que era algo impertinente. Entrevistado por la prensa, el presidente Gianni Buquicchio dijo que la Comisión de Venecia no zanjaría si el proyecto de adelanto de elecciones era constitucional o no, sino que solo daría una opinión que ayudara a los poderes del Estado peruano a evaluar opciones y hallar una solución.
El 24 de septiembre de 2019, los miembros de la Comisión de Venecia visitaron el Congreso, donde escucharon las distintas posiciones de las bancadas sobre el proyecto de adelanto de elecciones. Más tarde, fueron recibidos por la Comisión de Constitución, donde los congresistas fujimoristas digresaron sobre otros temas que no tenían nada que ver con el análisis jurídico del proyecto. La más llamativa fue Milagros Salazar, la vocera de Fuerza Popular, que proyectó la imagen de un meme viral en la que se comparaba a Martín Vizcarra con Hugo Chávez. Al día siguiente, los miembros de la Comisión de Venecia se reunieron en privado con el premier Salvador del Solar y el ministro de justicia Vicente Zeballos, que representaban al Ejecutivo.

### Análisis y exposición del proyecto
El 3 de septiembre, la comisión de Constitución y Reglamento del Congreso anunció que convocaría a los miembros de su Consejo Consultivo de treinta personas, entre las cuales se encontraban los expresidentes del congreso Martha Chávez Cossío y Ántero Flores-Aráoz Esparza; los expresidentes del Tribunal Constitucional Víctor García Toma, César Landa Arroyo y Ernesto Álvarez Miranda; constitucionalistas como Javier Valle Riestra González Olaechea, Raúl Ferrero Costa, Domingo García Belaúnde, Natale Amprimo Plá, Aníbal Quiroga León y Fernán Altuve-Febres Lores; los juristas Francisco Tudela van Breugel-Douglas y Javier de Belaunde López de Romaña, así como analistas políticos y abogados.
El 4 de septiembre, el presidente del Consejo de Ministros, Salvador del Solar y el ministro de Justicia, Vicente Zeballos asistieron a la comisión de Constitución para sustentar el proyecto de adelanto de elecciones. También fueron citados los titulares de entidades como la Oficina Nacional de Procesos Electorales (ONPE), el Jurado Nacional de Elecciones (JNE) y el Registrado Nacional de Identificación y Estado Civil (Reniec), así como constitucionalistas y economistas. Las opiniones se mostraron divididas: para unos era constitucional el adelanto de elecciones; para otros es anticonstitucional y antidemocrático.

### Controversia por la elección de los miembros del Tribunal Constitucional
Coincidiendo con la discusión por el proyecto de adelanto de elecciones y de la solicitud de habeas corpus a favor de Keiko Fujimori ante el Tribunal Constitucional (TC), la mayoría en el Congreso apresuró el proceso de selección de los magistrados de dicho tribunal, que había sido planteado desde noviembre de 2018. Así, el 11 de septiembre de 2019, se instaló la comisión especial para la selección de dichos magistrados. Aunque solo se estaba cumpliendo con la ley establecida, ya que el periodo de los magistrados estaba vencido, las bancadas contrarias al fujimorismo destacaron la inusual celeridad con la que se seleccionaron a los once candidatos al TC. Y se empezó a cuestionar a algunos de ellos, como el caso de Carmela de Orbegoso Russell, por un audio filtrado del caso CNM Audios, en el que se le escucha conversando con el juez César Hinostroza.
El 22 de septiembre de 2019, un programa televisivo divulgó un audio en el que se oía al congresista aprista Javier Velásquez Quesquén coordinando la elección de magistrados del Tribunal Constitucional, junto a congresistas de Fuerza Popular. Velásquez les decía que era necesario que tengan una pieza de recambio en el TC y que con eso se le «bajaba una llanta» a dicho tribunal. Ese audio databa de noviembre de 2018, en el contexto de la conformación de la comisión especial para el nombramiento de los magistradoss, pero que solo varios meses después se instalaría, en septiembre del 2019.
Se programó para el 30 de septiembre de 2019 la sesión del pleno para elegir a los nuevos magistrados que conformarán el Tribunal Constitucional.

### Del Solar dialoga con congresistas opositores
El premier Del Solar, según se supo después, entabló diálogos discretos con algunos experimentados congresistas como Víctor Andrés García Belaúnde (Acción Popular), Luis Iberico Núñez (APP), Luis Galarreta (Fuerza Popular), Juan Sheput (Contigo), Jorge del Castillo y Javier Velásquez Quesquén (Apra), convencido de poder llegar a un entendimiento con las fuerzas políticas opositoras, haciendo concesiones. Al parecer, ignoraba que la mayoría del Congreso ya había tomado una decisión sobre el proyecto de adelanto de elecciones.

### Protestas contra el Congreso de la República
El 5 de septiembre de 2019 se llevó a cabo la marcha Que se vayan todos con presencia nacional en Lima, Puno, Cusco, Piura, Tacna, Arequipa, Ica, Junín, La Libertad, Áncash y Loreto. La movilización nacional fue convocada por colectivos sociales en respaldo a la propuesta del presidente Vizcarra de adelantar las elecciones generales para el 2020. Semanas después, se anunció una segunda manifestación, esta vez para el 21 de septiembre en el Campo de Marte.

### La Comisión de Constitución archiva el proyecto de adelanto de elecciones
El 25 de septiembre de 2019, la Comisión de Constitución presidida por Rosa Bartra dio un predictamen que aconsejaba archivar el proyecto de adelanto de elecciones, pues consideraba que era «per se anticonstitucional». Rechazaba también todo lo planteado por el Ejecutivo: negaba que existía una crisis política, consideraba que un referéndum no era una salida idónea, así como que el cronograma electoral propuesto por el gobierno resultaba inviable. Al día siguiente, el predictamen se debatió durante dos horas en el seno de la Comisión, y finalmente, fue aprobado con 13 votos a favor y uno en contra. Votaron a favor: Héctor Becerril, Mario Mantilla, Ángel Neyra, Luz Salgado, César Segura, Gladys Andrade, Yeni Vilcatoma, Tamar Arimborgo (Fuerza Popular), Sonia Echevarría (Acción Republicana), Salvador Heresi (Contigo), Julio Rosas (Acción Republicana), Estelita Bustos (Cambio 21), Marisol Espinoza (APP) y Javier Velásquez Quesquén (Apra). El único que votó en contra fue Yonhy Lescano (Acción Popular). Los representantes de las otras bancadas (Frente Amplio, Nuevo Perú, PpK, Unidos por la República y Bancada Liberal) no participaron pues se retiraron como protesta, luego que la mayoría rechazara que el proyecto fuera debatido en el pleno.
Olaechea dirigió entonces un twitt al presidente Vizcarra, anunciándole la decisión:

Presidente Martín Vizcarra, la Comisión de Constitución, aprobó, por mayoría, enviar al archivo su propuesta de reforma constitucional. Esperamos que demuestre desprendimiento para superar este momento y podamos trabajar a favor de los peruanos. Le sigo extendiendo la mano.
Pedro Olaechea, 26 de septiembre de 2019

Ese mismo día, se realizó también una sesión del Consejo de Ministros y, en la tarde, el premier Salvador del Solar salió acompañado de los miembros del gabinete a dar una conferencia de prensa. Del Solar cuestionó a los congresistas que mandaron al archivo el proyecto de adelanto de elecciones, lamentando que sobrepusieran sus intereses personales a los del país. Y es que pese a que el mismo Congreso había solicitado la opinión no vinculante de la Comisión de Venecia, antes de tener una respuesta procedía a archivar el proyecto. «Nuestro gobierno no se va a quedar con los brazos cruzados. Vamos a actuar con la autoridad y fortaleza que nos dan la Constitución y las leyes, y actuar con la responsabilidad que este Parlamento no ha sabido demostrar el día de hoy.», dijo, aunque no precisó qué medida tomaría el Ejecutivo. Invocó también a la reacción de la ciudadanía.

### El presidente Vizcarra anuncia cuestión de confianza sobre elección del TC
El viernes 27 de septiembre de 2019, a la una de la tarde, el presidente Vizcarra dio un mensaje a la Nación en el que anunció que presentaría ante el Congreso, a través de su premier, una cuestión de confianza orientada modificar la Ley Orgánica del Tribunal Constitucional en los puntos sobre el mecanismo para la elección de Magistrados, a fin de garantizar su transparencia. Dijo que ante la evidente repartija política que estaban haciendo el fujimorismo y sus aliados para copar dicho tribunal con sus allegados, era necesario frenar ese intento; aludió también a un semanario local (Hildebrandt en sus trece) que ese mismo día publicó una entrevista del periodista César Hildebrandt a la magistrada del TC, Marianella Ledesma Narváez, que reveló que uno de sus colegas del TC le había sugerido permanecer en el Tribunal si votaba a favor de la libertad de Keiko Fujimori (cuya hermana, Sachi Fujimori, había presentado un habeas corpus ante el TC, a favor de dicha libertad, lo que estaba en trámite).  Sobre el archivamiento del proyecto de adelanto de elecciones, Vizcarra no dijo nada, aunque luego el premier aseguró que se seguiría insistiendo en ese tema.
Horas después, el primer ministro Salvador del Solar llegó al Congreso, donde dejó un documento a Pedro Olaechea, pidiéndole permiso para solicitar ante el pleno del Parlamento una cuestión de confianza por la elección de magistrados del TC. En respuesta, Olaechea convocó a Junta de Portavoces para el día lunes 30 de septiembre, el mismo día en que se había programado la reunión del pleno del Congreso para tratar la elección de los magistrados del TC.
En la noche del 29 de septiembre de 2019, en una entrevista concedida a un programa televisivo, el presidente Martín Vizcarra adelantó que si el Congreso no atendía con prioridad la cuestión de confianza por la elección de magistrados del TC y continuaba con la elección de los magistrados del Tribunal Constitucional ya programada, asumiría que la confianza solicitada le había sido negada, y por lo tanto, estaría facultado a disolver el Parlamento.

### Salvador del Solar presenta la cuestión de confianza ante el Congreso
En la mañana de 30 de septiembre de 2019, se reunió la Junta de Portavoces del Congreso de la República, y acordó que, en la sesión del pleno programada para ese día, se realizara primero la elección de los miembros del Tribunal Constitucional. Asimismo, determinó que recién al término de dicho proceso se debía recibir al primer ministro Del Solar y a los integrantes de su gabinete para que sustentaran la cuestión de confianza.
Esa misma mañana, Del Solar y su Consejo de ministros llegaron al Congreso y esperaron en la sala de embajadores para ser recibidos en el pleno. Insólitamente, cuando se encaminaban al hemiciclo, encontraron las puertas trancadas. La mesa directiva había decidido no dejarles ingresar, pese a que los ministros si pueden concurrir a las sesiones del pleno del Congreso, según el artículo 129 de la Constitución, y participar de los debates. Con la ayuda de los congresistas Jorge Meléndez Celis, Clemente Flores (ambos de la bancada de PpK) y Patricia Donayre, Del Solar pudo ingresar al hemiciclo. También recibió la ayuda del congresista Richard Arce, que ganó con su fuerza a los guardias de seguridad que intentaron frenarle el paso, incluso la ministra de la Mujer y Congresista, Gloria Montenegro les tomo fotografías a los guardias de seguridad amenazandolos con denunciarlos si no habrían las puertas del pleno para que puedan ingresar.
Mientras tanto, en el pleno, las bancadas de Frente Amplio, Nuevo Perú y otras más, habían presentado una moción de censura contra Olaechea y su Mesa Directiva, al saberse que se realizaría la elección de los magistrados del Tribunal Constitucional antes de ver la cuestión de confianza del Ejecutivo. Frente a esta situación, Pedro Olaechea dejó temporalmente la conducción de la Mesa Directiva al congresista César Segura. Pero al poco rato, se suscitó el alboroto por la entrada del premier Del Solar al hemiciclo y se suspendió la sesión. Al reanudarse, la moción de censura contra Olaechea fue rechazada con 83 votos y el Presidente regresó a la Mesa Directiva. Luego se permitió, por cortesía, que Del Solar hablara en el pleno por diez minutos, usando el tiempo del congresista Gino Costa. Del Solar presentó la cuestión de confianza, declarando que era importante que el proceso de elección de magistrados fuera realizado con transparencia, ya que la confianza de la ciudadanía sobre las autoridades estaba debilitada. Luego se retiró.

### Elección de Gonzalo Ortiz de Zevallos como magistrado del TC
Pese a que en el pedido de cuestión de confianza, se planteaba, además de un nuevo mecanismo para la elección de los magistrados, que se suspendiera el proceso de elección, la mayoría del Congreso decidió llevarla adelante, así como programar para las cuatro de la tarde el debate de la cuestión de confianza. Uno de los postulantes a magistrado, el abogado Gonzalo Ortiz de Zevallos Olaechea (primo de Pedro Olaechea), fue elegido con 87 votos a favor, 13 en contra y dos abstenciones. Rápidamente se sometió a votación a un segundo candidato, pero este no llegó a los votos necesarios. El pleno fue nuevamente suspendido.
Durante la elección de Ortiz de Zevallos, se produjo un incidente cuando la congresista María Elena Foronda, de Frente Amplio, denunció que supuestamente otro legislador la había suplantado y votado en su lugar a favor de Gonzalo Ortiz de Zevallos. Al momento de realizarse la votación electrónica, Foronda se hallaba al medio del hemiciclo, protestando junto a los miembros de Frente Amplio y Nuevo Perú contra la elección, por lo que aseveró que ella no había podido dar ese voto. Por tanto, exigió que se declarara nula la votación. Luego se supo que el congresista Manuel Dammert había activado el botón de manera casual. No obstante, el Congreso ratificó la elección, considerando que sí se habían contabilizado 87 votos tomando en cuenta el último voto de la congresista Yeni Vilcatoma, quien votó a mano alzada. 
Después de que el segundo candidato no alcanzara los 87 votos, el presidente del Congreso, Pedro Olaechea solicitó la dispensa del trámite de sanción del acta para ejecutar todo lo acordado y comunicar la designación de Ortiz de Zevallos al Tribunal Constitucional. A pesar de que el Congreso votó por mayoría ejecutar las decisiones y culminar con el proceso, diversos congresistas solicitaron la reconsideración de la elección.

### Disolución del Congreso de la República
Tal como estaba programado, a las cuatro de la tarde de ese mismo día, el pleno del Congreso de la República se volvió a reunir para debatir la cuestión de confianza planteada por el Ejecutivo. El debate se desarrollaba de manera pausada, cuando se anunció que se transmitiría el mensaje a la Nación del presidente Vizcarra, que empezó a las 5 y 28 de la tarde. Entonces, la Mesa Directiva del Congreso apresuró la votación y con 50 votos a favor, 31 en contra y 13 abstenciones, aprobaron la cuestión de confianza. Pero el presidente Martín Vizcarra anunciaba ya la disolución del Congreso de la República, pues consideraba que la elección de un magistrado del Tribunal Constitucional era una «negación fáctica» a la cuestión de confianza presentada por su premier Del Solar. Hizo antes un recuento de las acciones que el Congreso había realizado a lo largo de su gobierno y la desnaturalización de los proyectos de ley que había presentado el Ejecutivo. Dijo finalmente que, como paso siguiente, llamaría a elecciones de congresistas de la República, tal como está previsto en la Constitución.

Que sea finalmente el pueblo el que decida. El cierre que dispongo está dentro de mis facultades contenidas en la Constitución dando fin a esta etapa de entrampamiento político. Que se defina en las urnas el futuro del país.
Martín Vizcarra, 30 de septiembre de 2019.

Luego, pasadas las 8 y 40 de la noche, el pleno del Congreso votó por la suspensión por 12 meses de Vizcarra en el ejercicio de la Presidencia de la República, por "incapacidad temporal" invocando el artículo 114 de la Constitución. Los parlamentarios no pudieron declarar la vacancia del presidente según el artículo 113, pues para ello era necesario 103 votos de aprobación. Acto seguido, juramentó la segunda vicepresidenta Mercedes Aráoz como presidenta interina de la República en reemplazo de Vizcarra. Ello considerando que, de acuerdo a la Constitución Política, las leyes y decretos tienen efecto a partir del ída siguiente de su publicación y el decreto de disolución se había publicado en una edición extraordinaria de El Peruano. Sin embargo, esta maniobra fue considerada ilegal, al estar ya el parlamento disuelto. Tampoco generó apoyos masivos de la ciudadanía ni de la comunidad internacional.

### Reunión de la Comisión Permanente
El 2 de octubre de 2019, se reunió la Comisión Permanente del Congreso, conformada por 28 congresistas, en proporción de todas las ex bancadas y presidida por Pedro Olaechea, tal como estaba previsto en la Carta Magna en caso de disolución constitucional del Congreso. Cabe señalar que la Comisión Permanente tiene funciones muy limitadas y ya no puede legislar, correspondiéndole al Ejecutivo esta función mediante decretos de urgencia. De la misma manera, algunos sectores comenzaron a referirse a Olaechea como presidente de la Comisión Permanente, a pesar de que, de acuerdo al Reglamento del Congreso, continuaba siendo Presidente del Congreso y dentro de sus funciones están las de presidir la Mesa Directiva y la Comisión Permanente.

### La demanda competencial ante el TC
El 10 de octubre de 2019, Pedro Olaechea presentó al Tribunal Constitucional una demanda competencial contra el Ejecutivo por la disolución del Congreso. Esta demanda consta de cuatro puntos:
1. Que se declare que el Poder Ejecutivo no tiene competencia para realizar pedidos de cuestión de confianza sobre atribuciones que son competencia exclusiva del Congreso.
2. Que se declare que la cuestión de confianza solo puede ser otorgada por el Congreso de forma expresa, a través de una votación del pleno, y no de manera tácita o «fáctica».
3. Que se declare que la cuestión de confianza debe plantearse, debatirse y someterse a votación, respetando los procesos establecidos en el reglamento del Congreso.
4. Que se declare la nulidad de la disolución del Congreso.

Olaechea también presentó ante el TC una medida cautelar para que se suspenda la disolución del Parlamento, y pidió que se oficializara la elección de Gonzalo Ortiz de Zevallos Olaechea como miembro del TC, pese a que dicha elección estaba cuestionada.
El pleno del Tribunal Constitucional se reunió el 17 de octubre de 2019 y luego de un debate, rechazó por mayoría la incorporación de Gonzalo Ortiz de Zevallos. De los siete magistrados, cinco votaron en tal sentido, al considerar que no había concluido la elección de Ortiz de Zeballos, pues estaban pendientes de resolverse dos recursos en contra: uno de reconsideración presentado por la congresista Patricia Donayre (Unidos por la República) y otro de nulidad por la congresista María Elena Foronda (Frente Amplio).
En cuanto a la demanda competencial, el pleno del TC eligió al magistrado Carlos Ramos Núñez como el ponente encargado de presentar el borrador del informe sobre si se admitía a trámite dicha demanda.
El 29 de octubre de 2019, tras escuchar el informe favorable de Ramos, el pleno del TC votó, en unanimidad, en admitir a trámite la demanda competencial. Pero rechazó por cinco votos contra dos la medida cautelar que buscaba suspender la disolución del Congreso. Es de señalar que esos dos votos a favor de la restitución del parlamento (algo que habría ocasionado una nueva crisis de impredecibles resultados), fueron del presidente del TC, Ernesto Blume, y el magistrado José Luis Sardón.
El 5 de noviembre de 2019, el TC notificó a ambas partes la admisión a trámite de la demanda competencial. Lo interesante de este documento era que precisaba que el recurso no suspendía el cronograma electoral en curso, y que la sentencia que daría sobre la controversia tendría «efectos a futuro». Es decir, quedaba de plano descartado que el Congreso disuelto fuera restituido; el TC solo daría recomendaciones sobre los procedimientos que deberían realizarse en adelante, en caso de presentarse situaciones similares. Lo cual se interpretó como un triunfo del gobierno de Vizcarra.
El 14 de enero de 2020 dicha demanda fue declarada infundada considerándose con cuatro votos favor y tres en contra válida y constitucional la disolución parlamentaria.

## Interregno parlamentario

### Renuncia de Mercedes Araoz a la vicepresidencia de la República
El 1 de octubre de 2019, Mercedes Aráoz renunció de manera irrevocable a su cargo de vicepresidenta constitucional del Perú. También anunció que declinaba al cargo de presidenta interina que le había conferido el ya disuelto Congreso, al considerar que había sido solo un «acto simbólico político».
El premier Zeballos saludó la decisión de Aráoz de renunciar a la vicepresidencia de la República, pero luego hizo notar que su renuncia no era válida, pues su carta lo había presentado ante Olaechea, el expresidente del Congreso ya disuelto. Uno de los excongresistas, Marco Arana, denunció a Aráoz ante la fiscalía por usurpación de funciones.
El 2 de noviembre, la ministra de Justicia y Derechos Humanos, Ana Teresa Revilla sostuvo que Aráoz continuaba siendo Vicepresidenta de la República debido a que su renuncia no ha sido aceptada por el Pleno del Congreso. El 5 de noviembre, Aráoz brindó unas breves declaraciones a la prensa en las que explicó que debido a la falta de un Pleno del Congreso que acepte la renuncia, aún sigue siendo Vicepresidenta y afirmó estar de acuerdo con el planteamiento de la ministra Revilla.
El 7 de mayo, el Congreso aceptó la renuncia de Aráoz a la Vicepresidencia de la República.

### Se preparan las elecciones parlamentarias de 2020
El 9 de octubre de 2019, el gobierno de Vizcarra dio su primer decreto de urgencia que autorizaba a los organismos electorales a emitir reglamentos, normas y otras disposiciones necesarias para el buen desarrollo de las elecciones parlamentarias, convocadas para el 26 de enero de 2020.
El 10 de octubre de 2019, JNE, ONPE y RENIEC aprobaron el cronograma para los comicios del 26 de enero, según el cual el 18 de noviembre es la fecha máxima para presentar la lista de candidatos. También establecieron que no se aplicarán las reformas políticas promulgadas en agosto de 2019, pues el artículo 4 de la Ley Orgánica de Elecciones establece la intangibilidad de la normativa electoral hasta un año antes de un proceso electoral.
Además, se permitió que los excongresistas del disuelto parlamento puedan postular en las elecciones de 2020, lo cual causó controversia, pues según un punto de vista, al haberse aprobado la no reelección parlamentaria en el referéndum de diciembre de 2018, no podrían darse dichas postulaciones.

### Exposición de la política general del gobierno
A inicios de octubre de 2019, el presidente Martín Vizcarra anunció que el Presidente del Consejo de Ministros, Vicente Zeballos realizaría una exposición de las políticas generales de gobierno ante la ciudadanía. Ello debido a que por mandato Constitucional, al asumir un nuevo jefe de gabinete se debe presentar ante el congreso para exponer tal plan y solicitar la cuestión de confianza (o también llamada investidura) ante el Pleno. Sin embargo, debido a la disolución del congreso, el gabinete realizaría esta presentación de manera televisada.
El 30 de octubre de 2019, el presidente Vizcarra se presentó junto al ministro Zeballos y ambos expusieron las principales políticas que impulsarían en los siguientes meses de gobierno.  Contemplaba los siguientes importantes puntos:
- En Salud, se puso como meta el acceso universal a los servicios de salud pública para todos los peruanos, mediante el Aseguramiento Universal en Salud (AUS). Se dio también a conocer un decreto de urgencia para que las farmacias y boticas públicas y privadas tengan un stock permanente de medicamentos genéricos de calidad.
- En el aspecto laboral, se anunció que se coordinará con el Consejo Nacional del Trabajo un incremento de la remuneración mínima vital de acuerdo al costo de vida, y que este aumento debería institucionalizarse para que se haga periodicamente bajo criterios técnicos y no obedeciendo a coyunturas políticas.
- En el rubro de Mujer y Poblaciones Vulnerables, se anunció un aumento del presupuesto para la lucha contra la violencia hacia la mujer.
- En seguridad ciudadana, se planteó una estrategia integral que contempla la formación de policías profesionales, el aumento del patrullaje, el fortalecimiento de la investigación policial, el control y uso de armas, la situación de los penales, etc.
- En Educación, se fortalecería las funciones de la Superintendencia Nacional de Educación Superior Universitaria (SUNEDU), así como se impulsaría una secundaria técnica productiva que brinde a los estudiantes mayores oportunidades, entre otras disposiciones.
- En Transportes, se anunció que se continuaría la ampliación del Aeropuerto Jorge Chávez y la construcción del Aeropuerto de Chinchero, de modo que para 2024 el país contaría con dos grande aeropuertos internacionales.

El gabinete, según el artículo 135 de la Constitución, se debe presentar ante el nuevo Congreso para exponer los actos del Poder Ejecutivo durante el interregno y solicitar una cuestión de confianza.

### Los decretos de urgencia
Durante los cuatro meses del interregno parlamentario, el gobierno dio un total de 67 decretos de urgencia, los cuales estarán sujetos a revisión por el nuevo Congreso. Por lo pronto, fueron puestos a consideración de la Comisión Permanente, que se limitará a elevar un informe de cada uno de ellos a la directiva del nuevo parlamento. El presidente del Consejo de Ministros deberá acudir ante el nuevo Congreso para explicar los alcances de estos decretos de urgencia. A pesar de que la Constitución prohíbe que se dicten decretos de urgencia en materia tributaria (artículo 74), el Ejecutivo emitió cuatro decretos sobre impuestos, lo que tendrá que ser revisado por el Congreso de la República.
Tras las elecciones congresales del 26 de enero de 2020, el Ejecutivo anunció que ya no daría más decretos de urgencia.

### Elecciones congresales extraordinarias de 2020
El 26 de enero de 2020 se realizaron las elecciones congresales extraordinarias, para elegir a los 130 congresistas que deben concluir el periodo congresal de 2016-2021, en los 16 meses que restan luego de la disolución del Congreso del 30 de septiembre de 2019.
Los resultados colocaron a nueve agrupaciones políticas con derecho a bancadas en el nuevo Congreso: Acción Popular (AP), Alianza para el Progreso (APP), Unión por el Perú (UPP), Frente Popular Agrícola del Perú (Frepap), Frente Amplio (FA), Fuerza Popular (FP), Podemos Perú (PP), Partido Morado (PM) y Somos Perú (SP).
Lo primero que destaca del resultado electoral es la fragmentación del nuevo Congreso. Fuerza Popular, que en el Congreso anterior tuvo 73 congresistas, esta vez solo logró 15. También se dio un repunte de Acción Popular, que obtuvo 25 congresistas, conformando así la «primera minoría».

### Polémica por anuncio sobre la seguridad asignada a los parlamentarios
El 15 de febrero de 2020, el ministro del Interior, Carlos Morán, anunció que el gobierno mediante Decreto Supremo regularizaría la seguridad de los altos funcionarios del Estado. El ministro anunció los congresistas ya no tendrán seguridad asignada, salvo los miembros de la Mesa Directiva. Las declaraciones generaron controversia debido a que contravienen el artículo 98 de la Constitución Política del Estado, el cual establece que el Presidente de la República está obligado a poner a disposición del Congreso los efectivos de las Fuerzas Armadas y de la Policía Nacional que demande el Presidente del Congreso y también al inciso 9 del artículo 7 de la Ley Orgánica de la Policía Nacional del Perú, que establece como función brindar seguridad a los congresistas. La asignación de seguridad al Congreso data desde la primera Constitución Peruana (1823) y ha permanecido en las distintas Cartas Magnas que ha tenido la República. Diversos especialistas señalaron que un cambio en la asignación de seguridad a los congresistas no es competencia del Ejecutivo.

### Polémica por cuestiones constitucionales
Luego de lo anunciado por el ministro del Interior, el presidente Martín Vizcarra afirmó que lo dicho por Morán solo constituía una propuesta que sería evaluada conjuntamente con el Poder Legislativo y descartó la comisión de una infracción constitucional. En una entrevista realizada el 18 de febrero, el presidente fue consultado, por su opinión sobre el caso del procurador cesado recientemente por su actuación en el proceso de Colaboración Eficaz de la empresa Odebrecht. Ante la pregunta del periodista, quien le recordó su condición de jefe de Estado, Vizcarra afirmó que él no es el jefe de Estado, sino es el jefe de Gobierno; ello en contradicción con el artículo 110 de la Constitución Política de 1993, el cual establece que el Presidente es el jefe de Estado y personifica a la Nación.
En la misma entrevista, el Presidente afirmó que en caso el nuevo Congreso acepte la dimisión de la vicepresidenta Mercedes Aráoz y él viaje al exterior, el Despacho Presidencial quedaría encargado al Presidente del Congreso. Esta afirmación contraviene el artículo 115 de la Constitución de 1993, el cual dispone que solo los Vicepresidentes de la República se pueden encargar del despacho en caso de viaje y que el Presidente del Congreso asume el cargo (juramenta y accede a él) en caso de impedimento temporal o permanente del Presidente de la República o de los vicepresidentes.
El 7 de marzo, el presidente Vizcarra manifestó se debe “evaluar” una propuesta que contemple la pena de muerte para los violadores como medida que permita reducir los índices de violencia contra la mujer. El Presidente dijo que es un cambio normativo que debe ser realizado por el Congreso; sin embargo, para poder realizar una reforma constitucional sobre la pena de muerte, el Perú tendría que denunciar la Convención Americana sobre Derechos Humanos.

## Enfrentamientos con el nuevo Congreso

### Ley para el retiro de aportes de AFP
En el marco de la pandemia por COVID-19 en el Perú, el Congreso de la República comenzó a discutir un proyecto de ley para permitir que los aportantes del Sistema Privado de Pensiones puedan disponer de un 25% de sus aportes para combatir la crisis. Ante ello, la ministra de Economía y Finanzas, María Antonieta Alva se mostró en contra de la propuesta del Congreso debido a que para lograrlo, las Administradoras de Fondos de Pensiones (AFP) tendrían que vender activos para obtener liquidez. Incluso, la ministra dijo que en un extremo, esta medida podría quebrar el sistema financiero. Una vez aprobada la autógrafa, el Gobierno no la promulgó dentro de los 15 días establecidos por la Constitución Política del Perú, por lo cual el Presidente del Congreso, Manuel Merino, promulgó la norma el 30 de abril de 2020.

### Inmunidad parlamentaria e impedimentos para postular
El viernes 3 de julio, el Congreso comenzó a discutir una reforma constitucional para eliminar la inmunidad parlamentaria, la cual solo alcanzó 82 votos, por lo que tendría que ser aprobada en referéndum. En la sesión, que culminó en la madrugada del sábado 4, no se llegó a debatir otra reforma para prohibir la postulación de sentenciados por delitos de corrupción en primera instancia.
El mismo sábado, el presidente Martín Vizcarra, dio una conferencia de prensa en la cual anunció un referéndum para que la reforma sobre la inmunidad parlamentaria sea votada por la ciudadanía. En la misma conferencia, anunció una segunda pregunta en el referéndum para aprobar la reforma  para prohibir la postulación de sentenciados. Cabe mencionar que la segunda pregunta del referéndum trataría sobre una norma que no había sido aprobado por el Congreso.
El domingo 5 de julio, el Congreso se reunió y aprobó, en primera votación y con 110 votos a favor, 13 en contra y 0 abstenciones, la eliminación de la inmunidad para los parlamentarios. Junto a ello, se aprobó la posibilidad de procesar al Presidente de la República por delitos contra la administración pública, la eliminación del antejuicio de los Ministros de Estado, así como la eliminación de inmunidades y prerrogativas del Defensor del Pueblo y de los Magistrados del Tribunal Constitucional. Cabe resaltar que, de aprobarse en segunda votación, el Presidente de la República, Martín Vizcarra, podría ser procesado por acusaciones pendientes de supuestos delitos contra la administración pública por su periodo como gobernador Regional de Moquegua. El solo inicio del proceso judicial al Presidente conllevaría a una inmediata suspensión del ejercicio de la presidencia, en atención al artículo 114 de la Constitución Política del Estado.

### Ley del personal de salud
El 4 de junio de 2020, el Congreso de la República aprobó la norma que regula los procesos de ascenso automático en el escalafón, el cambio de grupo ocupacional, cambio de línea de carrera, el nombramiento y cambio a plazo Indeterminado de los Profesionales, Técnicos, Auxiliares Asistenciales y Personal Administrativos de la Salud. Al día siguiente, la Presidenta Ejecutiva de Essalud, Fiorella Molinelli, cuestionó la aprobación y manifestó que dicha norma violaba la Constitución Política de 1993 y obligaba a EsSalud, "a asumir un sobrecosto laboral de más de 1,100 millones de soles".
La norma fue observada por el presidente Martín Vizcarra el 22 de julio debido a que, según el Ejecutivo, vulneraba los derechos de los trabajadores y sería inconstitucional por generar un gasto al sector Salud. Dicha observación fue descartada por la Comisión de Salud y Población del Congreso. El 24 de agosto de 2020, el Congreso aprobó la ley, por insistencia, con 115 votos a favor, 1 en contra y 9 abstenciones.

### Ley para la devolución de aportes de la ONP
En el contexto de la pandemia por COVID-19 en el Perú, en el Congreso se propusieron iniciativas para devolver los aportes de la Oficina de Normalización Previsional (ONP) a sus apostantes. El proyecto de ley pasó por las comisiones de Economía, Defensa del Consumidor, Trabajo y Presupuesto. Durante la discusión del proyecto, la ministra de Economía y Finanzas, María Antonieta Alva, manifestó que el retiro de recursos de la ONP afectaría a los pensionistas actuales y que no era posible devolver "plata que no existe". A mediados de agosto, el proyecto fue dictaminado en comisiones y se estipuló un retiro equivalente a una Unidad Impositiva Tributaria (UIT), así como un bono especial para los pensionistas. Ante ello, la ministra de Justicia, Ana Neyra, manifestó que de aprobarse la devolución de aportes a la ONP, el Ejecutivo podría interponer una demanda de inconstitucionalidad contra la norma.
El 24 de agosto de 2020, el Pleno del Congreso debatió el proyecto de ley, el cual fue aprobado con 106 votos a favor, 3 votos en contra y 15 abstenciones.

## Reforma judicial

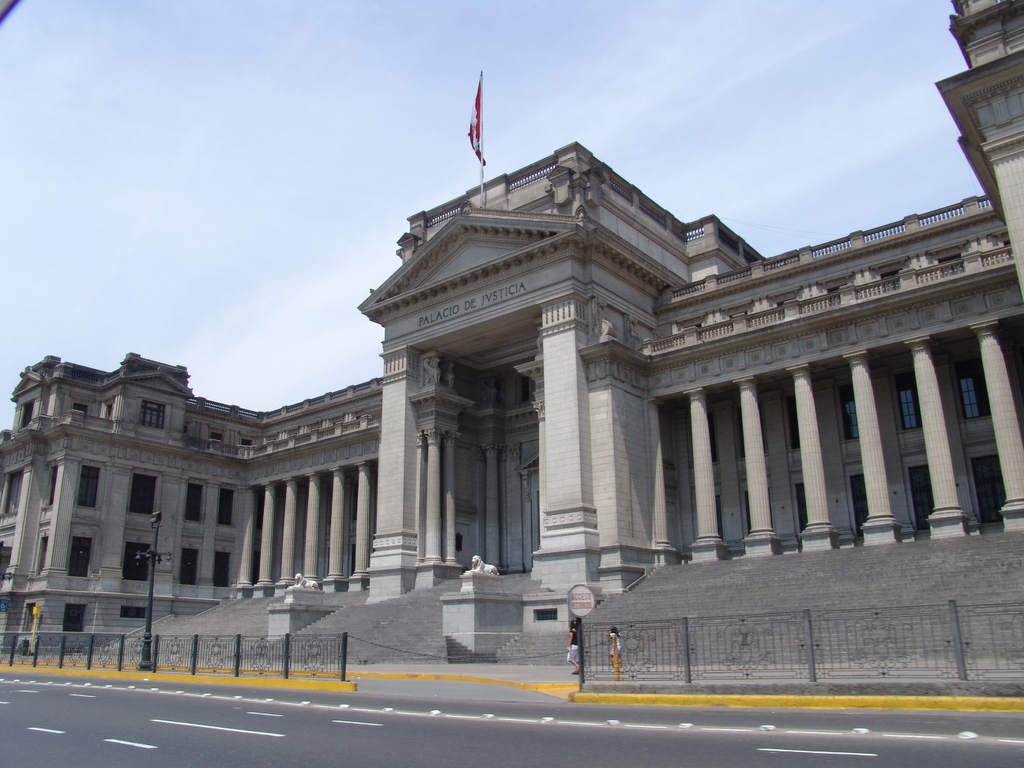
Palacio de Justicia de Lima, sede de la Corte Suprema y símbolo del poder judicial.

### La comisión de reforma judicial
El 11 de julio de 2018, tras el estallido del escándalo de Lava Juez o CNM Audios (ver más adelante), el presidente Vizcarra anunció la creación de una comisión para reformar el Poder Judicial, presidida por Allan Wagner Tizón. Ese mismo día, el Presidente de la Corte Suprema de Justicia Duberlí Rodríguez anuncio una crisis en el sistema judicial.

### Cambios en el Poder Judicial y el Ministerio Público
El 19 de julio Duberlí Rodríguez renunció a la presidencia de la Corte Suprema de Justicia y pasó a presidir una de las salas de la Corte.

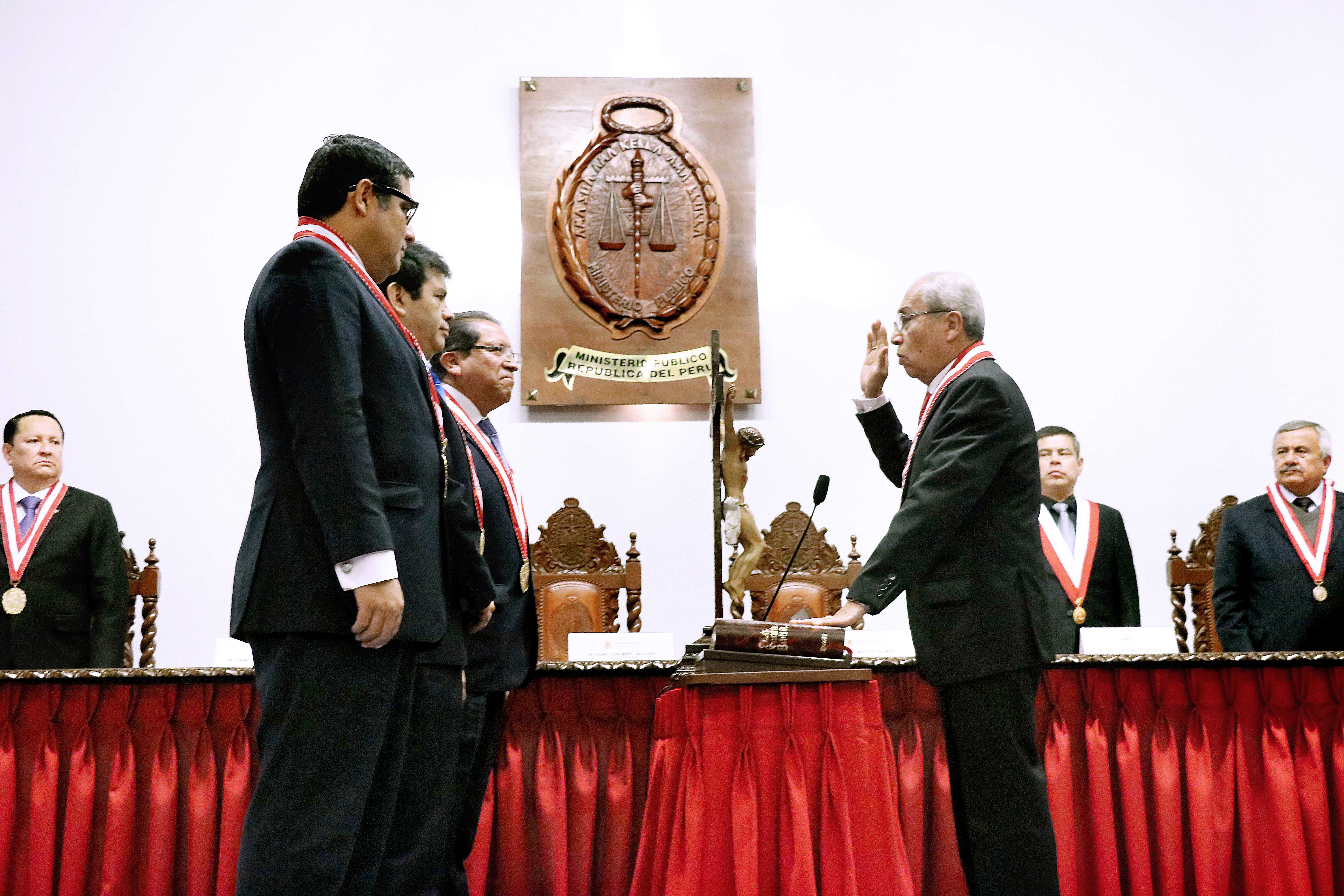
La juramentación de Pedro Chávarry como fiscal de la Nación, el 20 de julio de 2018. Desde el principio, su gestión se caracterizó por un continuo enfrentamiento con el Poder Ejecutivo, e incluso con algunos miembros del mismo Ministerio Público, al ser sindicado como miembro de Los Cuellos Blancos del Puerto.

El 20 de julio de 2018 juró como nuevo Fiscal de la Nación Pedro Chávarry para el periodo 2018-2021, pese a que el día anterior se había difundido un audio en el que se le escuchaba hablando con el juez Hinostroza, quien le pedía ayuda en los procesos que tenía por enriquecimiento ilícito. Ello, para algunos, era una prueba que involucraba a Chávarry en la organización criminal de los Cuellos Blancos del Puerto. No obstante, Chávarry se negó a dar un paso al costado, pese a que la opinión pública así lo demandaba.
El 25 de julio, Víctor Prado fue elegido presidente de la Corte Suprema, para concluir el periodo de Duberlí Rodríguez Tineo. A fines de año fue elegido nuevo presidente de la Corte José Lecaros, que juró el 2 de enero de 2019.

### Primer mensaje presidencial por Fiestas Patrias. Anuncio del referéndum
El 28 de julio de 2018 el presidente Martín Vizcarra dio su primer mensaje a la Nación desde el Congreso por Fiestas Patrias, para hacer un recuento de su gestión, tal como lo manda la Constitución. Lo más resaltante de su exposición fue su anuncio de que convocaría a un referéndum para consultar a la ciudadanía sobre la reforma judicial, la reforma constitucional del Consejo Nacional de la Magistratura, así como diversas reformas políticas: la reimplantación de un Congreso bicameral, la prohibición de la reelección de los congresistas y el financiamiento de los partidos políticos.

### Entrega al Congreso de los proyectos de reforma constitucional

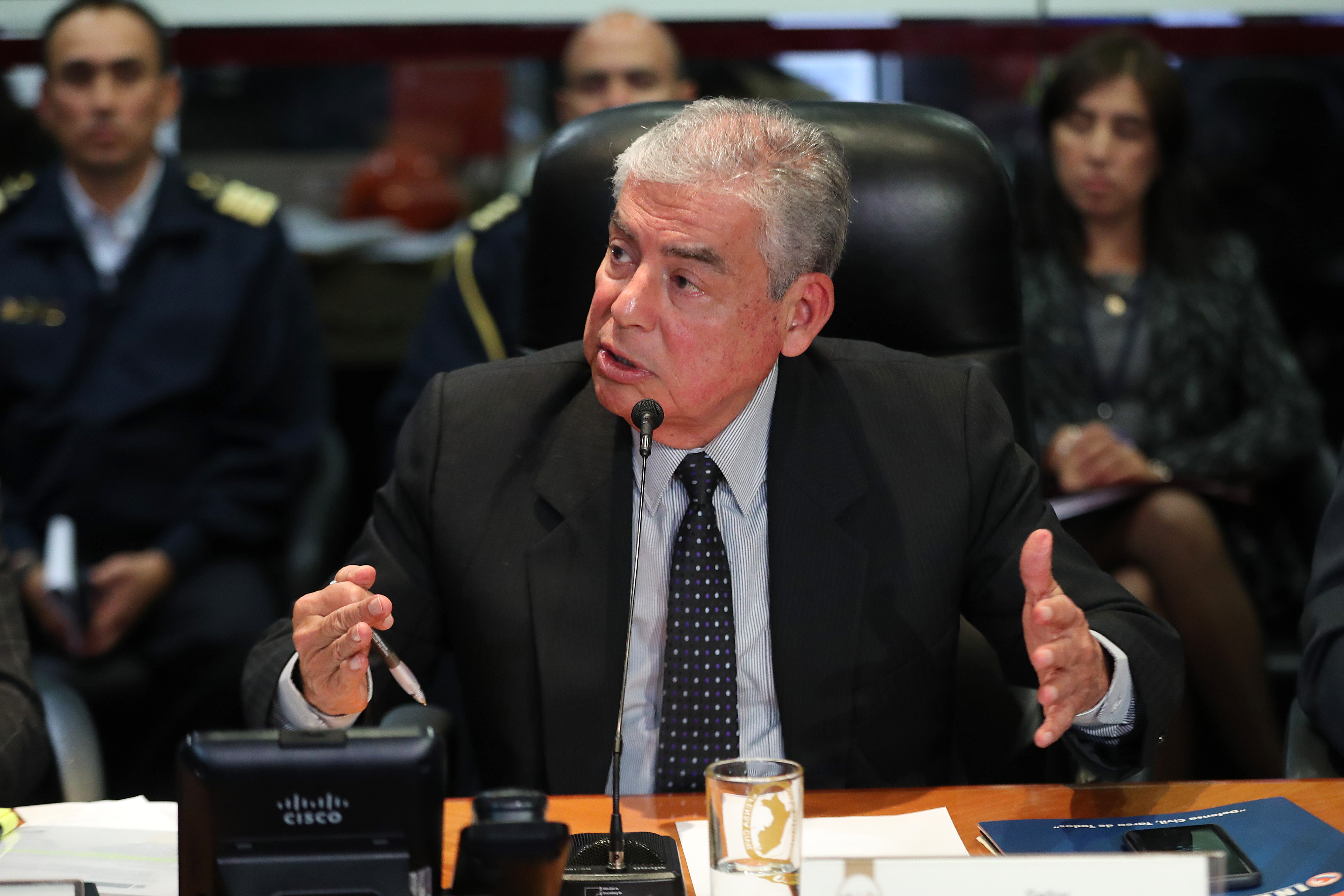
El primer ministro César Villanueva.

El 9 de agosto de 2018, el presidente Vizcarra, acompañado de su primer ministro César Villanueva, se presentó en el Congreso para entregar los proyectos de reforma constitucional, que incluíanː
- La reforma del Consejo Nacional de la Magistratura (CNM).
- El retorno del sistema bicameral en el Congreso.
- La prohibición de la reelección de los congresistas.
- La reglamentación del financiamiento de los partidos políticos.

Junto con el proyecto de reforma constitucional del CNM se incluyó un paquete de seis proyectos de ley para reformar el sistema judicial, que debían ser aprobados a nivel legislativo. Estos proyectos buscaban:
- La creación de la Autoridad Nacional de Integridad y Control en el Ministerio Público y el Poder Judicial.
- La eliminación de la participación del Ministerio Público en los procesos contenciosos-administrativos, a fin de agilizar los procesos.
- La transparencia en el sistema de justicia, facilitando el acceso a la información y hoja de vida de los jueces y fiscales.
- Incentivar la probidad de los abogados, sancionando las transgresiones a los principios éticos.
- La creación de un sistema de fiscales especializados en delitos contra la administración pública, corrupción de funcionarios, lavado de activos y delitos conexos.
- La creación del Consejo para la reforma del sistema de justicia.

Por el momento, tenían más prioridad las cuatro reformas constitucionales, las mismas que debían ser analizadas, debatidas y aprobadas por el Congreso, para ser luego sometidos a referéndum, el cual, según lo propuesto por el Ejecutivo, debía realizarse a más tardar en diciembre de 2018, coincidiendo con la segunda vuelta de las elecciones regionales. Los voceros de Fuerza Popular, el grupo parlamentario mayoritario (fujimorista), consideraron esto como una presión inadmisible al Congreso, pues el Ejecutivo le imponía plazos; también se señaló que los proyectos presentados por el gobierno tenían algunos errores e incongruencias. Muchos especialistas coincidieron también que algunas reformas precisaban de un debate más extenso, pues implicaban la modificación de varios artículos de la Constitución. El presidente del Congreso Daniel Salaverry dijo que la única reforma urgente era la del CNM, pues las demás reformas políticas recién se aplicarían a partir  de 2021. Sin embargo, Vizcarra insistió en la necesidad de apresurar la aprobación de todos los proyectos de reforma constitucional, pues según él,  la ciudadanía así lo reclamaba; caso contrario, avisó que tomaría otras medidas, no descartando la recolección de firmas.

### Roces entre Ejecutivo y Legislativo por el asunto del juez Hinostroza
Hubo también roces entre el Ejecutivo y el Legislativo, por el asunto del juez Hinostroza y el fiscal Chávarry. Los voceros del gobierno, así como las demás bancadas del Congreso, acusaron a la bancada fujimorista de “blindar” a Hinostroza, debido a que no agilizaban su destitución e inhabilitación como juez supremo, algo que la opinión pública demandaba. También hubo la impresión de que el fiscal de la Nación Pedro Chávarry (que ya desde agosto de 2018 fue incluido en un informe de la fiscalía del Callao como parte integrante de Los Cuellos Blancos del Puerto), recibía el respaldo del fujimorismo en el Congreso.
El tema de Hinostroza pasó por la Comisión Permanente del Congreso, donde, si bien hubo votación favorable para su destitución e inhabilitación por diez años, no ocurrió lo mismo en la votación para denunciarlo como cabecilla de una organización criminal. Los 18 congresistas fujimoristas integrantes de la Comisión (que constituían una mayoría frente al resto de 8 congresistas integrantes de otras fuerzas políticas) votaron en contra y según algunos analistas fue una manera de “blindar” al juez para que no respondiera ante la Fiscalía. Ellos fueron: Leyla Chihuán, Segundo Tapia, Yeni Vilcatoma, Percy Alcalá Mateo, Alejandra Aramayo, Tamar Arimborgo, Rosa Bartra, Karina Beteta, Úrsula Letona, Milagros Salazar, Freddy Sarmiento, César Segura, Milagros Takayama, Miguel Castro Grández, Nelly Cuadros, Carlos Domínguez, Mártires Lizana y Mario Mantilla (28 de septiembre de 2018). Unas entregas del chat La Botica revelaron precisamente la manera en que los congresistas fujimoristas se ponían de acuerdo para hacer dicho blindaje.
El pretendido “blindaje” al juez Hinostroza causó indignación en la ciudadanía y los congresistas fujimoristas fueron blanco de las críticas. Hubo presión para que se rectificaran en la votación a realizarse en el pleno del Congreso. Efectivamente, el 5 de octubre de 2018, el Congreso en pleno, luego de escuchar la defensa del mismo Hinostroza, aprobó destituirlo e inhabilitarlo de toda función pública por 10 años, así como acusarlo de cuatro delitos: patrocinio ilegal, tráfico de influencias, negociación incompatible y pertenencia a una organización criminal. La votación fue unánime. También los miembros del CNM fueron destituidos y acusados de diversos cargos, aunque no el de pertenecer a una organización criminal.
En cuanto al fiscal Chávarry, siguió aferrándose a su cargo de Fiscal de la Nación, aduciendo que el Ministerio Público era un ente autónomo; incluso, al ser criticado por el mismo presidente Vizcarra, le amenazó con investigarlo y hacer tramitar las 46 denuncias que tenía (43 de ellas cuando fue gobernador de Moquegua).
El congresista oficialista Juan Sheput presentó ante al Comisión de Acusaciones Constitucionales del Congreso un informe contra el fiscal Chávarry, recomendando su destitución e inhabilitación por diez años. El informe fue rechazado por una mayoría conformada por fujimoristas y apristas. Se justificó esa decisión arguyendo que el informe mostraba falencias (11 de octubre de 2018). También se rechazó un pedido para suspender e inhabilitar al congresista fujimorista Héctor Becerril, involucrado en algunos audios.

### Debate en el Congreso de los proyectos de reforma constitucional
Transcurrido más de un mes del anuncio presidencial del 28 de julio de 2018, el Congreso no daba señales de avanzar en el debate de los proyectos de reforma constitucional. Cuando por fin el 14 de septiembre se sometió en la Comisión de Justicia la aprobación del dictamen sobre la reforma del CNM, ella se frustró por la abstención de los representantes de Fuerza Popular. La fujimorista Úrsula Letona, miembro de la Comisión de Justicia, calificó el dictamen propuesto como un «mamarracho». Esto fue lo que colmó la paciencia del Ejecutivo. En la noche del domingo 16 de septiembre, Vizcarra dio un mensaje a la Nación televisado, en el que anunció que plantearía cuestión de confianza, en vista de la demora del Congreso en aprobar los proyectos de reforma constitucional. Para tal efecto, dio una resolución suprema al día siguiente, convocando a una sesión extraordinaria del Congreso para el miércoles 19 de septiembre, en la que se presentaría el primer ministro para sustentar la cuestión de confianza. Según la interpretación del Ejecutivo, si se negaba la confianza al Consejo de Ministros se trataría de la segunda negativa pues la primera había ocurrido con el gabinete Zavala el año anterior, y por ende, el Ejecutivo podría disolver el Congreso y convocar a nuevas elecciones parlamentarias, tal como lo establece el artículo 134 de la Constitución.
Los voceros de Fuerza Popular dijeron que no era cierto que estaban dilatando u obstruyendo el debate de los proyectos de reforma, y que en realidad lo tenían ya todo programado. Como para dar  prueba de ello, el día lunes 17 la Comisión de Justicia aprobó el primer dictamen, sobre la reforma del CNM, que fue discutido y aprobado al día siguiente en el pleno del Congreso. Se cambió el nombre del CNM, que pasó a llamarse Junta Nacional de Justicia.
El 19 de septiembre, el primer ministro César Villanueva se presentó ante el Congreso en pleno para sustentar la cuestión de confianza. Villanueva anunció que el gobierno no aceptaría una aprobación parcial de los proyectos de reforma constitucional, sino de todos en general. Luego de un debate de varias horas, se aprobó la confianza solicitada por el gobierno, con 82 votos a favor, 22 en contra y 14 abstenciones. Quedó establecido el 5 de octubre como el plazo máximo para que el Congreso aprobase todos los proyectos de reforma constitucional.
La comisión de Constitución del Congreso apresuró el debate y la aprobación de los tres dictámenes restantes. El 26 de septiembre, el Congreso en pleno aprobó la reforma sobre el financiamiento de los partidos políticos. Y finalmente, el 3 de octubre, se aprobaron las dos reformas restantes: sobre el retorno de la bicameralidad y la no reelección parlamentaria. En cuanto a la primera, se acordó que el nuevo congreso bicameral se denominaría Parlamento Nacional, y  que constaría de 130 diputados y 50 senadores (es decir, se aumentaría el número de parlamentarios de 130 a 180). En la madrugada del día 4, el Congreso acordó por votación abrumadora que las autógrafas de las cuatro reformas constitucionales planteadas por el Ejecutivo fuesen remitidas a la Presidencia de la República para que continuaran su trámite y pudieran someterse a referéndum.  Como dato anecdótico, el congresista Víctor Andrés García Belaúnde planteó cuestión previa exigiendo la presencia de los ministros-congresistas César Villanueva y Vicente Zeballos, para que defendieran ante el pleno la posición del gobierno sobre las reformas planteadas. Y efectivamente, Villanueva y Zeballos se presentaron en el hemiciclo del Congreso ya cerca de la medianoche. De esa manera el Congreso cumplió con el plazo dado por el Ejecutivo.

### Promulgación del decreto para el referéndum
El 9 de octubre de 2018, Vizcarra promulgó el decreto para someter a consulta popular los cuatro proyectos de reforma constitucional, mediante un referéndum, que fue fijado para el 9 de diciembre del mismo año. Sin embargo, se mostró en desacuerdo con la cuarta consulta, sobre la bicameralidad, pues según su opinión, el Congreso había desnaturalizado el proyecto original, modificando los aspectos sobre paridad entre hombres y mujeres en las listas de candidatos para diputados y senadores, e incluyendo modificaciones a la cuestión de confianza para restar de prerrogativas al Ejecutivo.

### Referéndum 2018
El 9 de diciembre de 2018 se realizó el referéndum por las reformas constitucionales y la segunda vuelta de las elecciones regionales en 15 regiones.
Las cuatro preguntas claves del referéndum obtuvieron los siguientes resultados, al 95,76% de actas contabilizadas:

1. ¿Aprueba la reforma constitucional sobre la conformación y funciones de la Junta Nacional de Justicia (antes Consejo Nacional de la Magistratura)?

Sí: 78,49%
No: 12,14%
Blanco: 3,91%
Nulo: 5,46%
2. ¿Aprueba la reforma constitucional que regula el financiamiento de las organizaciones políticas?
Sí: 78,14%
No: 12,90%
Blanco: 4,13%
Nulo: 4,83%
3. ¿Aprueba la reforma constitucional que prohíbe la reelección inmediata de parlamentarios de la República?
Sí: 77,77%
No: 12,81%
Blanco: 4,41%
Nulo: 5,01%
4. ¿Aprueba la reforma constitucional que establece la bicameralidad en el Congreso de la República?
Sí: 8,33%
No: 79,73%
Blanco: 5,75%
Nulo: 6,19%

Las tres primeras preguntas obtuvieron pues, un abrumador apoyo, mientras que la última, referida a la creación de un Congreso Bicameral, fue rechazada mayoritariamente, todo lo cual se interpretó como un triunfo del gobierno. En la noche del 12 de diciembre, el presidente Vizcarra dio un mensaje televisado a la Nación, que duró treinta minutos. Hizo un balance del resultado del referéndum y dijo ya tener en manos el proyecto de ley orgánica para la implementación de la Junta Nacional de Justicia, (redactado por la Comisión de Reforma Judicial y aprobado en el Consejo de Ministros), que sería remitido al Congreso para su debate y aprobación. Exhortó al Congreso para agilizar la reforma judicial, así como la aprobación de siete proyectos de ley complementarios que estaban en compás de espera en las Comisiones del Congreso. Anunció también la creación de una comisión de alto nivel cuya finalidad sería presentar al Congreso de la República propuestas para la reforma política, que se sumaría así a la reforma judicial. Hizo finalmente un recuento de su gestión por sectores. El presidente del Congreso Daniel Salaverry anunció que la legislatura se extendería hasta el 30 de enero de 2019 para atender los casos pendientes, entre ellas la implementación de la reforma judicial.

### Aprobación de la ley orgánica de la Junta Nacional de Justicia
Luego de que en el referéndum del 8 de diciembre de 2018 se aprobara la reforma constitucional sobre la conformación y funciones de la Junta Nacional de Justicia (JNJ, antes Consejo Nacional de la Magistratura), el gobierno envió el proyecto de ley orgánica para la implementación de dicha Junta, redactado por la Comisión de Reforma Judicial. Se instó al Congreso a que diera prioridad a su debate y aprobación, pedido al que accedió el presidente del Congreso Daniel Salaverry, quien extendió la legislatura hasta enero de 2019.
El debate se dio en primer lugar en las Comisiones de Constitución y Justicia, rechazándose el pedido de que ambos grupos de trabajo sesionaran juntos para agilizar el trámite. En la Comisión de Justicia, presidida por Alberto Oliva (de Peruanos Por el Kambio) el dictamen se aprobó el 18 de enero; en la Comisión de Constitución, presidida por Rosa Bartra (de Fuerza Popular), se aprobó el 29 de enero. Se sometió luego al pleno el 30 de enero, pero surgió un desacuerdo que impidió la aprobación: el dictamen de la Comisión de Constitución no recogía la propuesta original del Ejecutivo acerca de la paridad de género en la selección de los siete miembros de la JNJ, mientras que si lo hacía el de la Comisión de Justicia, que establecía como mínimo tres mujeres. Ello motivo que hubieran varios parlamentarios renuentes a dar su aprobación (como los de Nuevo Perú y Frente Amplio) y no se llegara a los 66 votos requeridos como mínimo. Salaverry instó entonces a los presidentes de ambas comisiones, Bartra y Oliva, para consensuar en el punto en disputa, y convocó al pleno para el día 1 de febrero, al haberse ya cumplido el plazo de la legislatura. Finalmente se acordó que no habría discriminación de ningún tipo en la selección de miembros del JNJ, primando la meritocracia. Una vez superado el inconveniente, el pleno del Congreso aprobó la Ley Orgánica de la creación del JNJ, con 80 votos a favor y 16 en contra. En la escena final, Salaverry felicitó a Oliva y Bartra, diciendo que se acababa de demostrar que los objetivos se logran mediante el diálogo y consenso. Se cerró asimismo la legislatura, hasta el mes de marzo.

### Promulgación de la ley orgánica de la JNJ
El 18 de febrero de 2019, el presidente Vizcarra promulgó la Ley n.º 30916 o Ley Orgánica de la Junta Nacional de Justicia (JNJ), por lo que se creaba oficialmente dicho organismo.
La JNJ estará conformado por siete miembros, elegidos por concurso público y por un periodo de cinco años, sin reelección inmediata. Los requisitos para ser miembro del JNJ son: «ser abogado mayor de 45 años, con experiencia profesional no menor de 25 años o haber ejercido la cátedra universitaria por ese mismo tiempo o la investigación en materia jurídica por al menos 15 años, así como tener reconocida trayectoria profesional y solvencia e idoneidad moral, y no contar con sentencia condenatoria firme por delito doloso». Las funciones de la JNJ serán nombrar, ratificar, realizar evaluaciones parciales y procesos disciplinarios a jueces y fiscales.
Una Comisión Especial es la encargada de elegir a los integrantes de la Junta Nacional de Justicia (JNJ). Dicha Comisión empezó a reunirse el 5 de febrero de 2019 y la integran el presidente del Poder Judicial, José Lecaros; el presidente del Tribunal Constitucional, Ernesto Blume; el contralor Nelson Shack; la fiscal de la Nación, Zoraida Ávalos; y un representante de las universidades públicas y otro de las privadas, siendo designados como tales los rectores de la Universidad Nacional de Ingeniería (UNI), Jorge Alva Hurtado, y de la Universidad de Piura, Antonio Abruña Puyol.

### El Congreso demora la aprobación del resto de proyectos de reforma judicial
La creación de Junta Nacional de Justicia (ratificada por referéndum) era solo una de los ocho proyectos de reforma judicial que en agosto de 2018, tras el escándalo de los CNM Audios, el gobierno había presentado al Congreso para su discusión y aprobación. Para abril de 2019, es decir, ocho meses después, solo la mitad de ellos habían sido aprobados, uno había sido observado y los otros tres seguían pendientes de definirse en el pleno del Congreso.

### Dificultades en la selección de los miembros del JNJ
La Comisión Especial, a fines de abril de 2019, realizó la convocatoria pública para elegir a los siete miembros de la primera Junta Nacional de Justicia. El proceso evidenció desde el principio una lentitud preocupante. Se inscribieron finalmente 104 candidatos. La primera evaluación fue de conocimientos, en la cual solo tres postulantes la superaron: David Dumet Delfín, Víctor Cubas Villanueva y Pedro Patrón Bedoya. Siendo siete los miembros que debían integrar la JNJ, este resultado acarreó una crisis en el interior de la Comisión Especial, ya que el plazo de dicha elección se iba venciendo. La última etapa de evaluación consistía en entrevistas personales; de los tres postulantes, solo Patrón logró pasarla.
Al menos ya se contaba con un miembro de la JNJ, pero estando ya programada la juramentación de Patrón, se suspendió la ceremonia, al conocerse que este tenía pendiente un proceso judicial por presunta falsedad ideológica en agravio del Jurado Nacional de Elecciones por haber cobrado de manera irregular sus pensiones como jubilado. Patrón consideró esto como un agravio hacia su persona y renunció irrevocablemente a formar parte del JNJ (26 de junio de 2019).

### Conformación de la Junta Nacional de Justicia
El 30 de diciembre de 2019, la Comisión Especial anunció a los candidatos a la JNJ que superaron el concurso público. En orden de méritos, los siete miembros titulares eran: Aldo Vásquez Ríos, José Ávila Herrera, Luz Inés Tello de Ñecco, María Zavala Valladares, Imelda Tumialán Pinto, Marco Tulio Falconí Picardo y Antonio Humberto de la Haza Barrantes.
La ceremonia de juramentación de los miembros fue programada para el 6 de enero de 2020. Pero antes de ello, el diario El Comercio publicó un registro de llamadas telefónicas que mostraban que dos de los integrantes elegidos, María Zavala Valladares y Marco Tulio Falconí, sostuvieron diversas comunicaciones con algunos personajes implicados en la organización Los Cuellos Blancos del Puerto, entre ellos el juez César Hinostroza. Además, se cuestionó que Falconí, obtuviera una bonificación del 10% adicional en su calificación por haber consignado que fue licenciado de las Fuerzas Armadas (siendo solo un egresado de un colegio militar), así como se le acusó de supuestos plagios en su tesis universitaria.
La fiscal de la Nación, Zoraida Ávalos, consideró que la juramentación de todos los miembros debería suspenderse, hasta que se absolviesen los cuestionamientos. Pero la Comisión Especial acordó solo suspender la juramentación de los dos miembros cuestionados y procedió a realizar la ceremonia para los cinco restantes (6 de enero de 2020).
Días después, la Comisión Especial para la JNJ procedió a la juramentación de María Zavala Valladares, al considerar que no había mérito suficiente para revisar su nombramiento (9 de enero de 2020). Y el 16 de enero, dejó sin efecto el nombramiento de Marco Falconí, retirándole el 10% de la bonificación que se le otorgó en el concurso, al considerar que no le correspondía ese beneficio. Falconí pasó a ser suplente de la JNJ, siendo reemplazado como titular por Guillermo Thornberry Villarán. De ese modo quedó conformada definitivamente la JNJ, con sus siete miembrosː Aldo Vásquez Ríos (presidente), José Ávila Herrera, Luz Inés Tello de Ñecco, María Zavala Valladares, Imelda Tumialán Pinto, Antonio Humberto de la Haza Barrantes y Guillermo Thornberry Villarán.

## Crisis del Ministerio Público

### Enfrentamiento entre el Fiscal de la Nación, Pedro Chávarry y el Equipo Lava Jato
El fiscal de la Nación Pedro Gonzalo Chávarry (sindicado como miembro de Los Cuellos Blancos del Puerto) se enfrentó abiertamente con el Equipo Especial del Caso Lava Jato, encabezado por el fiscal Rafael Vela Barba y conformado por los fiscales José Domingo Pérez, Germán Juárez y Norma Mori, los cuales, según la opinión popular, venían haciendo una destacada labor en el caso Odebrecht (especialmente en los casos de Keiko Fujimori-Fuerza Popular y Alan García). Chávarry cuestionó la labor profesional de dichos fiscales, en especial del fiscal Pérez, encargado de los casos García, Fuerza Popular-Keiko Fujimori y Kuczysnki. Hubo quienes conjeturaron que Chávarry pretendía sabotear el avance del caso Odebrecht, en colusión con el fujimorismo y el aprismo, cuyos líderes estaban severamente comprometidos en las investigaciones de Lava Jato.
A su vez, el fiscal Pérez dio reiteradas declaraciones a la prensa cuestionando la presencia de Chávarry en la cabeza de la Fiscalía. Incluso llegó a hacer un pedido para que se denuncie a Chávarry por presunto encubrimiento en la investigación del Caso Cócteles. De otro lado, se abrieron numerosos procesos disciplinarios contra Pérez, que se interpretaron como represalias. Por su parte, el fiscal Vela Barba llegó a afirmar que su equipo sufría de constante hostigamiento, desde dentro del mismo Ministerio Público.

### Retiro de los fiscales Pérez y Vela del Equipo Lava Jato
El 31 de diciembre de 2018, a pocas horas antes de celebrarse el Año Nuevo, el fiscal de la Nación Pedro Gonzalo Chávarry anunció que no ratificaría a los fiscales Rafael Vela Barba y José Domingo Pérez como integrantes del Equipo Especial del Caso Lava Jato. La resolución se oficializó al día siguiente a través del diario El Peruano. Las razones dadas para tal decisión que ambos fiscales habían atentado constantemente contra el principio de jerarquía dentro del Ministerio Público; que habían vulnerado el principio de reserva de la investigación del caso Odebrecht; y que ante el pedido de Chávarry de ser informado sobre los avances de las investigaciones, no dieron respuesta o solo la dieron de manera incompleta.
El equipo del Caso Lava Jato convocó a una conferencia pública en la que anunció que apelaría la decisión del Chávarry ante la junta de fiscales supremos, aduciendo que las razones expuestas para la remoción de Vela y Pérez eran falsas y que su verdadera intención era sabotear la firma final del acuerdo de colaboración con Odebrecht y el develamiento de nueva información que comprometan a políticos y funcionarios en la corrupción. De hecho, la firma de dicho acuerdo en Brasil, programado para ese mismo mes de enero, quedó suspendido. De otro lado, los fiscales designados como sucesores de Vela y Pérez, Marcial Páucar y Frank Almanza, declinaron ser parte del equipo Lava Jato.

### Proyecto para declarar en emergencia al Ministerio Público
El 31 de diciembre de 2018, el presidente Vizcarra, que se hallaba en Brasil para asistir a la toma de mando del presidente Jair Bolsonaro, adelantó su regreso al Perú al enterarse de la decisión del fiscal de la Nación Pedro Gonzalo Chávarry de remover de sus cargos a los fiscales del Equipo Especial del Caso Lava Jato. Vizcarra anunció que tomaría medidas al respecto, aunque respetando la autonomía de poderes. En efecto, el Consejo de Ministros se reunió de emergencia para redactar un proyecto de ley que declaraba en emergencia al Ministerio Público, proyecto que fue llevado al Congreso por el mismo presidente Vizcarra, para que fuera sometido a su discusión y aprobación. En el recorrido de Palacio de Gobierno hacia la sede del Congreso, Vizcarra recibió el apoyo multitudinario de la población; en ese trayecto se enteró de que el fiscal Chávarry dejaba sin efecto su resolución y reponía a los fiscales Vela y Pérez.
De todos modos, Vizcarra llegó al Congreso y presentó su iniciativa legislativa, pues consideró que era necesario declarar en emergencia el Ministerio Público. El proyecto contemplaba declarar en suspensión las funciones del fiscal de la Nación Pedro Chávarry y de los otros cinco miembros de la Junta de Fiscales Supremos; así como la creación de una Junta Transitoria de Fiscales Supremos, compuesta por los fiscales supremos adjuntos titulares. Esta Junta se encargaría de nombrar a un fiscal de la Nación transitorio, así como tendría la facultad para elaborar y aprobar un plan de reestructuración y reorganización del Ministerio Público. Otra de sus atribuciones sería remover a todos aquellos fiscales implicados en la red de los Cuellos Blancos del Puerto, así como en otros actos dolosos. La emergencia duraría hasta que la Junta Nacional de Justicia (aún sin funcionar, pues su creación había sido aprobada en el referéndum de 2018) resolviera la situación de los fiscales supremos. Algunos juristas consideraron que el proyecto del ley presentado por Vizcarra era anticonstitucional.

### Renuncia del fiscal de la Nación Pedro Chávarry
En Lima y en otras ciudades del país se produjeron multitudinarias marchas de la población para exigir la renuncia del fiscal Chávarry, no bien se supo de la remoción de los fiscales Vela y Pérez, es decir, pocas horas antes del Año Nuevo de 2019. En Lima, el día 3 de enero de 2019 se realizó una concentración nutrida de manifestantes en la Plaza San Martín, que luego se trasladaron al frente de la sede del Ministerio Público, en la avenida Abancay, ocurriendo algunos enfrentamientos con las fuerzas del orden. Fue esta inesperada reacción de la ciudadanía lo que obligó a Chávarry a reponer a los fiscales Vela y Barba en el Equipo Lava Jato, aunque él arguyó que lo hizo al ver que la autonomía del Ministerio Público estaba en peligro y que el mismo desarrollo de la diligencias del caso Lava Jato se veía amenazado, a raíz del proyecto de ley presentado por Vizcarra.
Chávarry se vio obligado a convocar a la Junta de Fiscales Supremos, quienes le solicitaron que renunciara a su cargo de Fiscal de la Nación para superar la crisis (4 de enero de 2019). Chávarry respondió que reflexionaría sobre el asunto y daría a conocer su decisión a más tardar en dos días. En efecto, el 7 de enero anunció que presentaría su renuncia ante la Junta de Fiscales Supremos, como en efecto lo hizo. En su reemplazo juró como nueva Fiscal de la Nación la doctora Zoraida Ávalos.

### El deslacrado ilegal de la oficina del asesor de Chávarry

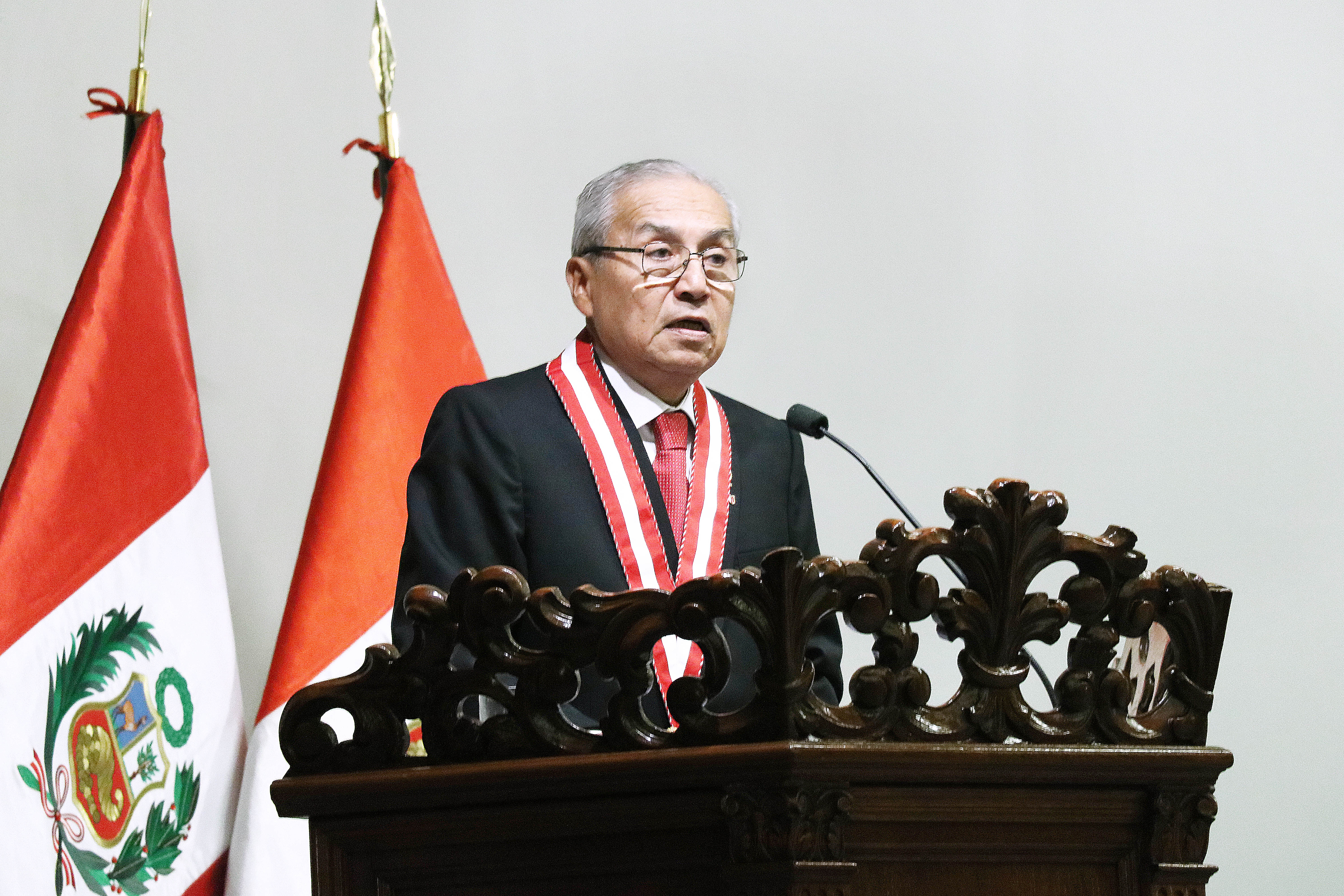
El fiscal de la nación Pedro Chávarry.

Chávarry fue involucrado en el deslacrado del despacho de su asesor Juan Duarte y el retiro ilegal de documentos. Dicha oficina, cercana a la de Chávarry, había sido intervenida por el fiscal Pérez bajo la presunción de guardar documentos que comprometían a Keiko Fujimori y otros personajes en lavado de activos (caso Cócteles). Pero las cámaras de seguridad registraron que Rosa Venegas, asesora de Chávarry, el día sábado 5 de enero (es decir, cuando Chávarry era todavía fiscal de la Nación) ingresó a la oficina y sustrajo documentos; otras tomas de las cámaras demostraron que el mismo Chávarry se hallaba en su despacho ese mismo día y hora de ocurrido el suceso. Por ese motivo, al haber una presunción de encubrimiento real, el Juzgado Supremo de Investigación Preparatoria ordenó contra Chávarry nueve meses de impedimento de salida del país. Rosa Venegas, que al principio dijo que había actuado por cuenta propia y que solo extrajo documentos personales, luego se rectificó y dijo haber actuado por presión del mismo Chávarry y su equipo de trabajo, que se hallaban desesperados por retirar documentación que les comprometía con Fuerza Popular.

### Debate en el Congreso sobre los temas del Ministerio Público
Atendiendo el pedido del presidente Vizcarra, el pleno del Congreso se reunió el día 7 de enero de 2019, bajo la presidencia de Daniel Salaverry, para evaluar la situación del Ministerio Público. Previamente se convocó a reunión a la Junta de Portavoces para agilizar el debate, pero ello no se concretó debido a que no asistieron los representantes de Fuerza Popular y el Apra (ya que estos partidos no estaban de acuerdo en la conformación de las nuevas bancadas y con la presencia de sus voceros en la Junta de Portavoces). Empezado el debate en el pleno, ocurrieron incidentes iniciados por el congresista Alberto de Belaunde, quien afirmó que Fuerza Popular tenía un pacto de impunidad con el fiscal de la Nación, Pedro Chávarry. Los congresistas de Fuerza Popular pidieron que Belaunde retirara sus palabras, pero este se negó. Ante tal situación, los fujimoristas pidieron a Salaverry que, siguiendo con el reglamento, suspendiera momentáneamente el debate y convocara a Junta de Portavoces para reportar la falta de Belaunde, pero este pedido no prosperó. Los fujimoristas reclamaron también que el Consejo Directivo debía proponer la agenda del debate del pleno y no el presidente de Congreso, y que los temas a discutir se desarrollaran en las comisiones antes de pasar al pleno. Finalmente, al ver que ninguna de sus demandas eran atendidas, acusaron a Salaverry de no conducir el debate ciñendose al reglamento y decidieron abandonar el pleno. Ante ello, se levantó la sesión por falta de quorum. Salaverry lamentó que Fuerza Popular se dedicara a boicotear el debate del proyecto.
La bancada de Fuerza Popular anunció que presentaría una moción de censura contra Salaverry. Poco después, cuatro congresistas de dicha bancada (Miguel Castro, Rolando Reátegui, Yesenia Ponce y Glider Ushñahua) presentaron su renuncia a Fuerza Popular, con lo que esta quedaba con 56 representantes. El mismo Salaverry oficializó su renuncia a dicho partido. Finalmente, la bancada fujimorista anunció el retiro de la moción de censura contra Salaverry, según ellos para no afectar la labor del Congreso; según otros, al constatar que la censura no prosperaría al carecer del número de votos para lograrla, pues las demás fuerzas políticas habían anunciado que no los apoyarían.

## Reforma política

### Creación de la Comisión de Alto Nivel de Reformas Políticas
Tal como lo había anunciado en su mensaje a la Nación del 12 de diciembre, el presidente Vizcarra oficializó la conformación de la Comisión de Alto Nivel para la Reforma Política. Estaba integrada por el politólogo Fernando Tuesta Soldevilla, como coordinador, y los académicos Paula Valeria Muñoz Chirinos, Milagros Campos Ramos, Jessica Violeta Bensa Morales y Ricardo Martin Tanaka Dongo (Resolución Suprema N.º 228-2018-PCM de 21 de diciembre de 2018). La Comisión se instaló el 5 de enero de 2019 y se reunió con los representantes de todas las bancadas del Congreso, que expusieron sus puntos de vista sobre las reformas que consideraban necesarias.
El 20 de marzo de 2019, la Comisión presentó su informe final ante el Consejo de Ministros presidido por Salvador del Solar. Este informe constaba de 12 proyectos de ley, cuatro de los cuales son reformas constitucionales.

### Los doce proyectos de reforma política
Basándose en el informe de la Comisión de Alto Nivel de Reformas Políticas, el gobierno presentó doce propuestas de reforma política ante el Congreso, tres de reforma constitucional y nueve proyectos de ley. Excluyó el tema de la bicameralidad, por haber sido recientemente rechazado en el referéndum (11 de abril de 2019).
Entre los tres proyectos de reforma constitucional se encuentra el que busca el equilibrio entre los poderes Ejecutivo y Legislativo con el objetivo de establecer contrapesos entre ambos; la reforma que modifica los impedimentos para ser candidato a cualquier cargo de elección popular, a fin de mejorar la idoneidad de los postulantes; y la reforma que busca ampliar el mandato regional y municipal a cinco años, para que coincidan con las elecciones generales.
Para el Poder Legislativo, se plantea que la elección de los congresistas se realice en la segunda vuelta presidencial; se propone la eliminación el voto preferencial y se establece la paridad y alternancia en la lista de candidatos. De otro lado, para los partidos políticos, se busca promover la democracia interna y la participación ciudadana en la selección de candidatos, estableciendo elecciones internas, abiertas, simultáneas y obligatorias organizadas por la ONPE. Otras reformas se refieren a la inscripción y cancelación en el registro de las organizaciones políticas, y los requisitos para mantener la inscripción vigente, así como la regulación del financiamiento de organizaciones políticas, para evitar la corrupción. Otra propuesta es que el levantamiento de la inmunidad parlamentaria no sea competencia del Congreso, sino de la Corte Suprema de Justicia.

### Mensaje a la Nación del 11 de abril de 2019
En la noche del 11 de abril de 2019, el presidente Vizcarra dio un mensaje a la Nación, en el que afirmó que la decisión de su gobierno de impulsar reformas políticas, judiciales y tributarias habían ocasionado ataques sistemáticos de «grandes intereses y grupos de poder» contra él y su gobierno. Anunció que había presentado al Congreso doce proyectos de reforma con el fin de tener partidos más representativos y transparentes, así como un ajuste al mecanismo de la inmunidad parlamentaria para evitar «pactos de complicidad».
Sus críticos, sin embargo, dijeron que, una vez pasada la euforia mediática y popular desatada por la reforma judicial y la lucha anticorrupción, Vizcarra buscaba nuevamente confrontar con el Congreso, a fin de ganar puntos en las encuestas de popularidad, ya que a partir de enero había empezado su bajada.

### El Ejecutivo acusa al Congreso de no priorizar la reforma política
El 7 de mayo de 2019, la Comisión de Constitución del Congreso, dirigida por Rosa Bartra, aprobó con los votos de Fuerza Popular y el Apra un cronograma para el debate de la reforma política y electoral, pero sin priorizar los 12 proyectos que el Ejecutivo había entregado al Congreso el mes anterior. Esta medida fue criticada por el presidente Vizcarra y su primer ministro Del Solar, así como otros grupos políticos del Congreso, que acusaron a la oposición de no querer que se apruebe a tiempo la reforma política. En respuesta, Bartra afirmó que la comisión desde tiempo atrás había acordado que la organización sobre la reforma estaría alrededor del código electoral. En ese sentido, su grupo había presentado una propuesta que dividía 138 proyectos, entre reformas constitucionales, leyes orgánicas y leyes ordinarias, en 17 grandes bloques. Se teme que, a ese paso, las reformas políticas planteadas por el Ejecutivo no logren estar expeditas para las elecciones generales de 2021, ya que los plazos se vencerían: se necesitan dos legislaturas para hacer las reformas constitucionales, a lo que se suma que, según la ley electoral, solo se deben hacerse cambios hasta un año antes de las elecciones.

### Acuerdo entre el Ejecutivo y el Congreso para atender las reformas políticas
El 15 de mayo de 2019, el presidente Martín Vizcarra, el jefe del Gabinete, Salvador del Solar, y el ministro de Justicia, Vicente Zeballos, se reunieron en Palacio de Gobierno con representantes de las bancadas del Congreso para dialogar sobre la reforma política propuesta por el Gobierno. La reunión rindió frutos al llegarse como consenso la necesidad de priorizar la reforma política. Fuerza Popular presentó un cronograma alternativo para revisar los proyectos de reforma política del Ejecutivo. Del Solar señaló que el Ejecutivo no espera que se aprueben los proyectos tal como están planteados, sino que el Congreso tiene la facultad de debatirlos y hacer las modificaciones que crea conveniente. Aunque el plazo parece corto, se espera que el cronograma alternativo permita revisar las reformas constitucionales en una primera legislatura para ser ratificadas en una segunda. En cuanto al resto de los proyectos de ley, no necesitan de tal trámite. Y para comenzar, el 16 de mayo de 2019, la Comisión de Constitución mandó al archivo el proyecto que proponía que el levantamiento de inmunidad parlamentaria sea decisión de la Corte Suprema y no del mismo Congreso. Al actuar así, la oposición adujo defender los fueros del Congreso.

### Nuevo enfrentamiento entre el Ejecutivo y el Congreso

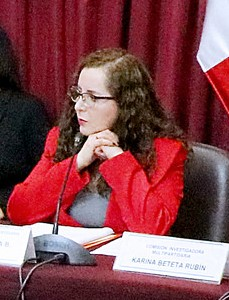
La fujimorista Rosa Bartra, presidenta de la Comisión de Constitución.

En la mañana del 21 de mayo de 2019, el presidente Vizcarra, el primer ministro Salvador del Solar y el ministro de Justicia, Vicente Zevallos, fueron al Congreso de la República. Los ministros habían sido citados ese día ante la Comisión de Constitución para sustentar la reforma política. Pero Vizcarra anunció que sus ministros no acudirían a la Comisión, pues consideraba que no estaban dadas las condiciones para la reforma política, como lo demostraba el hecho que la Comisión, tras un corto debate, archivara el proyecto sobre la inmunidad parlamentaria, sin esperar que los ministros fueran a la Comisión a sustentar dicha reforma y las otras. Según Vizcarra, el Congreso no estaba cumpliendo el acuerdo que había hecho con el Ejecutivo de debatir en el pleno cada una de los proyectos.

### Vizcarra plantea cuestión de confianza por la reforma política
El 29 de mayo de 2019, desde el Gran Comedor de Palacio de Gobierno, el presidente Vizcarra dio un mensaje a la Nación, en el que anunció su decisión de plantear la cuestión de confianza ante el Congreso en respaldo a la reforma política. Ello, luego que la Comisión de Constitución, con mayoría fujimorista, enviara al archivo el proyecto sobre la inmunidad parlamentaria, y la Comisión Permanente, también con mayoría del fujimorismo, archivara prácticamente todas las denuncias que pesan sobre el controvertido fiscal Chávarry. El Presidente, acompañado por los miembros de su gabinete ministerial y los gobernadores regionales, manifestó que la cuestión de confianza se sustentaría en la aprobación, sin vulnerar su esencia, de seis de los proyectos de ley de reforma política, considerados los más medulares, a saber:

- Cambios en la inmunidad parlamentaria, para que no se convierta en impunidad.
- Las personas condenadas no podrán ser candidatos.
- Cualquier ciudadano deberá participar en la selección de candidatos de las organizaciones políticas, a través de elecciones primarias internas.
- Eliminar el voto preferencial y que sea la población la que lo defina en esa previa selección.
- Garantizar la participación política de las mujeres con paridad y alternancia.
- Prohibir el uso de dinero sucio de las campañas electorales.

Si el Congreso negase la cuestión de confianza, sería la segunda vez que lo haría (la anterior fue al gabinete Zavala del gobierno de Pedro Pablo Kuczynski), por lo cual, según la Constitución, frente a dos negativas, el presidente quedaría facultado para disolver el Congreso y convocar a nuevas elecciones parlamentarias en un plazo de cuatro meses.
Al día siguiente, el primer ministro Salvador del Solar se presentó ante el Congreso para entregar el oficio en el que solicita que se fije hora y fecha de la sesión plenaria en la que sustentará la cuestión de confianza. En dicho documento, Del Solar indicó que plantearía que el plazo máximo para la aprobación de las seis reformas políticas sea al finalizar la legislatura vigente (15 de junio); caso contrario, consideraría que el Congreso negaba la confianza al gabinete ministerial.  Atendiendo al pedido, el presidente del Congreso Daniel Salaverry convocó al pleno para el 4 de junio para atender el pedido de confianza del Ejecutivo.
Los seis proyectos de reforma política quedaron definidos así:

- Reforma constitucional que plantea que las personas condenadas en primera instancia no podrán ser candidatos.
- Reforma legislativa sobre la democracia interna, que busca que los ciudadanos participen en la selección de candidatos de las organizaciones políticas, a través de elecciones primarias internas.
- Reforma legislativa que busca garantizar la participación política de las mujeres, con paridad y alternancia, así como eliminar el voto preferencial.
- Reforma legislativa sobre inscripción y cancelación de partidos políticos y organizaciones políticas regionales.
- Reforma legislativa que busca prohibir el uso de dinero ilegal en las campañas electorales.
- Reforma constitucional para hacer cambios en el proceso del levantamiento de la inmunidad parlamentaria, para que no se convierta en impunidad.

La Comisión de Constitución invitó a los juristas Raúl Ferrero Costa, Natale Amprimo, Ernesto Álvarez, Aníbal Quiroga y Óscar Urviola para recoger sus apreciaciones sobre el planteamiento del Ejecutivo y la constitucionalidad del planteamiento. 

### El Congreso aprueba la cuestión de confianza
El 4 de junio de 2019, Salvador del Solar se presentó en el Pleno del Congreso para exponer y solicitar la cuestión de confianza ante la representación nacional. Previamente, se rechazó una cuestión previa para evaluar la constitucionalidad del pedido de confianza. Varias voces en el Congreso consideraron que imponer un plazo a la aprobación de las reformas constitucionales y obligar a que se respetara su esencia, era anticonstitucional, ya que las reformas de ese tipo eran atribución exclusiva del Congreso y el Ejecutivo carecía de la facultad de observarlas. Debido a estas críticas, Del Solar, en su exposición, aligeró esa parte de su exigencia. Dijo que el Congreso estaba facultado a ampliar la legislatura si fuera necesario, y que no estaba obligado a aprobar los proyectos al pie de la letra, sino que podía enriquecerlos, aunque insistiendo que no debía alterar su esencia. «Esta cuestión de confianza no es una amenaza», concluyó.
Terminada la exposición del primer ministro, se inició el debate parlamentario, que tuvo que ser extendido hasta el día siguiente. Finalmente, al mediodía del 5 de junio de 2019 se realizó la votación. La cuestión fue aprobada con 77 votos a favor, 44 en contra y 3 abstenciones. Los miembros de las bancadas de izquierda (Frente Amplio y Nuevo Perú) y del Apra votaron en contra, mientras que los de Fuerza Popular lo hicieron de manera dividida (33 a favor, 16 en contra y 2 abstenciones).

### Nuevo cronograma para el debate de las reformas políticas
El mismo día en que se aprobó la cuestión de confianza, la presidenta de la Comisión de Constitución, Rosa Bartra, anunció que su grupo de trabajo había acordado por unanimidad hacer un nuevo cronograma para priorizar los seis proyectos de reforma política. El nuevo cronograma, según detalló, comenzará a implementarse el 7 de junio, y atenderá en el siguiente orden los proyectos de reforma política:

- Los impedimentos para poder ejercer cargos políticos.
- Inscripción y cancelación de partidos políticos.
- Participación ciudadana en las elecciones internas de los partidos.
- Financiamiento indebido de las organizaciones políticas.
- La paridad y alternancia en la lista de candidatos.
- La inmunidad parlamentaria.

Dos de ellos (sobre la inmunidad parlamentaria y el impedimento para ejercer cargos políticos) son de carácter constitucional y necesitan su aprobación en dos legislaturas del pleno del Congreso, con un mínimo de 87 votos en cada votación.
Por su parte, el presidente del Congreso Daniel Salaverry anunció que se ampliaría la legislatura hasta el 25 de julio de 2019, con “agenda fija”.

### Aprobación de los dictámenes de los proyectos de reforma política en la Comisión de Constitución
La Comisión de Constitución del Congreso aprobó el primer dictamen de la reforma política planteada por el Ejecutivo: la modificación del artículo 34 de la Constitución, para prohibir que personas sentenciadas en primera instancia por delito doloso puedan postular a un cargo de elección popular. También amplió por iniciativa propia la prohibición a los funcionarios públicos de confianza, a través de la modificación del artículo 39 de la Constitución.
El 26 de junio de 2019, la Comisión de Constitución aprobó el segundo dictamen, referido a la inscripción y cancelación de partidos políticos. Se modificaron artículos de la Ley de Organizaciones Políticas, uno de cuyos puntos es que solo se permitirán las alianzas electorales entre partidos políticos nacionales (y no de un partido con movimientos regionales). También se eliminó la exigencia de que los partidos políticos presenten un porcentaje de firmas como requisito para lograr su inscripción. En su lugar, deberán presentar una lista de unos 20 mil afiliados, equivalente al 0,1 % de los ciudadanos que figuran en el padrón electoral. Hasta entonces, se exigían 750 000 firmas de ciudadanos para lograr la inscripción de un partido, cifra muy alta que obligaba a estos a recurrir a acciones dolosas como la “fábrica de firmas”. Este segundo dictamen pasó al pleno del Congreso, siendo aprobado en primera votación (se necesitan dos votaciones).
El 8 de julio de 2019, la Comisión de Constitución aprobó el tercer dictamen, sobre la participación ciudadana en las elecciones internas de los partidos. La propuesta del Ejecutivo era que todos los ciudadanos, afiliados y no afiliados a partidos políticos, participen obligatoriamente en las elecciones internas o primarias. Pero en la Comisión se acordó que, antes de las elecciones generales de 2021, y por única vez, los partidos políticos ya inscritos hagan las elecciones internas solo con sus afiliados, mientras que los partidos que se inscriban luego de la entrada de vigencia de la ley estarán obligados a realizar las elecciones universales, es decir, con afiliados y no afiliados.
El 15 de julio de 2019 la Comisión de Constitución inició la discusión para aprobar el predictamen sobre el proyecto de ley que tipifica el delito de financiamiento indebido de las organizaciones políticas. Fue aprobada el 20 de julio. La propuesta plantea incorporar en el Código Penal el delito de financiamiento prohibido de organizaciones políticas con un castigo que oscila entre los 2 y 8 años de prisión.
El 19 de julio de 2019, se aprobó el quinto dictamen, sobre la paridad y alternancia. La propuesta del gobierno era que las listas de candidatos al Congreso incluyan 50% de mujeres y 50% de hombres, ubicados de manera alternada, a partir las elecciones de 2021. Pero la Comisión de Constitución acogió la propuesta del congresista Miguel Torres, que establece que las listas de candidatos al Congreso para 2021 incluyan un 40% de hombres y mujeres y que aumente progresivamente en las dos siguientes elecciones generales: 45% en 2026 y 50% para 2031.
El 20 de julio de 2019, se discutió el sexto y último dictamen, sobre el levantamiento de inmunidad de los parlamentarios. La Comisión de Constitución, por mayoría de 9 contra 5, rechazó la propuesta del Ejecutivo de que sea la Corte Suprema la encargada de levantar la inmunidad a los congresistas, disponiendo que el Congreso siga conservando esa prerrogativa. La única variante es que propone plazos definidos para que el Congreso levante la inmunidad una vez que el Poder Judicial haga el pedido respectivo. Además, se plantea que el pedido se dé solo cuando exista sentencia firme.
Consultado el primer ministro Salvador del Solar sobre los dictámenes aprobados, consideró que solo cinco respetaban el espíritu de las reformas planteadas por el Ejecutivo, y que el último, sobre la inmunidad parlamentaria, significaba un retroceso, pues no respetaba la cuestión de confianza, que había surgido precisamente cuando la Comisión de Constitución mandó al archivo el proyecto.
Hasta ese momento, de los seis dictámenes, solo uno, el del referido a la inscripción y cancelación de organizaciones políticas, había sido aprobado en el pleno del Congreso, en primera votación. Ya con el plazo a punto de vencerse, el lunes 22 de julio se iniciaron los debates y aprobaciones pendientes de la reforma política.

### Debate y aprobación de los proyectos de reforma política en el pleno del Congreso
El 22 de julio de 2019 empezó en el pleno del Congreso el debate y aprobación de los seis proyectos de reforma política, cuyo plazo dado por el Ejecutivo vencía el 25 de julio. El primer día la sesión se vio plagada por incidentes, principalmente entre el presidente del Congreso Daniel Salaverry y los congresistas de Fuerza Popular. Salaverry quiso incluir en agenda un pedido para el retorno de los suspendidos congresistas Kenji Fujimori, Bienvenido Ramírez y Guillermo Bocángel, el cual fue rechazado. Los fujimoristas y miembros de otras bancadas lo acusaron de conducción «personalista y autoritaria», así como de estar sometido a la voluntad del Poder Ejecutivo, esto último en alusión a la revelación de la congresista Janet Sánchez de la supuesta injerencia del premier Del Solar en la denuncia que Salaverry tenía en la Comisión de Ética. Se promovieron dos mociones de censura contra Salaverry, pero al día siguiente, Salaverry anunció que en la Junta de Portavoces se habían limado las asperezas y dadas las satisfacciones del caso, por lo que las mociones habían sido retiradas.
El 22 de julio, el pleno del Congreso debatió el proyecto referido a la inscripción y cancelación de organizaciones políticas, que había sido aprobado en primera votación. Debido a que se hicieron algunos cambios, se volvió a votar, lográndose nuevamente su aprobación. Fue exonerada de segunda votación. Sobre este proyecto, el pleno aceptó la propuesta de bajar la valla para la inscripción de un partido de 700.000 firmas, a solo las de 20.000 militantes, y si un partido no alcanza los 280.000 votos en unas elecciones, quedaría fuera de la contienda; todo eso se parecía a la propuesta del gobierno.
Sobre la democracia interna o las primarias electorales, el 23 de julio el pleno del Congreso ratificó lo acordado en la Comisión de Constitución, con algunos retoques. Con 70 votos a favor, 23 votos en contra y 16 abstenciones.Fue exonerada de segunda votación. La medida solo alcanzaría a las nuevas agrupaciones que se presenten en las elecciones de 2021 y no a todos los 24 partidos ya inscritos. Solo a partir de 2026 todos los partidos estarían obligados a realizar elecciones primarias a nivel nacional, con voto secreto y obligatorio.
Ese mismo 23 de julio, el Congreso aprobó el proyecto sobre el financiamiento de las organizaciones políticas, que incorpora sanciones penales para los candidatos que reciban aportes de origen ilícito. Con 81 votos a favor, 11 en contra y 12 abstenciones. Fue exonerada de segunda votación. La controversia es que excluyó la tipificación penal de organización criminal y las rendiciones de cuenta durante las campañas e impidió la cobranza coactiva de multas y la supervisión de las cuentas bancarias de los partidos por parte de la ONPE, tal como la había planteado el Ejecutivo. De esa manera, no se respetaba la esencia de esta reforma, que estaba en las sanciones penales. También ese mismo día, el pleno del Congreso aprobó en primera votación, con 81 votos a favor, 17 en contra y 2 abstenciones, la reforma política que propone que los condenados en primera instancia no puedan postular a cargos de elección popular. Se acordó que la segunda votación se realizará en la siguiente legislatura.
En el último día del plazo, 25 de julio, se debatieron los últimos proyectos: el de paridad y alternancia, y el de la inmunidad parlamentaria, que fueron los que más confrontación ocasionaron entre los congresistas. Se llegó finalmente a un consenso sobre la propuesta de paridad y alternancia, siendo aprobado con 106 votos a favor, 3 en contra y 4 abstenciones. Fue exonerada de segunda votación. La controversia es que se aplicaría la paridad de manera gradual: 40% en 2021, 45% en 2026 y 50% en 2031. En cuanto a la alternancia, si bien se aprobó que en una lista de candidatos al Congreso se alternaran hombre y mujer, contradictoriamente se mantuvo el voto preferencial para el 2021. Todo lo cual venía a distorsionar la propuesta del Ejecutivo.
De igual manera, se aprobó el proyecto de inmunidad parlamentaria. Una primera votación no sobrepasó los 87 votos (necesarios por tratarse de una reforma constitucional), por lo que, según el reglamento, debía ir a un referéndum para su aprobación. Ante este panorama, los congresistas lograron que se reconsiderara la votación, se presentó un texto sustitutorio y superaron finalmente los votos necesarios: 94 a favor y 23 en contra. Como se trata de una reforma constitucional, necesitará la aprobación en una segunda legislatura. La controversia es que lo aprobado ignoraba totalmente la propuesta del Ejecutivo de que sea un ente ajeno al parlamento (como el Poder Judicial) el encargado de levantar dicha inmunidad, y se mantiene al Congreso con dicha atribución. Se agregó como supuesta concesión, de que si en un plazo de 45 días hábiles el Congreso no respondía a un pedido de levantamiento de inmunidad, la Corte Suprema podía solicitar la intervención del Tribunal Constitucional para que resolviera la petición.

### Mensaje a la Nación del presidente Vizcarra del 28 de julio de 2019
En su mensaje a la Nación por Fiestas Patrias del 28 de julio de 2019, Vizcarra, luego del recuento de su labor en la presidencia, señaló que, en vista que el Congreso había desnaturalizado el proyecto de reforma política sobre la inmunidad parlamentaria, consideraba que no le habían dado la confianza, y por tanto, anunciaba la presentación de un proyecto de ley para adelantar las elecciones generales para el 2020, es decir un año antes de 2021 en que culminaba su periodo. Se renovarían tanto el Ejecutivo como el Legislativo. «Con esta acción se reforzarán los cimientos de la República, aunque ello implique que todos nos tengamos que ir», apuntó el mandatario.
Por tratarse de una reforma constitucional y en vista de que el plazo disponible era muy corto, el adelanto de la fecha de las elecciones generales solo podía proceder si el Congreso aprobaba la realización de un referéndum, para que la ciudadanía decidiera al respecto. Esta aprobación de parte del Congreso solo necesitaba de una mayoría simple del voto de los parlamentarios. Sin embargo, el proyecto finalmente fue archivado por la Comisión de Constitución presidida por Rosa Bartra, exacerbando más la crisis política, que desembocó en la disolución del Congreso el 30 de septiembre de 2019.

### Promulgación de cuatro leyes de reforma política
El 27 de agosto de 2019, el gobierno promulgó las autógrafas que convertían en leyes cuatro de los proyectos de reforma política (inscripción de organizaciones políticas; financiamiento de los partidos; democracia interna; y paridad y alternancia en las listas). Las otras dos reformas pendientes (que, a saber, son sobre la inmunidad parlamentaria y el impedimento para ejercer cargos públicos), por ser reformas de tipo constitucional, quedaron en manos del Congreso, pues necesitan de otra legislatura para su aprobación.

## Aspecto económico

### Los retos del gobierno
Al momento de asumir Martín Vizcarra la presidencia del Perú, los retos en materia económica eran principalmente reactivar el crecimiento, generar empleo y cerrar el déficit fiscal; para esto último los especialistas coincidían en que era necesario hacer una urgente reforma tributaria a fin de elevar la recaudación.
Dos acontecimientos han impactado negativamente en la economía: el escándalo de corrupción pública revelado en el caso Odebrecht (iniciado en el periodo de Kuczynski), y el caso de corrupción judicial o CNM Audios, con la consiguiente crisis política que han desatado. Dicha crisis, empezada bajo Kuczynski, se prolonga en lo que va del gobierno de Vizcarra. Como resultado, el Perú empezó a perder puntos en el ranking de competitividad. La pobreza se incrementó ligeramente, algo que no ocurría desde la década de 1990. El año 2017 se cerró con un 2.5 % de crecimiento económico; para el final de 2018 se avizora un 4 % de crecimiento.
Como consecuencia también de los escándalos de corrupción o del ruido político, grandes obras públicas o megaproyectos como el Aeropuerto Internacional de Chinchero, la línea 2 del Metro de Lima, Olmos y el gasoducto del Sur se hallaban paralizadas o avanzando a paso lento.
No obstante, ha llamado la atención de los especialistas el hecho que pese a las vicisitudes adversas en el plano político-social, en el plano macroeconómico el Perú se ha mantenido firme, con un óptimo control de la inflación (no rebasa el 2 %) y un buen manejo de la deuda pública.
El 19 de junio de 2018, el Congreso delegó al Ejecutivo la facultad de legislar en materia tributaria, financiera, gestión económica y otras. Luego de seis meses de gestión, Vizcarra anunció en septiembre de 2018 que su gobierno había sentado las bases para lograr un crecimiento económico equitativo. Destacó la reducción del déficit fiscal y el repunte de la inversión pública y privada.

### Política tributaria
El 10 de mayo de 2018 se aprobó la modificación del Impuesto Selectivo al Consumo (ISC) para bebidas alcohólicas y altas en azúcar, así como para vehículos nuevos, cigarrillos y combustible, lo cual generó un amplio debate político-social. Las marchas y contramarchas mostradas por el Ejecutivo en este asunto, originaron la renuncia del ministro de Economía David Tuesta Cárdenas.
El gobierno continuó la política de masificar el uso de los comprobantes de pagos por vía electrónica, a fin de transparentar las transacciones económicas, reducir los costos de cumplimiento y desalentar la evasión. Se estima que para el 2021 la facturación debe ser electrónica al 100 %. 
El 6 de mayo de 2019, el gobierno publicó el decreto supremo n.º 145-2019-PE que establece los «Parámetros de fondo y forma para la aplicación de la Norma Antielusiva General (NAG) contenida en la Norma XVI del Título Preliminar del Código Tributario», que permiten poner en operación una herramienta para desalentar el uso de mecanismos de elusión tributaria.

### Reactivación de los megaproyectos
Para generar la inversión, uno de los motores del crecimiento económico, el gobierno consideró necesario poner en marcha o acelerar diversos megaproyectos, como la construcción del aeropuerto de Chinchero, la ampliación del aeropuerto Jorge Chávez, la reanudación del proyecto Chavimochic y del gasoducto del sur, la modernización de la infraestructura portuaria de San Juan de Marcona, la segunda etapa de Majes-Siguas y el corredor ferroviario Ilo-Desaguadero. También en continuar de manera más dinámica la Reconstrucción con cambios o reconstrucción de la infraestructura dañada o destruida por el Niño Costero de 2016-2017.
El 30 de noviembre de 2018, en la ceremonia de clausura de la Conferencia Anual de Ejecutivos (CADE), el presidente Vizcarra anunció el inicio de la construcción del aeropuerto de Chinchero, megaproyecto paralizado a raíz del escándalo de la adenda al contrato de Chinchero, ocurrido bajo el gobierno de PPK. También señaló que no existía persecución empresarial, tal como había dicho el presidente de la CONFIEP, Roque Benavides Ganoza.

#### El proyecto Tía María
El 9 de julio de 2019, el gobierno confirmó el otorgamiento de la licencia de construcción del proyecto minero Tía María, a cargo de la empresa Southern Perú Copper Corporation, que contempla la explotación de dos grandes minas de cobre en la provincia de Islay del departamento de Arequipa. Con una calculada inversión de US$ 1400 millones, se trata de uno de los más grandes proyectos mineros del Perú de los últimos años, con un proyectado canon anual de US$ 270 millones. No obstante lo cual, una parte de la población de la zona, secundada por sus autoridades regionales, se oponen al proyecto, ya que temen que afecten la provisión del agua en una zona que es mayormente agropecuaria. Vista esta situación, la empresa y el gobierno se han comprometido a no poner en marcha el proyecto, hasta que no se logre la «licencia social», es decir, se llegue a un entendimiento con la población.

## Lucha anticorrupción

### Caso Lava Jato en el Parlamento

#### Informe final de la Comisión Lava Jato del Congreso
El 5 de noviembre de 2018, la Comisión Lava Jato del Congreso, presidida por Rosa Bartra, y encargada de investigar los presuntos actos de corrupción del caso Lava Jato, presentó su informe final ante el pleno del Congreso. Dos días duró la sustentación y tres fueron de debate. El informe señalaba responsabilidades en tres expresidentes: Alejandro Toledo, Ollanta Humala y Pedro Pablo Kuczynski.
El congresista Humberto Morales, de Frente Amplio, presentó un informe en minoría en donde se hallaban responsabilidades en Alan García y Keiko Fujimori, pero fue rechazado por la mayoría. En el debate se produjeron incidentes verbales entre los miembros de la bancada del Apra y de Frente Amplio. No está demás recordar que el informe final es solo de carácter político y no tiene connotación judicial.

### Caso Odebrecht

#### Caso Premier César Villanueva
La revelación de que el ex primer ministro de Vizcarra, César Villanueva, estaba involucrado en el caso Odebrecht, fue sorpresiva. En el interrogatorio que el Equipo de Fiscales de Lava Jato hizo a Jorge Barata en agosto de 2019, se reveló que el codinome o apodo de Currículum Vita, que figuraba en las planillas de pago de la Caja 2 de Odebrecht, correspondía a César Villanueva, y estaba  relacionado con dos pagos de US$30 mil cada uno, que la constructora le habría hecho cuando fue presidente regional de San Martín en el 2008, a cambio de la adjudicación de la carretera Cuñumbuque-Zapatero-San José de Sisa. Un mes después de esta revelación, la prensa dio a conocer que Villanueva no solo habría recibido dos pagos (de US$ 60 mil en total), sino siete pagos por US$ 320 mil en total, todos bajo el mismo codinome de Curriculum  Vita, según consta en un acta firmada por Barata.
El 26 de noviembre de 2019, César Villanueva fue detenido y puesto en prisión preliminar de siete días, al ser acusado de los delitos de tráfico de influencias agravado y patrocinio ilegal, por presuntamente haber intentado obstaculizar la investigación del caso de la carretera de San José de Sisa, al descubrirse que había hecho coordinaciones (telefónicas y presenciales) con los fiscales Alberto Rossel y Ronald Chafloque para influir a su favor en el Equipo Lava Jato. Culminada su prisión preliminar, fue liberado y se le dio impedimento de salida del país, mientras que su otro caso, el de Odebrecht, continúa de manera paralela, anunciándose que la fiscalía Lava Jato pedirá su prisión preventiva. El 11 de diciembre, el Juez Chávez Tamariz ordenó la prisión preventiva de Villanueva y otro funcionario del Gobierno Regional de San Martin, por 18 meses.

#### Pedido de Extradición de Alejandro Toledo
El 25 de mayo de 2018, la embajada peruana en Washington entregó el cuaderno de extradición a los Estados Unidos donde se encuentra el expresidente Alejandro Toledo, desde el 2017, año en que se dictó una orden de prisión preventiva en su contra por delitos relacionados con la licitación de la Carretera Interoceánica.
El 2 de febrero de 2019, el Gobierno contrato al estudio de abogados Foley Hoag LLP en Estados Unidos para que revisara el pedido de extradición del expresidente. Desde el 31 de enero de 2019, se reveló que Washington ya revisaba el pedido de extradición por parte del Gobierno Peruano.
El 24 de abril, el exdirector de Odebrecht en Perú, Jorge Barata confirmó que le pagó al expresidente, 31 millones de dólares por la licitación de la Carretera Interoceánica Sur. 
El 16 de julio de 2019, el expresidente Alejandro Toledo fue detenido preliminarmente en los Estados Unidos, por mandato de la justicia de dicho país. Ello, en atención a su primer pedido de extradición de parte de la justicia peruana, por delitos de tráfico de influencias, colusión y lavado de activos. Toledo actualmente se encuentra en la correccional Maguire, en el condado californiano de San Mateo, donde el sistema de visitas es más flexible.

### Controversia sobre el Gasoducto del Sur
En febrero de 2020, el fiscal Rafael Vela anunció que Odebrecht había reconocido pagos ilícitos en la obra del Gasoducto. Poco antes, se había revelado de que el 21 de enero de 2020, la empresa Odebrecht había presentado contra el Estado peruano una demanda arbitral ante el Centro Internacional de Arreglo de Diferencias Relativas a Inversiones (CIADI), con respecto a su reclamo de una indemnización de US$1.200 millones, por supuestos daños y perjuicios luego de que el gobierno de Kuczynski decidiera en 2017 finalizar la concesión al consorcio encargado del Gasoducto Sur.
Los sectores opositores al gobierno arreciaron entonces sus críticas contra el Equipo de Fiscales Lava Jato y el procurador ad hoc del caso, Jorge Ramírez, por la firma del acuerdo de colaboración con beneficios. Ramírez fue destituido del cargo. El asunto trajo también como consecuencia una crisis ministerial, cuando se reveló que había sido a solicitud de la ministra de Justicia Ana Teresa Revilla, que el procurador Ramírez y los representantes de Odebrecht se habían reunido con el ministro de Energía y Minas Juan Carlos Liu Yonsen, para tratar sobre la obra del gasoducto, sobre la que la constructora brasileña exigía una millonaria indemnización. Ello había ocurrido días antes de que Odebrecht presentara la demanda arbitral ante el CIADI, al estar por vencerse el plazo en que podía hacerla. Los ministros Liu y Revilla renunciaron, y luego el gobierno procedió a hacer cambios en el gabinete, que fueron cuatro. Los otros dos ministros reemplazados fuero Flor Pablo, de Educación, y Elmer Trujillo, de Transportes y Comunicaciones.

## Gobiernos regionales y locales

### Elecciones regionales y municipales de 2018
El 7 de octubre de 2018 se realizaron en todo el país elecciones regionales y municipales. A las 4 de la tarde de ese día, por medio del sondeo a boca de urna fue confirmado como alcalde electo de toda la ciudad de Lima, de su área metropolitana y la provincia de régimen especial homónima, el alcalde miraflorino Jorge Muñoz Wells, dejando en segundo lugar a Daniel Urresti del partido Podemos Perú y en tercer lugar a Renzo Reggiardo de Perú Patria Segura.

### Gobernadores regionales con problemas judiciales
El 5 de agosto de 2019, el gobernador regional de Junín y líder de Perú Libre, Vladimir Cerrón Rojas, fue condenado 4 años y 8 meses de prisión por delito de negociación incompatible, ocurrido en su primera gestión como gobernador de Junín. Tras estar inubicable durante dos semanas, fue capturado el 21 de agosto y trasladado a un penal.
El 14 de agosto de 2019, el Juzgado Colegiado de Puno, en su adelanto de sentencia, condenó al gobernador de Puno, Walter Aduviri Calisaya, a seis años de prisión efectiva y al pago de 2 millones de soles de reparación civil, al ser declarado coautor no ejecutivo del delito contra la tranquilidad pública durante la revuelta conocida como el Aymarazo, del año 2011. Tras estar prófugo durante unos días, Aduviri fue capturado el 25 de agosto en el centro de Lima.
Al ser ambos gobernadores militantes de la izquierda radical, no faltaron voces que protestaron por una supuesta persecución política y una criminalización de la protesta. 

## Aspecto social

### Lucha contra la violencia a la mujer

#### El caso Eyvi Ágreda
La asunción al poder del presidente Vizcarra implicaba adoptar medidas rápidas para el freno de los consecutivos asesinatos a mujeres en altos grados, alarmantes a la sociedad peruana. Un caso en específico fue el de Eyvi Ágreda Marchena, una joven peruana de 22 años víctima de la violencia de género en Lima. Fue atacada el 24 de abril de 2018 por un individuo, quien le roció combustible y le prendió fuego cuando se encontraba dentro de un bus en el distrito de Miraflores en Lima, Perú. Otras diez personas resultaron heridas. Fue trasladada a la Unidad de Cuidados Intensivos del hospital Guillermo Almenara donde pasó 38 días. Falleció, tras varias intervenciones quirúrgicas, el 1 de junio de 2018. Su caso fue especialmente denunciando en la marchas contra la violencia hacia las mujeres con el lema "Mujeres x Justicia" celebradas en Perú el 11 de agosto de 2018. El agresor, Carlos Hualpa, fue capturado y apresado, siendo posteriormente condenado a 35 años de prisión por el delito de feminicidio agravado consumado.
Tras el incremento de los feminicidios y las agresiones contra la mujer, Vizcarra anunció que el Gobierno tomaría cinco inmediatas medidas para luchar contra dicho flagelo. Estas eran: 

1. Constituir una Comisión de Emergencia, a cargo del primer ministro e integrada por los ministros de los sectores involucrados.
2. Declarar en alerta permanente todas las comisarías del país.
3. Realizar un trabajo articulado y multisectorial.
4. Creación del programa «Hombres por la igualdad».

Como última medida, Vizcarra solicitó al Congreso la delegación de facultades para legislar en materia de lucha contra la violencia hacia las mujeres, que incluye una propuesta normativa para sancionar el acoso en espacios públicos y privados.

#### Campaña de los "mandiles rosados"
En junio de 2019, las Fuerzas Armadas se sumaron a la campaña Fuerza sin violencia, que tiene con gesto simbólico el uso de mandiles rosados, cuya intención es concientizar a la población de que no existen oficios puramente viriles o exclusivamente femeninos. Todo ello en el marco de la lucha contra la violencia contra la mujer. Lo que algunos han criticado por «mancillar» el uniforme militar al estar bajo un mandil rosado, lo cual —para algunos— no deja de ser sino una crítica superficial.

### La inmigración venezolana
La inmigración venezolana en el Perú, empezó a incrementarse paulatinamente en 2017, bajo el gobierno de Pedro Pablo Kuczynski, que otorgó facilidades a los inmigrantes, pidiéndoles solo como requisito la presentación del carnet de identidad y otorgándoles el Permiso Temporal de Permanencia (PTP) por un año, documento que les permite trabajar en el país de manera legal. 
El gobierno de Vizcarra, ante el reclamo de la ciudadanía por actos delictivos y antisociales de algunos inmigrantes, dispuso ejercer un mayor control en su ingreso, exigiendo la presentación del pasaporte a partir del 25 de agosto de 2018. Ello, sumado a una medida similar tomado por el Ecuador, produjo el mayor flujo de inmigrantes hacia el Perú, que ingresaban en número de hasta 5000 por día a través de la frontera peruano-ecuatoriana, antes de que entrara en vigencia el requisito del pasaporte. Los medios informativos cubrieron la gran marcha a Perú, que se realizaba vía terrestre desde Venezuela, atravesando Colombia y Ecuador. Para ese entonces la cantidad de venezolanos en todo el país se contabilizaba ya en 450 000, siendo la ola migratoria más importante del Perú en toda su historia republicana. Es de resaltar también que el Perú es el segundo país del mundo que alberga la mayor cantidad de venezolanos inmigrantes, después de Colombia.
La Coordinadora Nacional de Derechos Humanos interpuso un habeas corpus ante el Poder Judicial contra la resolución de la Superintendencia Nacional de Migraciones que exigía la presentación del pasaporte a los inmigrantes. El 5 de octubre de 2018 una jueza declaró fundado el habeas corpus y se revocó la exigencia del pasaporte; pero Migraciones y el Ministerio del Interior apelaron y el 11 de octubre se suspendió la decisión judicial, hasta que un juez superior confirme o anule la misma.
Sin embargo, a los venezolanos que no contaban con pasaporte se les permitió ingresar al Perú para que solicitaran refugio, algo que hasta entonces solo se daba a inmigrantes de países en estado de guerra. Para principios de 2019, las solicitudes de refugio llegaron a 164 000, de las que solo se aprobaron una ínfima cantidad. Para ese entonces se calculaba en 680 000 los inmigrantes venezolanos en el Perú, rebasando los 860 000 para fines del año. Sin embargo, estas cifras son solo de los inmigrantes que ingresan legalmente, calculándose que, sumado a los que entran ilegalmente, el número sería el doble.
En octubre de 2019, el canciller Gustavo Meza-Cuadra participó en la Conferencia Internacional de Solidaridad sobre la Crisis de Refugiados y Migrantes de Venezuela. Meza-Cuadra señaló que el Perú había acogido hasta el momento a más de 865 mil venezolanos, como gesto de solidaridad, pero que la capacidad del Estado peruano para atender a ese flujo de migrantes ya estaba sobrepasada, razón por la cual se requería la cooperación internacional.

#### Aumento de la delincuencia
Ante el reclamo de la ciudadanía, sensibilizada por los continuos actos delicuenciales protagonizados por inmigrantes venezolanos, el gobierno emprendió la tarea de identificar a aquellos inmigrantes con antecedentes policiales y que ingresaron al Perú falseando información migratoria. En abril de 2019, un primer grupo de 50 venezolanos fueron identificados y expulsados del país.
Durante una rueda de prensa realizada el 26 de mayo de 2019, el ministro del Interior Carlos Morán Soto reconoció que los índices de delincuencia en la ciudad de Lima subieron tras la ola migratoria venezolana. La subida de esos índices empiezan progresivamente en el 2016, coincidiendo con el inicio de la marejada migratoria.
También el general PNP Juan Sotil, jefe de la Dirección de Investigación Criminal (Dirincri), con datos en mano, ha demostrado que la inmigración venezolana ha agravado más los índices de delincuencia en Lima,  en especial en Lima Norte (Carabayllo, Comas, Independencia, San Martín de Porres y Los Olivos), San Juan de Lurigancho y Ate-Vitarte, donde se concentran más los inmigrantes, aunque también en distritos como Santiago de Surco, Pueblo Libre, Lince y Miraflores, donde los índices de delitos contra el patrimonio (asaltos y robos) se han disparado como nunca antes había ocurrido.
El 12 de enero de 2020, se realizó un operativo en un hotel de Punta Negra (sur de Lima) dirigido por el coronel de la PNP, Víctor Revoredo Farfán, en la que se detuvo a 124 personas, entre ellos 114 ciudadanos venezolanos. Este operativo se dio en el marco de una investigación sobre organizaciones criminales integradas por extranjeros, involucradas en sicariato y otros delitos, determinando que dicho hotel servía de base de operaciones para esas actividades.
El gobierno anunció la creación de una Brigada Especial para combatir a las organizaciones criminales integrada por extranjeros, principalmente venezolanos. Su jefe designado es el coronel Revoredo. Ante los cuestiomientos de algunos que interpretaban como discriminatoria esta medida, el Ministerio del Interior aclaró que la Brigada solo se enfocará en desbaratar las organizaciones criminales extranjeras, mas no hará redadas contra venezolanos, ni se enfocará en delitos menores.
El 27 de enero de 2020 fueron expulsados 131 ciudadanos venezolanos que se hallaban en situación ilegal en el Perú, la mayoría de ellos capturados en el operativo de Punta Negra.

#### Exigencia de visa y pasaporte
El 6 de junio de 2019, el presidente Vizcarra anunció que desde el 15 de junio, los ciudadanos venezolanos solo entrarían con pasaporte y visa debidamente reglamentados. Este anuncio lo hizo junto con su ministro del Interior, Carlos Morán, al momento de supervisar una tercera expulsión de venezolanos que habían ingresado falseando sus datos. Precisó que los venezolanos podrán tramitar de manera extraordinaria una visado humanitario en los consulados peruanos de Venezuela (Caracas y Puerto Ordaz), en los de Colombia (Medellín y Leticia) y en los de Ecuador (Cuenca, Guayaquil, Quito, Machala y Loja). La población vulnerable (niños, ancianos y mujeres embarazadas) estarán exoneradas del requisito de visa y pasaporte.
Como era de esperarse, en los días previos al vencimiento del plazo, el puesto fronterizo de Tumbes se vio colapsado de inmigrantes venezolanos que solicitaban su ingreso. El día 14 de junio ingresaron 9000, la más alta cifra registrada hasta entonces en un solo día.

### Sabotajes en el Oleoducto Norperuano
El 27 de noviembre de 2018, miembros de la comunidad nativa de Mayuriaga, en el distrito de Morona, provincia del Datem del Marañón en el departamento de Loreto, sabotearon el oleoducto Norperuano a la altura del km 193 en el ramal norte. Acto seguido, bloquearon la zona y no dejaron reparar la rotura del ducto, produciéndose un derrame cuantioso de petróleo, ocasionando millones de soles en pérdidas, así como un atentado al medio ambiente. Luego de 90 días, aceptaron finalmente un acuerdo con el gobierno, representado por el primer ministro César Villanueva, comprometiéndose los mismos pobladores en reparar el ducto, mientras que el gobierno se comprometía a mejorar las condiciones de la comunidad en salud, educación y otros rubros (26 de febrero de 2019).
Para algunos analistas, este episodio resultó un mal precedente y una prueba más de la claudicación del gobierno frente al chantaje camuflado bajo reclamo social. El 19 de junio de 2019 se reportó otra rotura del oleoducto norperuano a la altura del kilómetro 237, en la comunidad nativa Nuevo Progreso, distrito de Manseriche, a 35 km de Mayuriaga. Aunque Petroperú informó que se trataba de otro acto delincuencial, la comunidad negó ser responsable, achacando el hecho al mal estado del ducto, que es muy antiguo.
Sin embargo, se sabe que de todos los derrames de petróleo ocurridos en los últimos cinco años, el 64% fueron sabotajes, es decir, provocados por personas de la zona que buscan lucrar ya sea robando el combustible o bien para que Petroperú los contrate como operarios en la labor de reparación, habida cuenta de que un jornal es de S/ 150.
El 9 de julio de 2019, Petroperú informó de un nuevo sabotaje al Oleoducto Norperuano. Ocurrió a la altura del km 371+734 del tramo 2 del oleoducto, en la comunidad de Tayuntsa, provincia de Bagua, Región Amazonas, cerca del río Nieva. No obstante, el daño no ha sido mayor porque el bombeo de crudo se encuentra paralizado a raíz de la medida de fuerza que han iniciado las federaciones indígenas en Loreto el 5 de julio y que generó la toma de la Estación 5 en Loreto. Estas poblaciones se consideran afectadas por la actividad petrolera.

### Paro de transportistas de carga pesada
Los gremios de transportistas de carga pesada realizaron en febrero de 2019 un paro en distintas regiones, que afectó no solo a los camioneros sino a turistas y comerciantes, ya que los huelguistas bloquearon diversos puntos de alto tránsito. El 23 de febrero, tras sostener reuniones con el premier César Villanueva y el ministro del sector Edmer Trujillo, los gremios levantaron el paro, al lograr una rebaja de S/ 0.59 por galón de diésel en planta a cargo de Petroperú, así como la suspensión del peaje de Yauca (Arequipa) por cinco meses.

### Conflicto en Las Bambas
El 4 de febrero de 2019, pobladores de la comunidad de Nueva Fuerabamba (Challhuahuacho, Cotabambas, Apurímac) empezaron a bloquear un tramo del corredor vial Apurímac-Cusco-Arequipa, que conduce hacia la mina Las Bambas, interrumpiendo así el traslado del mineral de cobre al puerto de Matarani. Los comuneros exigían a la empresa minera MMG Las Bambas el pago de 100 millones de soles por el uso de la vía, la cual pasaba por un predio de su propiedad, en Yavi Yavi (Chumbivilcas, Cusco). Aducían que el paso de los camiones de carga pesada generaba una tremenda polvareda que contaminaba el medio ambiente, así como reclamaban que no se les hubiera consultado la construcción de la carretera.
El 21 de marzo se iniciaron las negociaciones entre el gobierno, los representantes de la empresa minera y los dirigentes de la comunidad. Estando en ello, el día 23 de marzo, el presidente de la comunidad Gregorio Rojas Paniura y cuatro abogados, que estaban entre los negociadores, fueron apresados y detenidos preliminarmente, acusados de crimen organizado y extorsión en agravio de la empresa minera, sobre un proceso iniciado de oficio en 2017. Unos audios revelaron que dos de los abogados, los hermanos Jorge y Frank Chávez Sotelo (los Chavelos), habían azuzado a los líderes de la comunidad a exigir demandas millonarias a la empresa minera, exigiendo para ellos el 30% del monto a cobrarse.
Los comuneros de Cotabambas se solidarizaron con los de Fuerabamba y bloquearon dos accesos a la mina, agravando así el conflicto. El 27 de marzo, una comitiva del gobierno, formada por los ministros de Transportes y Comunicaciones, Edmer Trujillo; Salud, Zulema Tomás; e Inclusión Social, Paola Bustamante, fue a Yavi Yavi para dialogar con los comuneros, un grupo de los cuales arrojaron piedras al helicóptero que trasladaba a la comitiva ministerial. Los comuneros de Fuerabamba condicionaron el reinicio del diálogo a la liberación de su presidente y de sus asesores legales. El gobierno respondió que ello era un asunto judicial en el que no podía intervenir, pues existía la separación de los poderes del Estado.
El 29 de marzo, el gobierno declaró en emergencia al distrito de Challhuahuacho, y amplió el estado de emergencia declarado en parte del Corredor Vial Apurímac-Cusco-Arequipa. El 30 de marzo fue liberado el presidente de la comunidad de Fuerabamba, Gregorio Rojas, dándosele comparecencia restringida. Se esperaba que con ello se reiniciara el diálogo, pero Rojas condicionó el mismo a la liberación de los abogados de la comunidad. También fue detenido el vicepresidente de la comunidad de Fuerabamba, Edison Vargas Huamanga, por atropellar a dos efectivos de la policía, aunque fue puesto en libertad pocas horas después. Luego, Gregorio Rojas pidió reunión con el presidente Vizcarra para solucionar el conflicto, mientras que Edison Vargas continuó condicionando el reinicio del diálogo con la liberación de sus asesores legales.
El 6 de abril de 2019 se retomó el diálogo para solucionar el conflicto, contando con la mediación de la Iglesia Católica. Participaron el presidente del Consejo de Ministros, Salvador del Solar; el defensor del Pueblo, Walter Gutiérrez Camacho; el presidente de la comunidad de Fuerabamba, Gregorio Rojas; y representantes de la minera Las Bambas. Como intermediario participó monseñor Miguel Cabrejos Vidarte, de la Conferencia Episcopal Peruana. La reunión se realizó en la sede de esta institución, situada en Jesús María (Lima). Se firmó un acuerdo, por el cual, la minera y los comuneros acordaban una solución económica que dejaba conforme a ambas partes. Gregorio Rojas, a nombre de su comunidad, se comprometió a levantar temporalmente los bloqueos en la ruta de Yavi Yavi, así como a convencer a los demás comuneros de Challhuahuacho a que finalicen con el bloqueo de los accesos de la mina. Mientras que el gobierno se comprometía a levantar el estado de emergencia en el distrito y en el corredor minero. Se acordó también que el primer ministro y un grupo de ministros fueran a Challhuahuacho para dialogar con la misma comunidad. En cuanto a los hermanos Chávez, se les dio prisión preventiva por 36 meses y fueron trasladados a un centro penitenciario del Cusco.
El 11 de abril de 2019 se realizó la mesa de diálogo en Challhuahuacho, con la presencia del presidente del Consejo de Ministros Salvador del Solar y tres ministros de Estado, y la participación de representantes de las 38 comunidades del distrito.

### Paro agrario de 2019
El 13 de mayo de 2019 se realizó un paro nacional agrario, convocado por la Convención Nacional del Agro Peruano (Conveagro) y la Junta Nacional de Usuarios de los Distritos de Riego del Perú (JNUDRP). La razón que invocaron estos gremios para tomar tal medida fue que el gobierno carecía de políticas y programas que defiendan los intereses de los más de tres millones de productores agropecuarios. Entre otro pedidos, reclaman la Ley de la Agricultura Familiar (AF) y la implementación de medidas inmediatas para defender a la producción nacional de la competencia desleal y de las importaciones subsidiadas, así como la creación de políticas que permitan impulsar la producción agropecuaria del país.

### Protestas contra el enfoque de género
Pese a que el poder judicial había desestimado la petición del colectivo Con mis hijos no te metas de obligar al gobierno a retirar el llamado enfoque de género en el currículum nacional de educación, dicho colectivo insistió en su reclamo y preparó nuevas movilizaciones. Esta vez apuntó sus críticas a la ministra de Educación Flor Pablo, interpelada en el Congreso por el asunto del link de contenido sexual explícito en los textos escolares destinados a profesores. Es de destacar que, según una encuesta de opinión nacional, el 82% de la ciudadanía respalda la inclusión del enfoque de género en el currículum nacional.
El colectivo realizó una marcha nacional el 24 de mayo de 2019. En Lima, los manifestantes se concentraron en las plazas Acho, Dos de Mayo y Manco Cápac. Luego se movilizaron al Congreso, donde fueron recibidos por el congresista Julio Rosas (pastor evangélico y antiguo fujimorista), dejándoseles ingresar en la Plaza Bolívar para hacer su manifestación, hecho que fue considerado insólito, pero que se explica por la cercanía ideológica del fujimorismo hacia dicho colectivo. Luego se dirigieron hacia Palacio de Gobierno, para entregar una carta al presidente Vizcarra, no sin realizar antes algunos disturbios.

### Paro General de la CGTP del 20 de junio de 2019
La Confederación General de Trabajadores del Perú (CGTP) convocó un paro nacional de 24 horas, que se desarrolló el 20 de junio de 2019. Su objetivo era rechazar el quinto objetivo de la Política Nacional de Competitividad y Productividad, promulgada por el gobierno el 31 de diciembre del 2018. Se produjeron violentos enfrentamientos en Iquitos y en Arequipa.

### Marchas del Orgullo LGBT 2019
El 25 de junio de 2019 el presidente del Congreso, Daniel Salaverry, autorizó como contraposición a la pasada manifestación del colectivo Con mis hijos no te metas que el también colectivo Marcha del Orgullo utilice la Plaza Bolívar para una manifestación en conmmemoración del Día Internacional del Orgullo LGBT al día 27.
El 29 de junio de 2019, se llevó una segunda manifestación partiendo desde el Campo de Marte hasta la Plaza San Martín en el Cercado de Lima. La movilización tuvo como eje principal la defensa del enfoque de género. Salvador del Solar fue el primer presidente del Consejo de Ministros en participar de un evento de dicho tipo.

### Huelga de nativos de Loreto
El 5 de julio de 2019, cincuentaicuatro (54) federaciones indígenas de Loreto, encabezadas por sus líderes, declararon una huelga indefinida en protesta contra la actividad petrolera que venía causando estragos en su territorio a raíz de los continuos derrames del oleoducto norperuano. Ellos niegan que esto sea producto del sabotaje y lo atribuyen al mal estado del ducto; en todo caso, admiten que puede ser obra delincuentes que no tienen nada que ver con las comunidades. Seiscientos (600) nativos armados con lanzas tomaron la Estación 5 de Petroperú, ubicada en el distrito de Manseriche, y bloquearon los principales ríos. Exigían la presencia del premier Salvador del Solar y del ministro de Energía y Minas, Francisco Ísmodes, para iniciar un diálogo en la que expondrían sus pedidos. El 17 de julio decidieron levantar la medida de fuerza, como gesto político, para que el gobierno dialogue con las comunidades indígenas directamente afectadas por el derrame del crudo.

### Protestas contra el proyecto Tía María
Luego que el gobierno anunciara que la Dirección General de Minería (DGM)  otorgaba la licencia de construcción del Proyecto Tía María a la empresa Southern Copper, los dirigentes del valle del Tambo (Arequipa) anunciaron un paro indefinido a partir del 15 de julio de 2019.
Aunque el gobierno ha dicho que no se pondrá en marcha el proyecto hasta que haya un entendimiento con la población de la zona afectada (la llamada «licencia social»), el gobernador regional de Arequipa Elmer Cáceres Llica fue enfático al declarar que no habrá diálogo con el gobierno hasta que no se suspenda la licencia de construcción. Consideró lo hecho por el gobierno como una traición al pueblo. Llegó incluso a poner un plazo de 72 horas para que el gobierno anule la licencia de construcción.
El 15 de julio empezó la huelga indefinida. Los pobladores del valle del Tambo bloquearon la Panamericana Sur. Congresistas de Frente Amplio y Nuevo Perú (izquierda) apoyaron las protestas. Los pobladores, con el lema de «Agro si, mina no», exigieron que se derogue la licencia de construcción. El gobierno respondió que acceder a eso sería ilegal, pues la empresa había cumplido todos los requisitos exigidos para obtener dicha licencia, no obstante lo cual había aceptado no iniciar el proyecto hasta obtener la «licencia social» de la población. Esta, mayormente dedicada a la actividad agropecuaria, rechaza el proyecto pues teme que afecte la provisión de agua de la zona y desconfían de la empresa, que tiene antecedentes de incumplimientos en otros proyectos que ha realizado en la región sur del Perú.
El 5 de agosto de 2019, se inició en la región Arequipa un paro indefinido, promovido por el gobierno regional en apoyo a los manifestantes del valle del Tambo. Más de 30 organizaciones sociales se sumaron al paro. Las clases escolares se suspendieron.
El 9 de agosto, el Consejo Nacional de Minería (ente autónomo adscrito al Ministerio de Energía y Minas) suspendió por 120 días la licencia de construcción otorgada a la empresa Southern Peru Copper Corporation para la ejecución del proyecto. El gobierno dijo que se trataba de una decisión autónoma de dicho ente, vista la conflictividad que se había desatado en el valle del Tambo. Al día siguiente, diversos medios de comunicación difundieron un audio grabado el día 24 de julio de una reunión del presidente Martín Vizcarra con los gobernadores de la macrorregión sur, alcaldes y dirigentes del valle de Tambo. En el audio, Vizcarra les explicaba que el recurso de revisión, presentado por el Gobierno Regional de Arequipa al Ministerio de Energía y Minas para anular la licencia, no podía ser respondido de forma inmediata. De la misma manera, les expresaba que la licencia no se puede revocar de manera inmediata y que prepararía un argumento para la cancelación. A los pocos días, medios de comunicación difundieron más partes de las grabaciones en las cuales el jefe de Estado plantea que el gobierno no quiere imponer proyectos mineros y lo que se debe hacer es revertir la licencia de construcción administrativamente, incluso se compromete a dar soporte junto a los técnicos y les dice a las autoridades regionales que si en el plazo de un mes no cumple, se tomen medidas radicales.

Yo no podría ahorita salir y decir voy a cancelar, ¿bajo qué argumento?, tengo que preparar el argumento. [...] Quiero que me comprendan, yo no soy el enemigo
(...)Si en un mes ven que yo no cumplo, ahí hagan una medida radical y todo (…) Lo que hay que hacer es revertir, pero revertirlo administrativamente, ¿con qué?: con las medidas que presenta el gobernador (...)
(...) No queremos imponer proyectos mineros, queremos hacer el proceso para que finalmente la posición que ustedes tienen se revierta y finalmente se caiga [la licencia de construcción]
(...) Yo mismo, con los técnicos, les vamos a dar el soporte (...) El gobernador ha presentado unas consideraciones técnicas y legales. Perfecto, comencemos, démosle contenido a esa posición. (...) Yo me pongo con ustedes a buscar contenido a esa justificación y solitos vamos a encontrar la justificación (...)
Martín Vizcarra en conversación con autoridades de Arequipa

Pasado el plazo de 120 días de suspensión de la licencia de construcción, el Consejo de Minería resolvió el 30 de octubre de 2019 declarar infundados los tres recursos de revisión presentados contra dicha licencia, por lo que está volvió a estar vigente. Aunque el gobierno insistió en que no se iniciaría el proyecto sin la  «licencia social», la población del valle del Tambo reemprendió las movilizaciones en protesta contra el proyecto minero, apoyados por el gobernador Elmer Cáceres y los grupos de izquierda.

### Protestas contra el proyecto minero de Quellaveco
El 12 de agosto de 2019, Moquegua, instigada por su gobernador Zenón Cuevas, inició un paro indefinido en contra de la construcción de proyecto cuprífero de Quellaveco a cargo de la empresa Anglo American. La población acusaba a esta empresa de haber incumplido su compromiso de contratar 80% de mano de obra no calificada de la región, y que solo había contratado a 40%, mientras que el resto de trabajadores serían foráneos. Sin embargo la empresa negó ello y aseguró que el 95% de sus trabajadores contratados eran de la zona. Los pobladores bloquearon la carretera binacional, afectando especialmente al transporte de carga de Bolivia. El gobernador Zenón Cuevas viajó a Lima para solicitar una reunión con el presidente Vizcarra con el fin de buscar una salida al conflicto.
Luego de una tregua, el 5 de noviembre de 2019, los agricultores y pobladores de Tumilaca reiniciaron la huelga indefinida contra el proyecto Quellaveco. El 16 de noviembre decidieron levantar dicha huelga, luego de llegar a un consenso con el ministro de Energía y Minas, Juan Carlos Liu Yonsen.

### Toma estudiantil del Campus de la UNMSM 2019
El problema se remonta a diciembre del 2006 cuando la sesión del Consejo Universitario, aprobó el Intercambio Vial de la Av. Venezuela y Av. Universitaria. En octubre de 2007 el Consejo Universitario se suscribió el Convenio Marco.
En marzo del 2008, cuando el entonces alcalde de Lima, Luis Castañeda, derrumbó el cerco perimétrico de la Universidad Nacional Mayor de San Marcos para construir un anillo vial en una parte de su campus. Ocurrió durante la noche. En la mañana los estudiantes ya no contaban con paredes y la seguridad empeoró. Los días siguientes fueron de protestas: el caso llegó a su punto más alto de violencia cuando los estudiantes buscaban marchar sin autorización hasta el Congreso de la República y fueron detenidos por la Policía Nacional, generándose así un enfrentamiento de once años consecutivos. El saldo fue más de 15 detenidos y 4 heridos. Además, un camión de la PNP fue incendiado.
El 17 de septiembre de 2019, estudiantes de las distintas Facultades de la Universidad de San Marcos tomaron su campus en protesta por la cesión de terrenos para la culminación del paso a desnivel de la Av. Venezuela. Los estudiantes hicieron uso de fuegos artificiales, además lanzaron piedras y palos contra los efectivos que tuvieron que hacer uso de bombas lacrimógenas. Esto tras frustrarse una mesa de diálogo con el rector Orestes Cachay Boza.

## Política educativa
- Al inicio de su gestión transfirió 1300 millones de soles a los gobiernos locales y regionales para concluir la construcción de 2000 escuelas, y bajo la modalidad de asociación pública-privada, por 1100 millones de soles para la construcción de locales escolares, así como su operación y mantenimiento.
- En 2019 el presupuesto para el sector Educación se incrementó en 11 % en relación con 2018.[388]
- Se insistió en mantener el enfoque de género en el currículo nacional de educación, al considerarse que se trataba de una herramienta para igualar en oportunidades a hombres y mujeres, pese a los reclamos del colectivo Con mis hijos no te metas. El 3 de abril de 2019, el Poder Judicial declaró infundado el reclamo de esos grupos conservadores.[389]
- Al revelarse que los textos de tercer año de secundaria contenía un link con contenido sexual, la ministra de Educación Pública Flor Pablo pidió disculpas por el error y anunció que esos libros serían retirados. Sin embargo, la pérdida económica que ello implicaba motivó que desde el Congreso, el partido Fuerza Popular promoviera una moción de interpelación contra la ministra, para que de explicaciones del asunto.[390]
- La Superintendencia Nacional de Educación Superior Universitaria (SUNEDU) continuó la tarea de otorgar licenciamientos a las universidades del país, exigiendo las Condiciones Básicas de Calidad (CBC), indispensables para ofrecer el servicio educativo de nivel universitario. Hasta diciembre de 2019, ha otorgado la licencia de funcionamiento a 83 universidades y dos Escuelas de Posgrado,[391] y ha denegado la licencia a 29 universidades que no han alcanzado las CBC, las cuales han iniciado un proceso ordenado y progresivo de cese de actividades. Entre estas últimas se encuentran la Universidad Privada Telesup, la Universidad Privada Simón Bolívar y la Universidad Nacional San Luis Gonzaga.[392]
- Con la llegada de la Pandemia del Covid-19 en el Perú, se inició un programa educativo llamado Aprendo en casa que se emplea mediante una multiplataforma de radio, televisión e internet (web) con un fin educativo a distancia para los estudiantes y repitentes del Perú durante la pandemia del COVID-19. Es una iniciativa del Ministerio de Educación para continuar con las clases durante el estado de emergencia causado por el COVID-19.

## Política sanitaria
- Se empezó el mejoramiento del Hospital Arzobispo Loayza, destinándose una partida de 800 millones de soles para convertirlo en un moderno hospital de referencia nacional.
- Se lanzó la campaña Amor de Hierro para combatir la anemia infantil, que según un estudio se había incrementado en el país.[393]
- En enero de 2019, al ocurrir un severo aniego en el distrito de San Juan de Lurigancho debido a la rotura de una tubería troncal de desagüe, el gobierno, en coordinación con la autoridad municipal, se hizo presente para ayudar a los damnificados, que se contabilizaron en unas 2000 personas. Una vez que se puso en resguardo a los habitantes, se procedieron a las tareas de limpieza y fumigación.[394]
- En junio de 2019, el Ministerio de Salud declaró en emergencia sanitaria por 90 días a los departamentos de Piura, Lambayeque, La Libertad, Junín y Lima ante el incremento inusual de casos del síndrome de Guillain-Barré.[395] También garantizó el tratamiento gratuito para los pacientes afectados por el mal.[396]
- En el marco de la Ley de Promoción de la Alimentación Saludable para Niños, Niñas y Adolescentes, se estableció que todos los alimentos industrializados que se vendan en el Perú estarán obligados a partir del 17 de junio de 2019 a llevar octógonos de advertencia que informen que su contenido excede los parámetros establecidos para el sodio, azúcar, grasas saturadas o grasas trans.[397]
- Entre los días 22 y 23 de junio de 2019, el Ministerio de Salud realizó una campaña de vacunación casa por casa contra el sarampión, rubeola y polio, principalmente a niños menores de 5 años. Ello debido al peligro de que puedan rebrotar dichas enfermedades, que si bien han sido históricamente superadas, siempre existe el peligro de su reaparición, teniendo en cuenta la visita de ciudadanos de países vecinos donde todavía circulan esos males. Por ejemplo, el sarampión, que ya había sido erradicado desde décadas atrás, volvió a presentar dos casos en el Perú en el 2018, siendo controlado con éxito.[398]
- En octubre de 2019, se dio un decreto de urgencia para garantizar un stock de medicamentos genéricos en las farmacias y boticas públicas y privadas, a fin de que la población pueda tener acceso a medicamentos de menor costo.[399]

### Lucha contra el brote del dengue
En octubre de 2019 se detectó un brote de dengue en la Amazonía peruana, más concretamente en los departamentos de Loreto, San Martín y Madre de Dios. Un nuevo brote inusual se alertó en febrero de 2020, que hasta esa fecha había cobrado la vida a 15 personas. Además, de 10 mil personas evaluadas, 4950 fueron diagnosticadas con la enfermedad. Se detectaron también algunos casos en Lima Norte, que resultaron ser autóctonos. El ministerio de Salud emprendió las tareas preventivas, como la fumigación de viviendas en las zonas afectadas, para eliminar al mosquito transmisor del vector. Se transfirieron también fondos a los gobiernos regionales de Loreto, Madre de Dios y San Martín.

### Lucha contra la pandemia de COVID-19

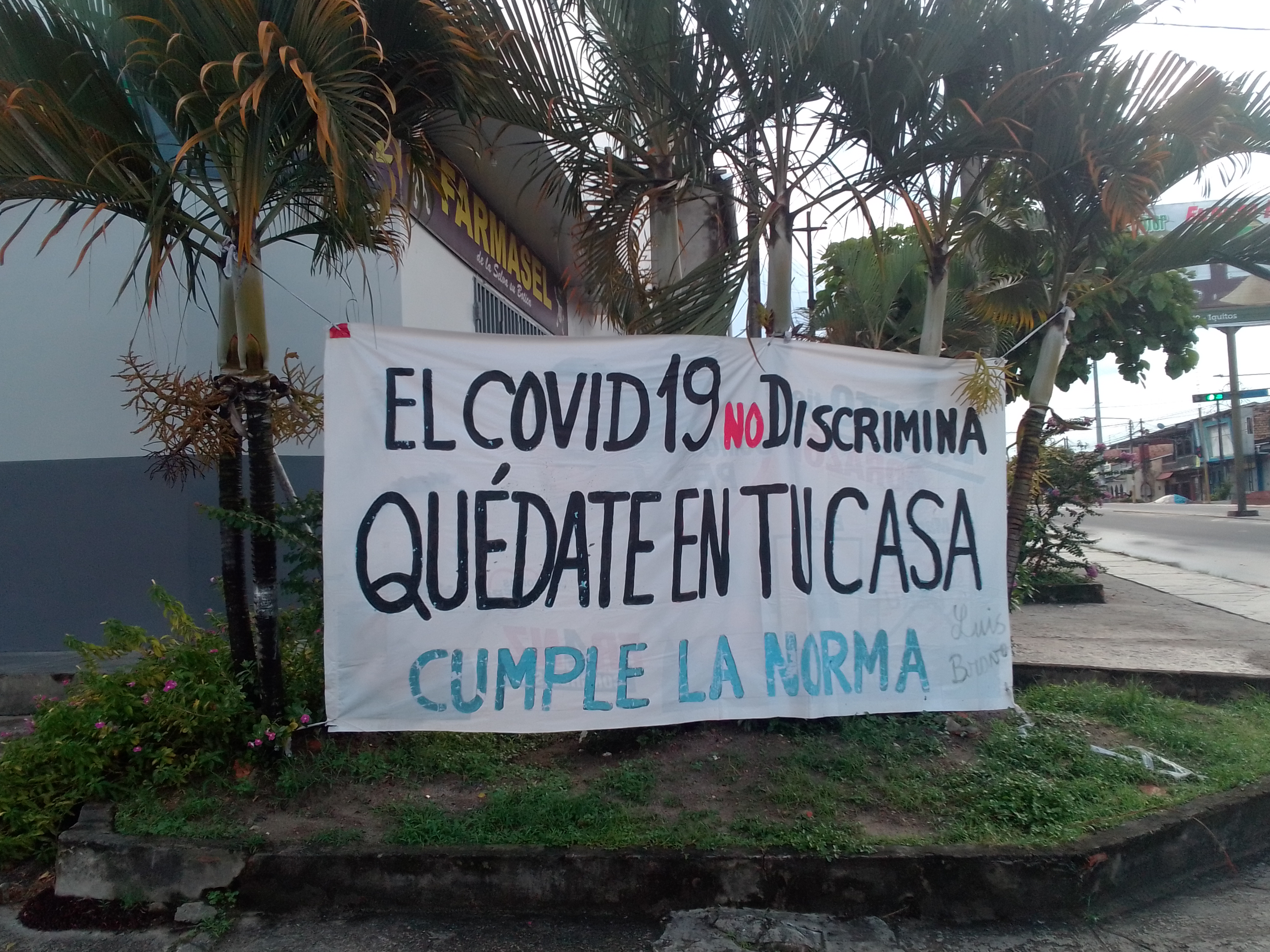
Cartel en Iquitos con una versión del hashtag #YoMeQuedoEnCasa, durante el confinamiento por la Pandemia de COVID-19.

Luego de la alerta mundial por el avance de la pandemia de la enfermedad del nuevo coronavirus, el ministerio de Salud aprobó el 1 de febrero de 2020 un plan nacional de preparación y respuesta frente al riesgo de introducción del virus causante de la epidemia. El viernes 6 de marzo de 2020, el presidente Vizcarra, a través de un mensaje a la nación, confirmó el primer caso de infección detectado en el Perú. Se trata de un joven de 25 años, trabajador de una aerolínea, que había estado en Europa por vacaciones.
El 11 de marzo de 2020, el presidente Vizcarra anunció la aprobación un decreto de urgencia que establece medidas extraordinarias para reducir la propagación del nuevo coronavirus en el territorio nacional. Contempla la transferencia al ministerio de Salud de US$ 100 millones; la postergación del inicio del año escolar al 30 de marzo (en los colegios estatales debía iniciarse el 16 de marzo, y en muchos colegios privados ya había empezado); la transferencia de 165 millones de soles del ministerio de Educación para la compra de kits de higiene que serán repartidos en todos los colegios; el aislamiento domiciliario de toda persona proveniente de España, Italia, Francia y China por un periodo de 14 días. Hasta ese momento se habían reportado en el Perú 13 casos comprobados de infección por el coronavirus, personas que habían retornado de Europa en los días previos. Ese mismo día la cifra subió a 17. Al día siguiente, Vizcarra anunció otras siete medidas complementarias para frenar el avance de la enfermedad, entre ellas la extensión de la suspensión de actividades académicas a los centros de estudios superiores (universidades pública y privadas e institutos), hasta el día 30 de marzo; y la prohibición de todo tipo de espectáculos que reúna a más de 300 personas. Además, anunció que la Presidencia del Consejo de Ministros se encargaría de monitorear las acciones. También se anunció la suspensión de la llegada de los vuelos procedentes de Europa y Asia. Para la quincena de marzo, aproximadamente, se habían confirmado cerca de 40 casos de infección por COVID19.
El 15 de marzo de 2020, el presidente Vizcarra anunció la emisión de un decreto supremo que declara el estado de emergencia nacional, por el cual se impone el aislamiento social obligatorio de toda la población por 15 días calendario. Algo así no ocurría desde el año 2003. Esta medida restringe el ejercicio de los derechos constitucionales relativos a la libertad y la seguridad personales, la inviolabilidad del domicilio, y la libertad de reunión y de tránsito en el territorio. Solo se permite el tránsito a las personas que trabajan en servicios y bienes esenciales, como el comercio de artículos de primera necesidad en mercados, así como en farmacias, grifos, centros de salud, medios de información, servicios bancarios y atención a ancianos, niños y discapacitados. Otras medidas incluyen la suspensión del transporte interprovincial e internacional de pasajeros por vía aérea, marítima y terrestre, estableciéndose el cierre total de las fronteras (salvo para mercancías). Estas medidas empezaron a regir desde la medianoche del 16 de marzo, salvo la restricción al transporte interprovincial e internacional, que rige a partir del 17 de marzo. Al día siguiente, el gobierno anunció una serie de medidas complementarias, entre ellas la otorgación de bonos o subsidios a poblaciones vulnerables.
El 5 de mayo de 2020, el Gobierno publicó el Decreto Legislativo 1476 que establece medidas para la transparencia, el derecho a la información y la protección de los/as usuarios/as de los servicios educativos brindados por instituciones educativas privadas de educación. En el decreto se dispone que, a solicitud de los usuarios, los colegios deben brindar información sobre 1) los costos fijos y variables en que se incurren en virtud del servicio educativo no presencial y 2) Uno de los documentos correspondientes a los Estados Financieros (balance general, estado de cambios en el patrimonio neto, el estado de flujos de efectivo, o el estado de ganancias y pérdidas, con preferencia en este último). La medida ha sido criticada por constitucionalistas, pues va en contra de la jurisprudencia del Tribunal Constitucional que establece las personas jurídicas tienen derecho al Secreto Bancario y a la Reserva Tributaria (4972-2006-PA/TC) y estos solo pueden ser objeto de intervención a pedido de un Juez, del Fiscal de la Nación o de una Comisión Investigadora del Congreso (según artículo 2 inciso 5 de la Constitución Política). La Corte Constitucional ha establecido que el Estado de Ganancias y Pérdidas, el Balance General, el estado de flujos de efectivo y estado de cambios en el patrimonio neto están protegidos por el Secreto Bancario y la Reserva Tributaria. (Sentencia 2838-2009-HD)

### Lucha contra el brote de Difteria
El primer caso confirmado de difteria en Perú fue dado a conocer el 28 de octubre de 2020 en una conferencia de prensa de la máxima entidad sanitaria del país, MINSA. Se trataba de una menor de cinco años de edad, originaria del departamento peruano de Loreto, pero con residencia permanente durante alrededor de un año en la capital del país, Lima. El día 4 de octubre de 2020, el Ministerio de Salud del Perú declaró una «Alerta Epidemiológica Nacional» tras confirmarse 4 casos adicionales más, 1 fallecido y 3 aún con vida.
En horas de la tarde (16:00, hora local) se informó a la ciudadanía que todos los servicios de salud debían estar alerta ante cualquier caso sospechoso de la dolencia. Para contener el avance de la enfermedad, el MINSA decidió testear y vacunar a la población susceptible en las zonas aledañas a donde se notificaron los casos (¿?) confirmados de difteria en el Perú. Además se efectuó exitosamente la vacunación en 120 manzanas a la redonda de la vivienda de la paciente cero. Además, dijo que en dicha zona se vacunaría de forma gratuita a alrededor de 80 000 ciudadanos, sin importar su nacionalidad.

## Política medioambiental
- El Perú, considerado el tercer país más vulnerable del mundo al cambio climático, se convirtió en el primer país de Latinoamérica en tener una Ley Marco del Cambio Climático, en línea con los compromisos del Acuerdo de París suscrito en 2015 por 193 Estados. Dicha ley, aprobada por el Congreso en marzo de 2018, fue promulgada el 17 de abril de 2018.[411]
- El 19 de febrero de 2019, patrullas conjuntas de las Fuerzas Armadas Militares y Policiales iniciaron la operación Mercurio 2019, dirigida contra la minería ilegal en la zona conocida como La Pampa, en la región Madre de Dios.[412]
- El 19 de diciembre de 2018 se promulgó la ley de plásticos, que regula aquellos de un solo uso, así como los recipientes o envases descartables. Su propósito es poner fin, de manera gradual, a la utilización desmedida de los plásticos de un solo uso en el Perú.[413]

## Política deportiva

### Juegos Panamericanos Lima 2019
Los Juegos Panamericanos de Lima 2019, oficialmente los XVIII Juegos Panamericanos y comúnmente conocidos como Lima 2019, se llevaron a cabo entre el 26 de julio y el 11 de agosto de 2019 en Lima (Perú).2 Participaron 6680 deportistas de los 41 países de América en 420 eventos y 39 deportes. Inmediatamente después de finalizado los juegos, se llevaron a cabo los Juegos Parapanamericanos, ambos eventos sirvieron de clasificación para los Juegos Olímpicos y los Juegos Paralímpicos de 2020.
Para esta edición de los Juegos, se incluyeron el surf, el fisicoculturismo, la paleta frontón y el skateboarding, agregados al programa Panamericano en 2015. Este último deporte se eliminó finalmente. Las competiciones se llevaron a cabo en 21 recintos deportivos dentro y fuera de la ciudad, divididos en 6 custeres. Entre ellos la Villa Deportiva Nacional (Videna).
Se trata de la primera (y única vez hasta el momento) que el Perú organiza los Panamericanos, así como el evento deportivo más grande jamás organizado por el país, abriendo las puertas a celebrar más eventos de este tipo, también es la séptima vez en Suramérica —previamente fueron Buenos Aires 1951, Sao Paulo 1963, Cali 1971, Caracas 1983, Mar de Plata 1995, Río 2007— y la decimotercera en Latinoamérica —previamente fueron Buenos Aires 1951, México 1955, Sao Paulo 1963, Cali 1971, México 1975, San Juan 1979, Caracas 1983, La Habana 1991, Mar de Plata 1995, Santo Domingo 2003, Río 2007, Guadalajara 2011—.
La ceremonia de inauguración tuvo lugar el 26 de julio en el Estadio Nacional del Perú, así como la de clausura, el 11 de agosto. Los Juegos fueron declarados abiertos por el presidente peruano Martín Vizcarra. La mascota oficial fue Milco, llamado así en honor a los Cuchimilcos, antiguas estatuillas de arcilla de la Cultura Chancay. Lima 2019 fue aclamada por la prensa especializada y el público en general, sobre todo en su infraestructura, esfuerzo y en las ceremonias de inauguración y clausura

### Juegos Parapanamericanos Lima 2019
Los Juegos Parapanamericanos de Lima 2019, oficialmente los VI Juegos Parapanamericanos, se llevaron a cabo entre el 23 de agosto y el 1 de septiembre de 2019 en Lima (Perú).2 Participaron deportistas de 30 países de América en 17 deportes. Los juegos sirvieron de clasificación para los Juegos Paralímpicos de 2020

## Política cultural
- Se llevan a cabo una serie de acciones para garantizar los derechos de las poblaciones indígenas y afroperuanas. Una de ellas consiste en certificar servidores públicos bilingües en diversas regiones; en ese aspecto también se continuó impulsando la presencia de programas de radio y televisión hablados en las tres importantes lenguas originarias del Perú: quechua, aimara y ashaninka.
- El 20 de julio de 2018, el presidente Vizcarra se convirtió en el primer presidente del Perú en inaugurar una Feria del Libro (FIL Lima 2018).[414]
- El 10 de noviembre de 2018 se lanzó el Plan Bicentenario, simultáneamente en 20 ciudades del país, con miras a las celebraciones del Bicentenario de la Independencia del Perú en 2021. El presidente Vizcarra lo anunció personalmente en la ciudad de Ayacucho.[415]
- El 11 de octubre de 2019 se emitió un decreto de urgencia en el cual se prorrogó por un año las exoneraciones tributarias a la importación y venta de libros; así como, la destinación de 32 millones de soles para instalar bibliotecas escolares y fomentar la lectura.[416][417]
- El 5 de noviembre de 2019 la obra fotográfica de Martín Chambi fue declarada Patrimonio Cultural de la Nación.[418][419]

## Desastres naturales

### Inundaciones en el centro y sur del Perú de 2019
En el verano de 2019 se produjeron intensas lluvias, granizadas y nevadas en la sierra central y sur del Perú, que causaron deslizamientos dae tierras e inundaciones (huaycos) que afectaron a muchas poblaciones. También se desataron lluvias en la costa central y sur. Todo ello a consecuencia de la presencia de un Niño débil, rezago del Niño Costero del 2016-2017.
El 6 de febrero se produjo en Barranca una inusual lluvia torrencial acompañada de tormentas eléctricas. El 7 de febrero, la inundación de un río afectó la provincia de Pomabamba, afectando viviendas, vías de comunicación y redes de agua potable.
En el departamento de Arequipa, el 7 de febrero se registraron cinco huaycos en el distrito de Aplao, que dejaron un saldo de tres personas muertas, así como la destrucción de viviendas.
En el departamento de Tacna, luego de un récord histórico de lluvias, se colapsó la red de alcantarillado de la ciudad de Tacna y otros distritos, produciéndose aniegos. Los huaycos afectaron también los distritos de Ilabaya, Calana, Pachía y Pocollay. En Ilaya, el poblado de Mirave, asentado en la desembocadura de una quebrada, quedó severamente afectado, a tal punto que se contempló la necesidad de reubicarlo a otro lugar.
En el departamento de Moquegua, la crecida del río Tumilaca a consecuencia de las lluvias causó inundaciones que afectaron viviendas, carreteras y áreas verdes. El desborde del río Moquegua o Tambapalla, (continuación del Tumilaca), afectó a la capital del departamento. El puente Montalvo (en la Panamericana, que conecta Moquegua y Tacna) colapsó y fue arrastrado por la corriente.
La respuesta de las autoridades fue rápida. El presidente Vizcarra viajó al sur para inspeccionar las zonas afectadas. El 9 de febrero estuvo en Aplao. Por decretos supremos se declaró en emergencia por 60 días diversos distritos de las regiones de Arequipa, Moquegua, Pasco, Áncash, La Libertad y Lima, algunos de ellos como medida preventiva.
El presidente Vizcarra asignó a un ministro por cada región afectada por las inundaciones, los cuales tendrían que coordinar con las autoridades locales de la zona.

### Lluvias e inundaciones en el norte del Perú de 2019
En febrero de 2019 se produjeron también intensas lluvias en la costa y sierra norte del Perú. Desde principios del verano, se había registrado el mismo fenómeno en la Amazonia peruana. En la costa norte, las lluvias se originan debido al trasvase de nubes cargadas que llegan desde la región amazónica, y se teme que, de llegar a la costa una corriente marina cálida (algo que se ha pronosticado para marzo), las lluvias alcancen valores por encima de los normales, como ocurrió durante el Niño Costero de 2017.
El 16 de febrero de 2019 el gobierno declaró en emergencia por 60 días a 183 distritos de las regiones de Tumbes, Piura, Lambayeque, Cajamarca y La Libertad.
El 1 de marzo de 2019, Vizcarra regresó de su gira a Portugal y España, y se trasladó de inmediato a Piura para inspeccionar los trabajos realizados en las zonas afectadas y vulnerables. Prometió que se reconstruirían todos los puentes caídos antes del 2021, incluidos los que se remontaban a los años 1980.
Aunque se temió que las lluvias se intensificarían en el mes de marzo en el norte del Perú, ello no ocurrió, y más bien fueron mermando, no superando las registradas en febrero. Solo en Tumbes se registraron precipitaciones por encima de los valores normales, aunque ligera y eventualmente. De ese modo se consideró finalizado el Niño Costero.

### Terremoto de Loreto de 2019
El 26 de mayo de 2019, a las 02:41 de la madrugada,  ocurrió un movimiento sísmico en el nororiente del Perú, con epicentro a 75 km al sureste de Lagunas, Provincia de Alto Amazonas, en el departamento de Loreto. Con una magnitud de 8.0 grados en la escala de Richter, es el más potente registrado en el Perú en el presente siglo, junto con el terremoto de Pisco de 2007, pero por haberse dado a una profundidad de 109.9 km no produjo una devastación mayor. Afectó mayormente a las localidades peruanas de Yurimaguas y Tarapoto, y se percibió también en Ecuador y Colombia, y en los estados brasileños de Amazonas y Acre. Se registraron 2 muertos y 16 heridos en el Perú, así como más de 200 viviendas afectadas. 
El presidente Vizcarra, que ese mismo día iba a recibir a los presidentes de la Comunidad Andina en Lima, se trasladó de inmediato a Yurimaguas para coordinar directamente la ayuda a los damnificados; se activó el Centro de Operaciones de Emergencia Nacional (COEN), y los ministros de las diversas carteras se apersonaron a las principales zonas afectadas.

### Erupción del volcán Ubinas

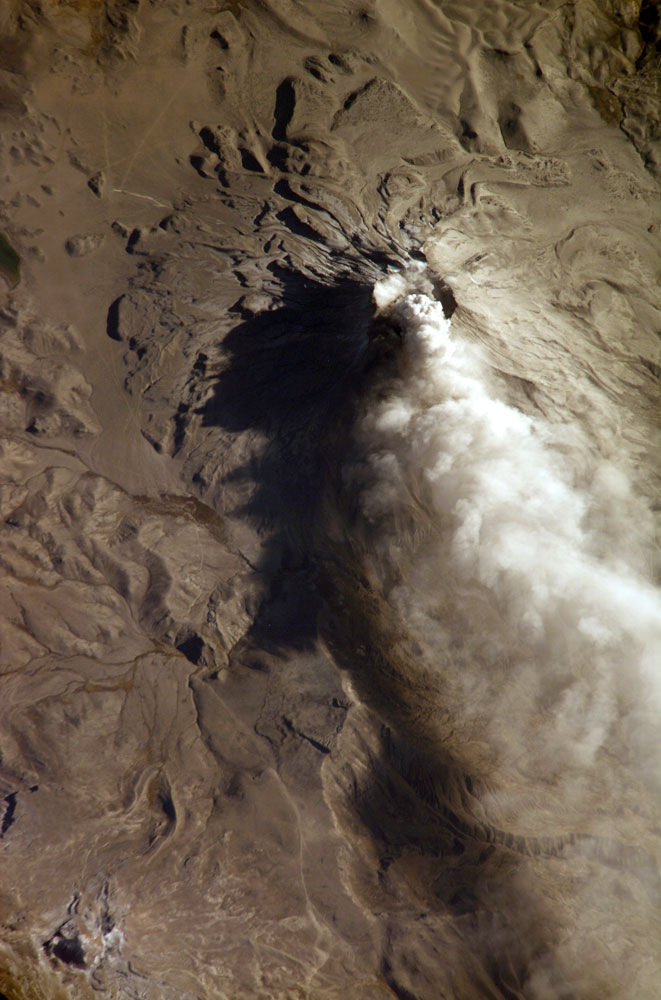
Volcán Ubinas visto desde la ISS.

A fines de junio de 2019, el volcán Ubinas (Moquegua), el de más actividad de todo el arco volcánico del Perú, empezó un nuevo proceso eruptivo, expulsando rocas incandescentes y cenizas. Los especialistas consideran que se trata de la mayor actividad del Ubinas registrada en los últimos tiempos. El gobierno ordenó la evacuación de la población del distrito de Ubinas, debido al peligro que significaba el incremento de la actividad volcánica, que se calcula durará dos años. La evacuación empezó el 26 de julio de 2019, calculándose en más de mil los damnificados.

### Inundaciones en el centro y sur del Perú de 2020
En el verano de 2020 se produjeron intensas lluvias, deslizamientos de tierra, anegamientos de caminos y desbordamiento de ríos en el centro y sur del Perú. Las regiones más afectadas fueron Pasco, Cusco, Puno, Arequipa, Tacna y Moquegua.
El 23 de febrero de 2020, un aluvión arrasó con 16 comunidades y centros poblados del distrito de Santa Teresa, en la provincia de La Convención (Cusco). Habría sido un desprendimiento en el nevado de Salcantay el que originó que la laguna del mismo nombre se empozara y, con la caída de las lluvias, desfogara su fuerza por una área de más de 50 kilómetros.
En Tacna, las intensas lluvias activaron las quebradas de Caramolle y Quebrada del Diablo. Se produjeron deslizamientos de tierra e inundaciones que afectaron zonas urbanas de varios distritos, particularmente los sectores de La Florida y San Pedro, en el distrito de Alto de la Alianza (22 de febrero de 2020). El primer ministro Vicente Zeballos se apersonó a Tacna; luego lo hizo el presidente Vizcarra para supervisar los trabajos de ayuda a los damnificados (25 de febrero de 2020).
Arequipa también fue afectada por las lluvias e inundaciones, siendo la zona más afectada el distrito de Uchumayo, donde la variante de Uchumayo quedó anegada.
También en la región de Moquegua se activaron los huaycos; Samegua y el centro poblado de Los Ángeles se cuentan entre las zonas más afectadas.
El 27 de febrero de 2020, el gobierno central declaró en emergencia ocho distritos de las regiones de Cusco, Puno y Ayacucho, por 60 días.

## Política exterior

### Adopción del Pacto Migratorio Mundial
El Perú, junto con otras 155 naciones, adoptó el Pacto Mundial para la Migración Segura, Ordenada y Regular, en el marco de la Conferencia Intergubernamental convocada por la ONU y realizada entre el 10 y el 11 de diciembre de 2018, en Marrakech, Marruecos. Este documento fue negociado durante más de un año y medio, y es un llamado global para coordinar políticas y establecer un marco de cooperación internacional sobre asuntos migratorios. Cabe destacar que el pacto no tiene carácter vinculante, y que países como Estados Unidos y Chile no lo firmaron.

### Posición del Grupo de Lima con respecto a Venezuela
El 4 de enero de 2019, los cancilleres del Grupo de Lima, conformado por doce países latinoamericanos (entre ellos el Perú) y el Canadá, se reunieron en Lima para tratar el asunto de Venezuela. Acordaron instar al presidente de dicho país, Nicolás Maduro, a abstenerse de prestar juramento para un segundo mandato y a ceder el poder a la Asamblea Nacional de Venezuela hasta la celebración de nuevas elecciones, considerando que esa era la única manera de restaurar la democracia en dicho país. La declaración la firmaron todos los representantes de los 13 países, a excepción de México.
Al consumarse la posesión del mando de Maduro, el canciller peruano Néstor Popolizio anunció cuatro medidas adoptadas contra dicho régimen, una de ellas era prohibir el ingreso a territorio peruano de Maduro, sus familiares y allegados. Maduro calificó de “estupidez” dicha prohibición y se refirió despectivamente del presidente Vizcarra, de quien dijo no saber ni cómo se llamaba y de cómo había llegado al poder. Consultado por la prensa, Vizcarra declaró que el gobierno de Maduro era «ilegítimo y dictatorial». 
El Grupo de Lima se volvió a reunir el 4 de febrero de 2019 en Canadá para tratar sobre la crisis venezolana y el apoyo al presidente de la Asamblea Nacional de Venezuela, Juan Guaidó, a quien varios países reconocen como gobernante interino de Venezuela, considerando a Maduro como un usurpador. En una declaración suscrita por 11 de sus 14 integrantes, el Grupo de Lima abogó por un cambio de gobierno en Venezuela, «sin uso de la fuerza», y llamó a los militares a desconocer a Maduro y reconocer a Guaidó.
El gobierno peruano reconoció a Carlos Scull, enviado del presidente encargado Juan Guaidó, como embajador de Venezuela en el Perú. El viceministro de Relaciones Exteriores del Perú, Hugo de Zela, asistió a una nueva cumbre del Grupo de Lima, realizada el 25 de febrero de 2019 en Bogotá, para tomar medidas conjuntas en torno a la Crisis presidencial de Venezuela de 2019. Zela abogó por la solución pacífica de dicha crisis. Anunció también la decisión del Perú de no reconocer como miembros de la embajada venezolana en Lima a los diplomáticos del gobierno de Maduro, y les dio un plazo de 15 días, a partir del 22 de febrero, para que abandonen el país.

### Visitas oficiales del presidente Vizcarra al exterior

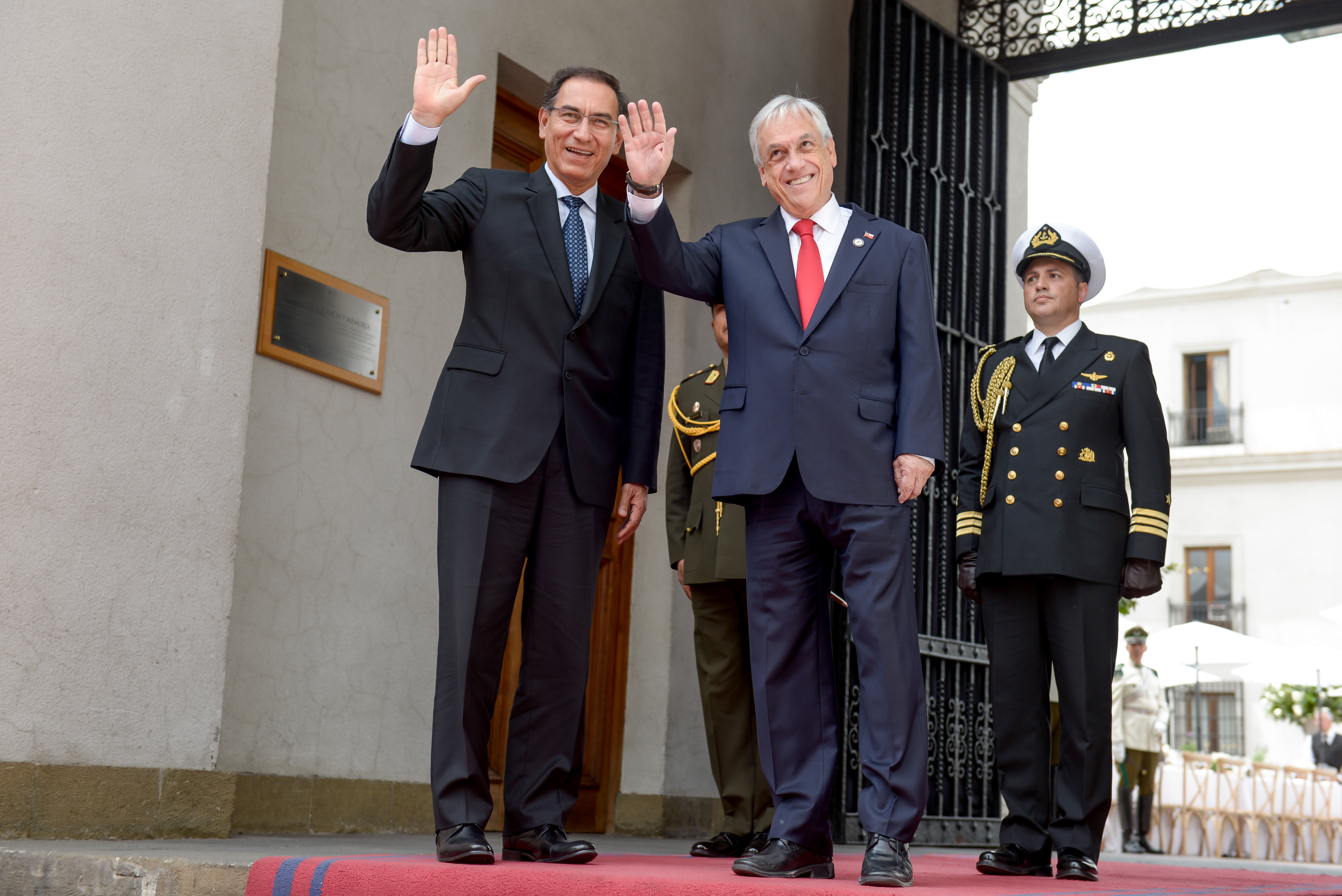
Vizcarra y Sebastián Piñera durante la visita del primero a Chile en 2018.

El 23 de julio de 2018, el presidente Vizcarra viajó a México para asistir a la XIII Cumbre Presidencial de la Alianza del Pacífico, en lo que constituyó su primer viaje autorizado al exterior en su calidad de Presidente de la República. Dicho evento duró hasta el día 25 y Vizcarra recibió la presidencia pro témpore de la Alianza del Pacífico (periodo 2018-2019).
El 3 de septiembre de 2018, el presidente Vizcarra, junto con algunos miembros de su gabinete ministerial, viajó a Cobija, Bolivia, para asistir al IV Gabinete Binacional Perú-Bolivia, ocasión en la que se reunió con el presidente boliviano Evo Morales. Se trató sobre diversos temas, como el saneamiento del lago Titicaca, la seguridad y defensa en la frontera común y el proyecto del tren bioceánico.
El 23 de septiembre de 2018, Vizcarra viajó a Nueva York, para participar en el 73.er periodo ordinario de Asamblea General de las Naciones Unidas. El día 25 dio su discurso que empezaba diciendo que su gobierno había logrado la tan ansiada estabilidad democrática en el Perú. En los días siguientes entabló encuentros bilaterales con algunos homólogos, y participó en diversas actividades oficiales.
De 25 a 26 de octubre de 2018, el presidente Vizcarra realizó una visita de Estado al Ecuador, reuniéndose con el presidente de dicha nación, Lenín Moreno en Quito. Ambos presidieron el XII Gabinete Binacional Perú-Ecuador, con reunión plenaria de los ministros de Estado de ambas naciones. Todo ello se realizó en el marco de la celebración del vigésimo aniversario de la firma de la paz entre Ecuador y Perú.
El 27 de noviembre de 2018, Vizcarra arribó a Chile, para participar de un encuentro presidencial con su par Sebastián Piñera, así como del II Gabinete Binacional Perú-Chile.
El 1 de diciembre de 2018 el presidente Vizcarra asistió a la ceremonia de la toma de mando del presidente de México Andrés Manuel López Obrador, realizada en el Congreso de dicho país.
El 31 de diciembre de 2018, Vizcarra viajó a Brasil para asistir a la toma de mando del presidente electo Jair Bolsonaro, pero adelantó su retorno al enterarse de la remoción de los fiscales del Equipo Lava Jato, Rafael Vela Barba y José Domingo Pérez.

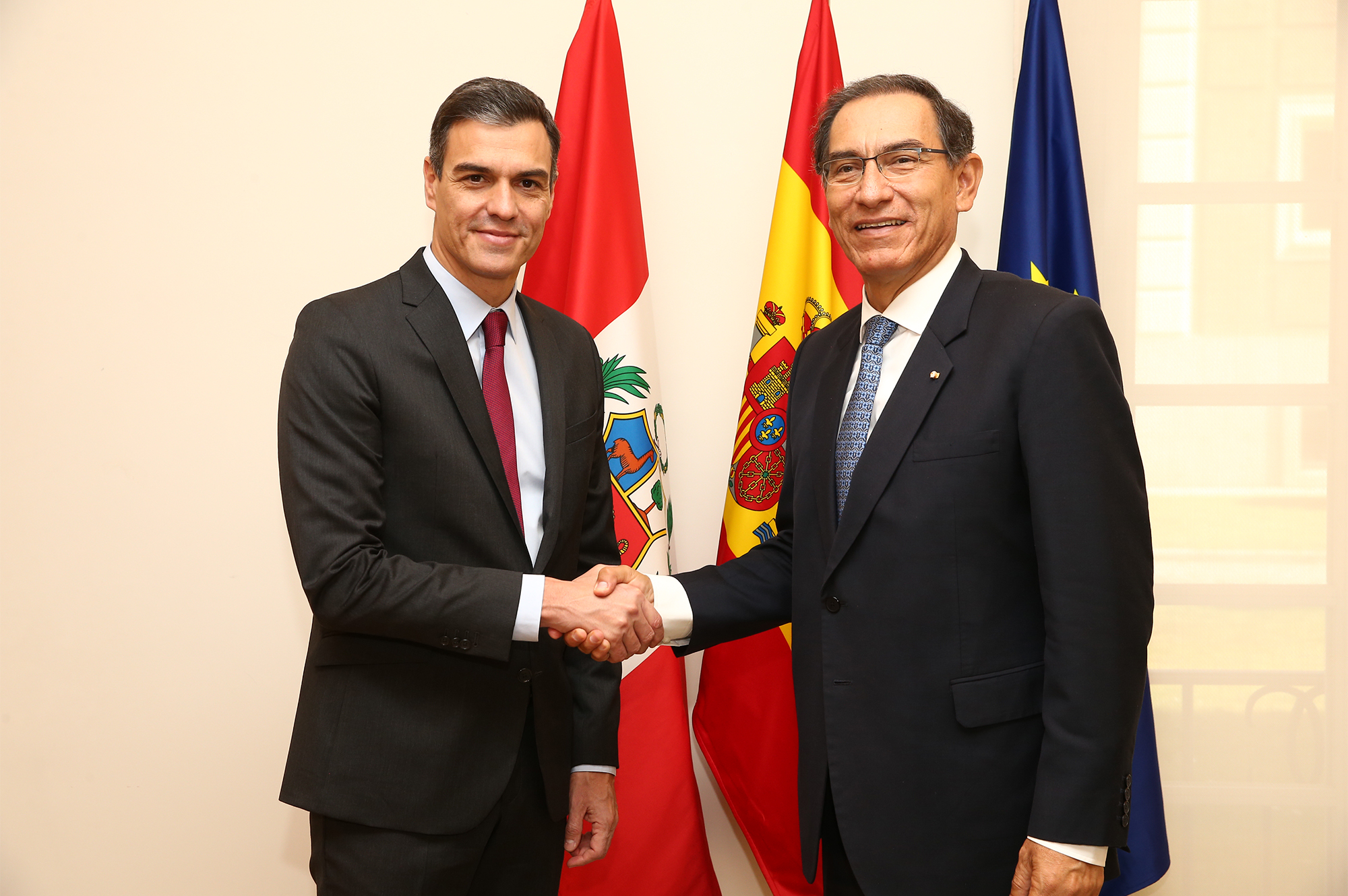
Vizcarra junto a Pedro Sánchez en la visita del primero a España en febrero de 2019.

El 25 de febrero de 2019, Vizcarra inició una gira por Portugal y España. Con este último país firmó siete acuerdos de cooperación. Esta visita oficial estaba programada hasta el 3 de marzo, pero a raíz de las críticas que se desataron en Perú (donde varias regiones se hallaban en emergencia por las lluvias e inundaciones), Vizcarra adelantó su retorno el 1 de marzo.
El 21 de marzo de 2019, Vizcarra viajó a Santiago de Chile, para participar en el Encuentro de Presidentes de América del Sur 2019, cuyo fin es poner en marcha un nuevo proyecto de integración regional, el Prosur, en reemplazo de Unasur. Participaron también en este encuentro Mauricio Macri (Argentina), Iván Duque (Colombia), Jair Bolsonaro (Brasil), Mario Abdo Benítez (Paraguay), Lenín Moreno (Ecuador) y el presidente del país anfitrión, Sebastián Piñera. Todos ellos firmaron la Declaración sobre la Renovación y el Fortalecimiento de la Integración de América del Sur (22 de marzo de 2019).
El 30 de junio de 2019, Vizcarra asistió a una cena oficial ofrecida por el presidente panameño Juan Carlos Varela en el Palacio de las Garzas. Al día siguiente, 1 de julio, presenció la toma de posesión de mando de Laurentino Cortizo como nuevo mandatario del país centroamericano.
El 6 de septiembre de 2019, y según lo pactado en el V Gabinete Binacional Colombia-Perú, se realizó la Cumbre Presidencial por la Amazonía, en Leticia, Colombia. Participaron los mandatarios y representantes de Perú, Colombia, Ecuador, Bolivia, Brasil, Guyana y Surinam, todos los cuales son países que comparten la Amazonía. No participaron Venezuela, que no fue invitada, y Guyana francesa, territorio de Ultramar de Francia. Esta cumbre culminó con el compromiso  de dichos países de proteger la Amazonía, azotada por los incendios y la deforestación (Pacto de Leticia).
El 24 de septiembre de 2019, el presidente Vizcarra asistió a la 74.ª Asamblea General de las Naciones Unidas, y en su discurso, se dedicó a explicar las razones de su propuesta de adelanto de elecciones ante el Congreso. Aseguró que todas las medidas de su gobierno se ajustaban a la Constitución y al estado de derecho. También se refirió a la lucha anticorrupción que el Perú llevaba a cabo y llamó a una «cruzada mundial» contra la corrupción.

### Visitas oficiales representativas al exterior
El 19 de octubre de 2019, tras no poder contar la aprobación del Congreso para salir de territorio nacional, el Gobierno autorizó con resolución suprema N.º 192-2019-PCM el viaje del ministro de Cultura, Francesco Petrozzi, en representación del presidente Vizcarra a Asia para la coronación del emperador de Japón Naruhito durante los días 22 y 23 de octubre.
El 7 de diciembre de 2019, a través de resolución suprema 217-2019-PCM en diario El Peruano, el Gobierno autorizó la visita del jefe del Gabinete Ministerial, Vicente Zeballos, a Argentina con motivo de la toma de mando del presidente electo Alberto Fernández, esto en representación del presidente de la república los días 9 y 10 de diciembre.
El 29 de febrero de 2020, a través de resolución suprema 021-2020-PCM en diario El Peruano, el Gobierno autorizó la visita de Vicente Zeballos en representación del Perú a Uruguay con motivos de asistir a la ceremonia de posesión de mando del presidente electo Luis Lacalle Pou (1 de marzo).

### Visitas de jefes de Estado al Perú
El 2 de octubre de 2018 el presidente Vizcarra recibió en Palacio de Gobierno al emir de Catar, Tamim bin Hamad Al Thani, en visita oficial.
El 14 de octubre de 2018 el presidente boliviano Evo Morales visitó el Terminal Portuario de Ilo para participar del arribo de una nave procedente de China con mercancías para Bolivia. Ello, luego del fallo adverso para Bolivia de su demanda marítima contra Chile en la corte de La Haya, y en el marco de su política para acelerar los proyectos alternativos de su comercio de ultramar, muy dependiente de los puertos del norte chileno.
Entre el 12 y 14 de noviembre de 2018, los reyes de España Felipe VI y Letizia realizaron una visita de Estado al Perú, participando en diversas actividades oficiales, entre ellas un encuentro con el presidente Vizcarra en Palacio de Gobierno.
Entre el 25 y 26 de junio de 2019, se realizó en la ciudad de Ilo el V Gabinete Binacional Perú-Bolivia, que contó con la presencia del presidente boliviano Evo Morales. Entre los ejes temáticos de este encuentro están la cooperación energética (importación del gas boliviano) y el intercambio comercial a través de Ilo.
El 25 de julio de 2019, el presidente Vizcarra recibió en Palacio de Gobierno a la gobernadora general de Canadá, Julie Payette, quien se hallaba de visita por la inauguración de los 18.º Juegos Panamericanos Lima 2019.

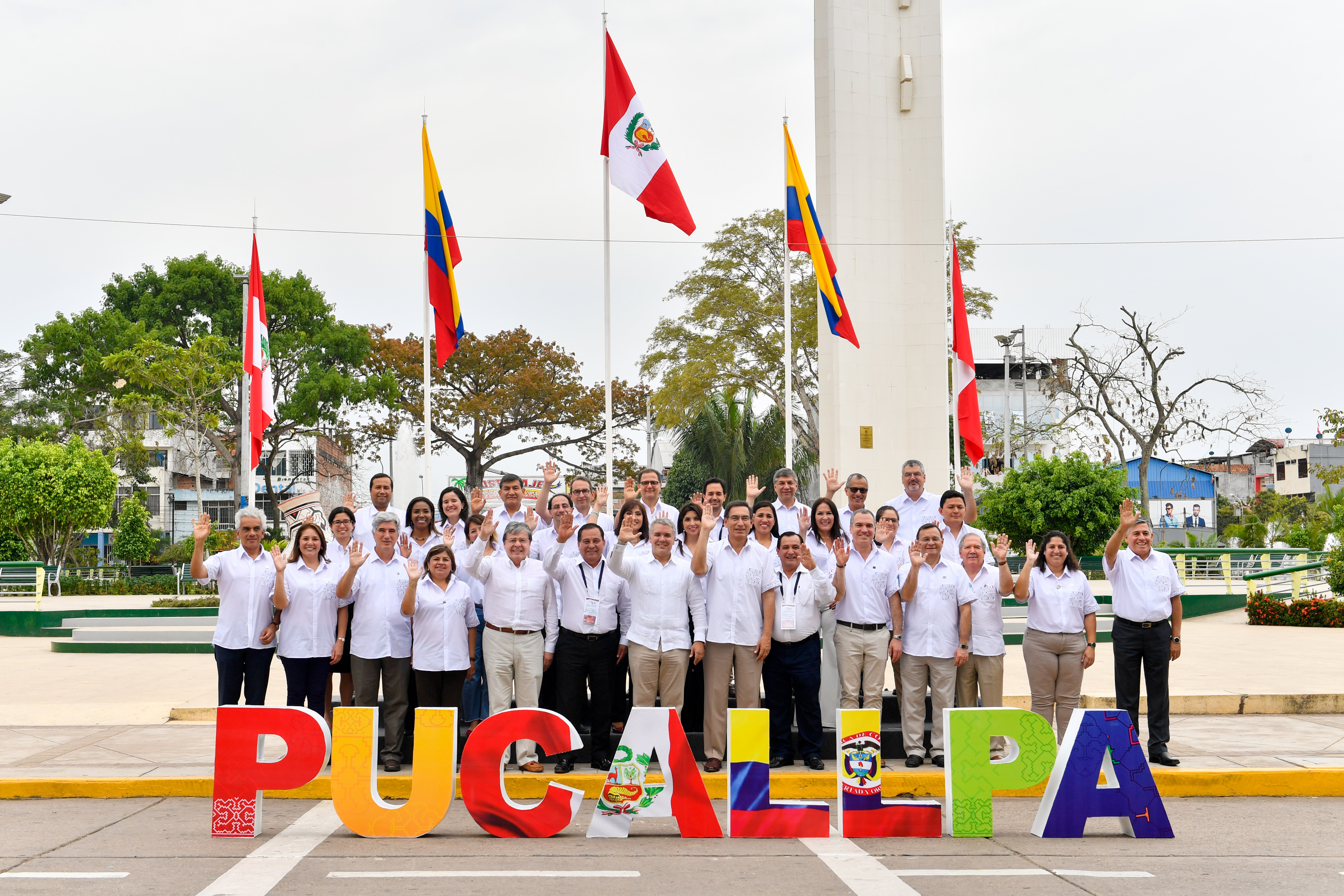
Fotografía oficial del Encuentro Presidencial y V Gabinete Binacional Perú-Colombia.

El 27 de agosto de 2019, el presidente Vizcarra se reunió con el presidente de Colombia Iván Duque en la ciudad de Pucallpa, como antesala al V Gabinete Binacional Perú-Colombia. Los ejes temáticos de este encuentro fueron los asuntos sociales y gobernanza; asuntos ambientales y minero-energéticos; comercio, desarrollo económico y turismo; seguridad y defensa; asuntos fronterizos y migratorios. Se hizo el compromiso de proteger y desarrollar la Amazonía y se anunció una cumbre de jefes de Estados de países amazónicos a desarrollarse en Leticia (Colombia), para coordinar una política de protección amazónica ante incendios forestales.
El 10 de octubre de 2019, el presidente Martín Vizcarra se reunió con el presidente de Chile Sebastián Piñera, antes del inicio del III Gabinete Binacional Perú-Chile, que se realizó en el balneario de Paracas. En ese encuentro se ratificó el compromiso de ambos países de seguir trabajando de manera complementaria y se dio respaldo al gobierno de Lenín Moreno en Ecuador, afectado por una grave crisis interna.
El 7 de noviembre de 2019, Vizcarra se reunió con su homólogo Lenín Moreno en Tumbes para participar en el Encuentro Presidencial y el XIII Gabinete Binacional Perú Ecuador.

#### Cumbre de las Américas 2018

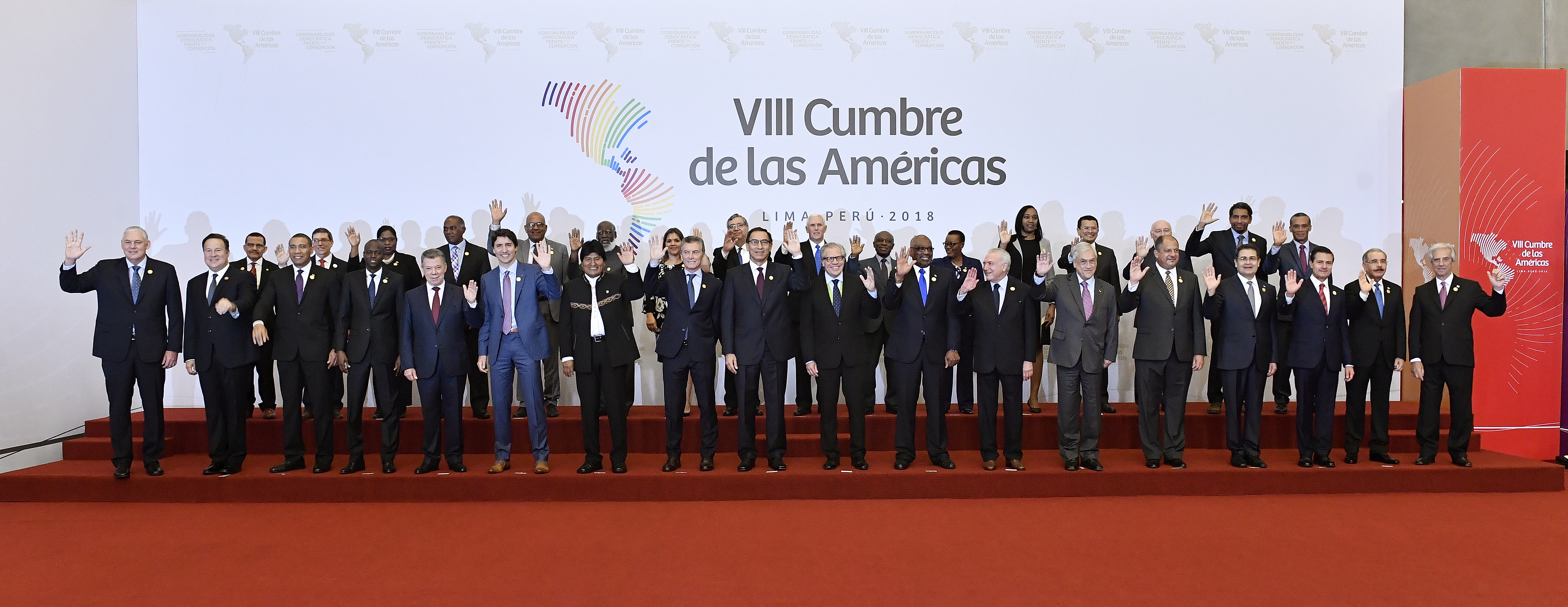
Foto oficial de la VIII Cumbre de las Américas.

De 13 a 14 de abril de 2018 se realizó en Lima la VIII Cumbre de las Américas. Vizcarra presidió como anfitrión la ceremonia inaugural donde participaron jefes de Estado de todos los países del continente. La prensa resaltó las ausencias de los presidentes Donald Trump y Nicolás Maduro. El tema del mencionado foro internacional fue «Gobernabilidad democrática frente a la corrupción», tópico que el mandatario peruano abordó en varias ocasiones en su discurso de aproximadamente diez minutos. Desde las 6:00 p. m. (hora nacional), el mandatario peruano se dio cita en el Gran Teatro Nacional del Perú, donde recibió a sus homológos y representantes de las delegaciones participantes, entre ellos Sebastián Piñera de Chile, Enrique Peña Nieto de México, Justin Trudeau de Canadá, Mike Pence de Estados Unidos, Mauricio Macri de Argentina, entre otros. Finalmente se firmó el Compromiso de Lima, que recogió medidas concretas para fortalecer la lucha contra la corrupción y la cooperación regional.
En ese mismo mes de abril de 2018, el Perú asumió la presidencia rotatoria del Consejo de Seguridad de la ONU.

#### Cumbre en Lima de Comunidad Andina de Naciones
El 26 de mayo de 2019 se realizó en Lima la 19.º Cumbre de los presidentes de los países miembros de la Comunidad Andina de Naciones (CAN), fecha en la que se celebraba sus 50 años de fundación. Habían transcurrido 8 años de la última cumbre. El presidente Vizcarra ofició de anfitrión de los presidentes Iván Duque de Colombia, Lenín Moreno de Ecuador, y Evo Morales de Bolivia. Los presidentes mostraron su firme propósito de relanzar el bloque y fortalecer la integración en puntos concretos, entre ellos el energético, las comunicaciones, la lucha contra la corrupción y la igualdad de género. El Perú transfirió la presidencia pro tempore a Bolivia, y se espera que el próximo año se realice otra cumbre en este país.

#### Cumbre en Lima de la Alianza del Pacífico
Entre el 5 y 6 de julio de 2019 se realizó en Lima la XIV Cumbre de la Alianza del Pacífico, que contó con la presencia de los presidentes Sebastián Piñera (Chile), Iván Duque (Colombia), además de Martín Vizcarra, como presidente del país anfitrión. Como representante de México estuvo el canciller Marcelo Ebrard, y como invitado especial el presidente Lenín Moreno, del Ecuador, país que ha iniciado las gestiones para integrar dicho bloque regional. Los representantes de los cuatro gobiernos suscribieron la Declaración de Lima, asumiendo diversos compromisos para impulsar políticas y estrategias más globales y regionales para promover la gestión sostenible de los plásticos, además del reciclaje y la economía circular. La presidencia pro tempore de la Alianza del Pacífico fue transferida al presidente de Chile Sebastián Piñera.

### Candidatura del Perú a la secretaría de la OEA
El 1 de enero de 2020, mediante la resolución suprema 223-2019-PCM, el Gobierno autorizó la salida del Ministro de Relaciones Exteriores, Gustavo Meza-Cuadra, de territorio nacional los días comprendidos entre el 7 y 15 de enero de ese año.
- El 7 de enero viajaría a México en la III Reunión del Consejo del Acuerdo de Asociación Estratégica entre el Perú y México, liderado por los cancilleres de ambos países, en la capital del país norteamericano.
- El 8 de enero participaría en la ceremonia de traspaso de la presidencia pro tempore de la Comunidad de Estados Latinoamericanos y Caribeños (Celac), realizada también en Ciudad de México.
- Del 9 al 13 de enero, sostendría reuniones de trabajo con sus homólogos de Barbados, Granada, Dominica y Bahamas.
- El 14 de enero representó al Perú en la transmisión de mando presidencial de Alejandro Giammattei en Ciudad de Guatemala, además de promocionar la candidatura del embajador Hugo de Zela Martínez a la secretaría general de la OEA.[481][482]
- En marzo de 2020, el Gobierno del Perú decidió retirar la candidatura del embajador Hugo De Zela al cargo de secretario general de la OEA.[483]

### Polémica por Carta de cuatro embajadores al Congreso
El 5 de junio de 2020 se difundió una Carta firmada por los embajadores de Canadá, Francia, Australia y Colombia enviada al Presidente del Congreso, en la cual señalaron que la Ley n.º 31018, la cual suspende el cobro de Peajes durante el periodo de estado de emergencia por la Pandemia de enfermedad por coronavirus (cuya fecha de finalización es incierta) causa preocupación en los concesionarios de Peajes, pues sufrirían un impacto financiero “incalculable”. Los representantes acreditados en Lima advierten en la carta que los concesionarios podrían quebrar, afectando miles de puestos de trabajo y también al servicio que brindan en estas vías. La carta fue calificada como "intervencionista" y "prepotente" por parlamentarios de Somos Perú y Unión por el Perú Cabe resaltar que la Convención de Viena sobre Relaciones Diplomáticas, en su artículo 41, establece que los Embajadores están obligados a no inmiscuirse en los asuntos internos de ese Estado y que las misiones diplomáticas deben tratar los asuntos oficiales solo con el Ministerio de Relaciones Exteriores. De igual manera, la Carta de la OEA (de la cual Colombia y Canadá son firmantes) establece que ningún Estado tiene derecho de intervenir, directa o indirectamente en los asuntos internos o externos de cualquier otro.

## Acontecimientos
- El 28 de junio de 2018, el papa Francisco proclamó al arzobispo de Huancayo, monseñor Pedro Barreto Jimeno S.J., como nuevo cardenal del Perú. Hasta entonces, dentro de la Iglesia Católica Peruana, la dignidad cardenalicia solo la tenía el arzobispo de Lima y primado del Perú, monseñor Juan Luis Cipriani.[487]
- El 14 de junio de 2018, la selección Peruana de Futbol participa en la Copa Mundial de Futbol de 2018, después de 36 años de no haber participado en el evento deportivo más grande a nivel mundial.[488]
- El 25 de enero de 2019, el papa Francisco aceptó la renuncia de Juan Luis Cipriani al cargo de arzobispo de Lima y nombró en su reemplazo al sacerdote diocesano Carlos Castillo Mattasoglio,[489] quien tomó posesión de la silla el 2 de marzo de 2019.
- El 17 de abril de 2019, el expresidente Alan García falleció a consecuencia de un disparo en la cabeza, justo cuando la policía iba a detenerlo por irregularidades en su gobierno a raíz del Caso Odebrecht.[490]
- El 7 de julio de 2019, la selección de fútbol de Perú disputó con su similar de Brasil la final de la Copa América 2019, en el Estadio Maracaná en Río de Janeiro. El resultado fue de 3 a 1 a favor del cuadro local.[491]
- El 23 de noviembre de 2019 se llevó a cabo la final de la 60° edición de la Copa Libertadores de América en el Estadio Monumental de Lima.[492][493]
- El 4 de marzo de 2020 y a la edad de cien años, falleció en Lima el embajador peruano Javier Pérez de Cuellar, el único latinoamericano que ha sido secretario general de la ONU (entre 1982 y 1991). Sus restos fueron velados en el Palacio de Torre Tagle.[494] El gobierno decretó duelo nacional y fue enterrado con honores de jefe de Estado, en el cementerio Presbítero Maestro.[495]

## Investigaciones

### Acusaciones a Vizcarra sobre corrupción
En enero de 2019, el programa televisivo Panorama señaló que la empresa C y M Vizcarra, fundada por los hermanos César y Martín Vizcarra, había sido proveedora del consorcio CONIRSA, grupo integrado por la constructora Odebrecht, Graña y Montero, ICCGSA y JJC Contratistas Generales, y conformado para realizar las obras de la carretera Interoceánica Sur. Ello ocurrió entre el 2006 y el 2009. Aunque no tuviera ninguna connotación delictiva, el hecho de que Vizcarra negara inicialmente haber tenido relación con Odebrecht, motivo que el Congreso dominado por el fujimorismo opositor iniciara una indagación preliminar. En agosto de 2019, justo en momentos de la  crisis por el pedido de adelanto de elecciones, la Comisión de Fiscalización del Congreso retomó el asunto y citó a César Vizcarra para que responda sobre el contrato que su empresa firmó con CONIRSA.
En febrero de 2019, se dio a conocer el testimonio de un aspirante a colaborador eficaz, según el cual, Kuczynski recibió un aporte de cien mil dólares de parte del Club de la Construcción para financiar su campaña electoral del 2016. En la reunión para la entrega del dinero habrían estado presentes Martín Vizcarra como jefe de campaña, Kuczynski como presidente del partido y Alfonso Grados Carraro como secretario de economía. Consultado el presidente Vizcarra sobre dicha revelación, respondió que solo se trataba de una patraña, que su participación en la campaña de 2016 fue solo política, y que no intervino para nada en las finanzas del partido. Más bien, adujo, que él había sido el primero en denunciar y combatir al Club de la Construcción, cuando fue ministro de Transportes y Comunicaciones en el 2016-2017.
También Panorama reveló que Obrainsa, una de las empresas integrantes del Club de la construcción, ganó millonarios contratos mientras Vizcarra fue ministro de Transportes y Comunicaciones en 2016-2017. Resaltó el hecho de que, entre 2007 y 2009, la empresa de Vizcarra había conformado con Obrainsa el consorcio Colca.

### El caso Chinchero
El caso Chinchero surgió en el gobierno de Kuczynski, que decidió llevar adelante el proyecto del Aeropuerto Internacional de Chinchero, pero agregó una adenda al contrato de construcción suscrito con el consorcio Kuntur Wasi, que los opositores del gobierno consideraron lesivo para los intereses del Estado. En ese entonces Martín Vizcarra era el ministro de Transportes y Comunicaciones y, junto con el presidente, defendió dicha adenda, aduciendo que permitía un ahorro al Estado. Al final, el gobierno tuvo que retroceder y Vizcarra, ante una inminente censura en el Congreso, se vio obligado a renunciar. Pero allí no quedó todo, sino que el contralor Edgar Alarcón recomendó iniciar acciones legales contra funcionarios del MTC, del MEF y de Ositran, por presuntas irregularidades en la adenda a favor de la empresa Kuntur Wasi. Una posterior difusión de un audio obligó también al ministro de Economía Alfredo Thorne a renunciar a su cargo, al ser acusado de ejercer presión política al contralor, supuestamente al condicionar el aumento del presupuesto de la Contraloría a cambio de un reporte positivo en lo referente a Chinchero.
El caso Chinchero, pese a ser archivado, no dejó de ser evocado por la oposición como amenaza contra el gobierno. En marzo de 2018, el fiscal de la Nación Pablo Sánchez concluyó que no había elementos suficientes para continuar con la investigación a Vizcarra por dicho caso. Sin embargo, especificó que de encontrarse nuevos elementos, podría reabrirse el proceso.
El 23 de agosto de 2019, la fiscal anticorrupción Zoila Sueno Chirinos formalizó la investigación preparatoria contra 13 personas —ocho funcionarios públicos y cinco del sector privado— vinculadas a la firma de la adenda del contrato de Chinchero. Entre los funcionarios públicos, el nombre más destacado es el de Fiorella Molinelli (actual presidenta de EsSalud), quien como viceministra de Transportes, estampó su firma en la adenda del contrato, en lugar de Vizcarra. La fiscalía sostiene la hipótesis de colusión agravada. Entre los investigados no está incluido el presidente Martín Vizcarra, pues debido a su cargo, sólo puede ser investigado por la fiscal de la Nación, Zoraida Ávalos.
El 4 de septiembre de 2019, la Comisión de Fiscalización del Congreso pidió al pleno que debata un informe preliminar sobre este caso elaborado hace dos años. Ello, justo en momentos de la  crisis por el pedido de adelanto de elecciones, y no ha faltado exaltados opositores del gobierno que consideran que Vizcarra podría ser incluido en la investigación y con ello habría motivo para su vacancia.

### Controversia por pago de la empresa ICCGSA
De los varias acusaciones que Vizcarra tuvo durante su gobierno regional en Moquegua (todas archivadas), una de ellas volvió a ser noticia durante el interregno parlamentario. El 5 de diciembre de 2019, el diario El Comercio dio a conocer un informe de la contraloría sobre un pago supuestamente irregular de S/ 41’869.08641 a favor  de un consorcio integrado por ICCGSA –un integrante del Club de la construcción– para la construcción del Hospital de Moquegua. Ese pago se autorizó el 30 de diciembre de 2014, un día antes del final de la gestión de Martín Vizcarra como presidente regional de Moquegua. Se señaló también que Edmer Trujillo, el actual ministro de Transportes y Comunicaciones, era entonces el gerente general en dicho gobierno regional, y como tal firmó la carta que autorizó el desembolso del dinero. Consultados tanto Vizcarra como Trujillo, recordaron que la investigación había sido archivada dos veces por la fiscalía (el último en el 2017) y que no se opondrían en caso de que vuelva a ser reabierta.

### Pago de la empresa Obrainsa
El 11 de octubre de 2020, un informe de la Unidad de Investigación del diario El Comercio reveló que un aspirante a colaborador eficaz en el caso Club de la construcción manifestó que la empresa Obrainsa y su socia Astaldi hicieron un pago ilícito de S/1 000 000 (un millón de soles) a Martín Vizcarra a cambio de que se les otorgue la buena pro de la obra Lomas de Ilo, cuando Vizcarra se desempeñaba como gobernador regional de Moquegua. En el informe, también se revela que, cuando el consorcio ya había ganado la obra, Martín Vizcarra solicitó una avioneta para transportar a personas que se reunirían con él. El aspirante a colaborador eficaz adjuntó los correos en los cuales coordina con Martín Vizcarra sobre el alquiler de la avioneta de la empresa ATSA por más de 35 mil soles.

### Vacancia presidencial
A las 19:23 horas del 9 de noviembre de 2020, el Congreso de la República, luego de un extenso debate, aprobó la vacancia presidencial del Martín Vizcarra por incapacidad moral permanente. Vizcarra se convierte en el tercer presidente al cual se le declara en dicha situación, tras Guillermo Billinghurst (1914) y Alberto Fujimori (2000). Martín Vizcarra emitió un mensaje a la nación aceptando la decisión tomada por el congreso a las 21:35 horas del Perú. Esto provocó diversas marchas a nivel nacional.

## Sondeos de opinión

### Aprobación presidencial
| Encuestadora/Medio     | Fecha             | Muestra | Martín Vizcarra (Presidente de la República) | Martín Vizcarra (Presidente de la República) | Martín Vizcarra (Presidente de la República) | Martín Vizcarra (Presidente de la República) |    |    |   |     |
| Encuestadora/Medio     | Fecha             | Muestra | Aprob.                                       | Desap.                                       | NS/NO                                        | Dif.                                         |    |    |   |     |
| ---------------------- | ----------------- | ------- | -------------------------------------------- | -------------------------------------------- | -------------------------------------------- | -------------------------------------------- | -- | -- | - | --- |
| Encuestadora/Medio     | Fecha             | Muestra | IEP/La República                             | 12–15 nov 2020                               | 624                                          | Dif.                                         | 77 | 21 | 2 | +56 |
| Ipsos Perú/El Comercio | 21–23 oct 2020    | 1193    | 54                                           | 41                                           | 5                                            | +13                                          |    |    |   |     |
| IEP/La República       | 13–19 oct 2020    | 1212    | 60                                           | 34                                           | 6                                            | +26                                          |    |    |   |     |
| Datum/Perú 21/Gestión  | 2–5 oct 2020      | 1224    | 60                                           | 28                                           | 12                                           | +32                                          |    |    |   |     |
| Ipsos Perú/El Comercio | 11–12 sep 2020    | 1006    | 57                                           | 39                                           | 4                                            | +18                                          |    |    |   |     |
| Ipsos Perú/El Comercio | 20–21 ago 2020    | 1010    | 60                                           | 37                                           | 3                                            | +27                                          |    |    |   |     |
| IEP/La República       | 1–12 ago 2020     | 1219    | 56                                           | 40                                           | 4                                            | +16                                          |    |    |   |     |
| Datum/Perú 21/Gestión  | 29–31 jul 2020    | 1239    | 59                                           | 33                                           | 8                                            | +26                                          |    |    |   |     |
| Ipsos Perú/El Comercio | 9–10 jul 2020     | 1019    | 65                                           | 31                                           | 4                                            | +34                                          |    |    |   |     |
| IEP/La República       | 17–23 jun 2020    | 1219    | 66                                           | 31                                           | 3                                            | +35                                          |    |    |   |     |
| Datum/Perú 21/Gestión  | 18–22 jun 2020    | 1018    | 65                                           | 27                                           | 8                                            | +38                                          |    |    |   |     |
| Ipsos Perú/El Comercio | 11–12 jun 2020    | 1015    | 70                                           | 27                                           | 3                                            | +43                                          |    |    |   |     |
| IEP/La República       | 21–28 may 2020    | 1490    | 74                                           | 21                                           | 4                                            | +53                                          |    |    |   |     |
| Datum/Perú 21/Gestión  | 18–21 may 2020    | 1023    | 76                                           | 19                                           | 5                                            | +57                                          |    |    |   |     |
| Ipsos Perú/El Comercio | 14–15 may 2020    | 1020    | 80                                           | 17                                           | 3                                            | +63                                          |    |    |   |     |
| Datum/Perú 21/Gestión  | 28–30 abr 2020    | 1000    | 82                                           | 9                                            | 9                                            | +73                                          |    |    |   |     |
| IEP/La República       | 16–22 abr 2020    | 1670    | 80                                           | 17                                           | 3                                            | +63                                          |    |    |   |     |
| Ipsos Perú/El Comercio | 15–16 abr 2020    | 1055    | 83                                           | 16                                           | 1                                            | +67                                          |    |    |   |     |
| IEP                    | 8–13 abr 2020     | 860     | 92                                           | 7                                            | 1                                            | +85                                          |    |    |   |     |
| Ipsos Perú/El Comercio | 20–21 mar 2020    | 800     | 87                                           | 11                                           | 2                                            | +76                                          |    |    |   |     |
| Ipsos Perú/El Comercio | 11–12 mar 2020    | 1173    | 52                                           | 35                                           | 13                                           | +17                                          |    |    |   |     |
| Datum/Perú 21/Gestión  | 29 feb–3 mar 2020 | 1210    | 58                                           | 36                                           | 6                                            | +22                                          |    |    |   |     |
| IEP/La República       | 15–18 feb 2020    | 1207    | 55                                           | 38                                           | 7                                            | +17                                          |    |    |   |     |
| Ipsos Perú/El Comercio | 11–13 feb 2020    | 1190    | 53                                           | 37                                           | 10                                           | +16                                          |    |    |   |     |
| Datum/Perú 21/Gestión  | 1–5 feb 2020      | 1221    | 63                                           | 31                                           | 6                                            | +32                                          |    |    |   |     |
| Ipsos Perú/El Comercio | 15–17 ene 2020    | 1218    | 58                                           | 32                                           | 10                                           | +26                                          |    |    |   |     |
| Datum/Perú 21/Gestión  | 11–13 ene 2020    | 1208    | 55                                           | 38                                           | 7                                            | +17                                          |    |    |   |     |
| Ipsos Perú/El Comercio | 11–13 dic 2019    | 1209    | 56                                           | 33                                           | 11                                           | +23                                          |    |    |   |     |
| CPI/Exitosa            | 6–12 dic 2019     | 1550    | 53.2                                         | 41.1                                         | 5.7                                          | +12.1                                        |    |    |   |     |
| IEP/La República       | 7–10 dic 2019     | 1215    | 57                                           | 36                                           | 6                                            | +21                                          |    |    |   |     |
| Datum/Perú 21/Gestión  | 30 nov–3 dic 2019 | 1204    | 64                                           | 31                                           | 5                                            | +33                                          |    |    |   |     |
| IEP/La República       | 16–20 nov 2019    | 1248    | 58                                           | 31                                           | 11                                           | +27                                          |    |    |   |     |
| Ipsos Perú/El Comercio | 13–15 nov 2019    | 1199    | 60                                           | 32                                           | 8                                            | +28                                          |    |    |   |     |
| Datum/Perú 21/Gestión  | 1–4 nov 2019      | 1224    | 69                                           | 25                                           | 6                                            | +44                                          |    |    |   |     |
| IEP/La República       | 19–22 oct 2019    | 1215    | 70                                           | 23                                           | 7                                            | +53                                          |    |    |   |     |
| Ipsos Perú/El Comercio | 9–11 oct 2019     | 1203    | 79                                           | 16                                           | 5                                            | +63                                          |    |    |   |     |
| Datum/Perú 21/Gestión  | 5–7 oct 2019      | 1212    | 82                                           | 15                                           | 3                                            | +67                                          |    |    |   |     |
| IEP/La República       | 2–4 oct 2019      | 1072    | 75                                           | 18                                           | 7                                            | +57                                          |    |    |   |     |
| CPI/Exitosa            | 2–3 oct 2019      | 1000    | 85.1                                         | 12.9                                         | 2.0                                          | +72.2                                        |    |    |   |     |
| IEP/La República       | 21–24 sep 2019    | 1103    | 40                                           | 52                                           | 8                                            | –12                                          |    |    |   |     |
| Ipsos Perú/El Comercio | 11–13 sep 2019    | 1208    | 48                                           | 43                                           | 9                                            | +5                                           |    |    |   |     |
| Datum/Perú 21/Gestión  | 30 ago–2 sep 2019 | 1221    | 52                                           | 41                                           | 7                                            | +11                                          |    |    |   |     |
| IEP/La República       | 17–21 ago 2019    | 1224    | 47                                           | 45                                           | 8                                            | +2                                           |    |    |   |     |
| Ipsos Perú/El Comercio | 14–15 ago 2019    | 1205    | 54                                           | 38                                           | 8                                            | +16                                          |    |    |   |     |
| Datum/Perú 21/Gestión  | 2–4 ago 2019      | 1219    | 60                                           | 35                                           | 5                                            | +5                                           |    |    |   |     |
| Ipsos Perú/El Comercio | 1–2 ago 2019      | 1210    | 57                                           | 34                                           | 9                                            | +23                                          |    |    |   |     |
| Ipsos Perú/El Comercio | 17–19 jul 2019    | 1221    | 44                                           | 45                                           | 11                                           | –1                                           |    |    |   |     |
| IEP/La República       | 13–17 jul 2019    | 1230    | 40                                           | 50                                           | 10                                           | –10                                          |    |    |   |     |
| Datum/Perú 21/Gestión  | 5–8 jul 2019      | 1216    | 55                                           | 40                                           | 5                                            | +15                                          |    |    |   |     |
| IEP/La República       | 14–19 jun 2019    | 1218    | 47                                           | 45                                           | 8                                            | +2                                           |    |    |   |     |
| Ipsos Perú/El Comercio | 12–14 jun 2019    | 1210    | 50                                           | 41                                           | 9                                            | +9                                           |    |    |   |     |
| Datum/Perú 21/Gestión  | 7–10 jun 2019     | 1211    | 58                                           | 37                                           | 5                                            | +21                                          |    |    |   |     |
| CPI/Exitosa            | 3–7 jun 2019      | 1250    | 44.6                                         | 48.3                                         | 7.1                                          | –3.7                                         |    |    |   |     |
| IEP/La República       | 18–22 may 2019    | 1230    | 39                                           | 50                                           | 11                                           | –11                                          |    |    |   |     |
| Ipsos Perú/El Comercio | 15–17 may 2019    | 1212    | 42                                           | 47                                           | 11                                           | –5                                           |    |    |   |     |
| CPI/Exitosa            | 7–11 may 2019     | 1250    | 40.2                                         | 54.4                                         | 5.8                                          | –14.2                                        |    |    |   |     |
| Datum/Perú 21/Gestión  | 3–6 may 2019      | 1214    | 45                                           | 48                                           | 7                                            | –3                                           |    |    |   |     |
| IEP/La República       | 18–24 abr 2019    | 1252    | 42                                           | 46                                           | 11                                           | –4                                           |    |    |   |     |
| Ipsos Perú/El Comercio | 10–12 abr 2019    | 1212    | 44                                           | 45                                           | 11                                           | –1                                           |    |    |   |     |
| Datum/Perú 21/Gestión  | 6–8 abr 2019      | 1214    | 49                                           | 44                                           | 7                                            | +5                                           |    |    |   |     |
| CPI/Exitosa            | 26–30 mar 2019    | 1250    | 39.7                                         | 55.3                                         | 5.0                                          | –15.6                                        |    |    |   |     |
| IEP/La República       | 23–27 mar 2019    | 1200    | 44                                           | 43                                           | 13                                           | +1                                           |    |    |   |     |
| Ipsos Perú/El Comercio | 13–15 mar 2019    | 1213    | 56                                           | 31                                           | 13                                           | +25                                          |    |    |   |     |
| Datum/Perú 21/Gestión  | 1–4 mar 2019      | 1208    | 56                                           | 36                                           | 8                                            | +20                                          |    |    |   |     |
| IEP/La República       | 16–20 feb 2019    | 1096    | 56                                           | 32                                           | 12                                           | +24                                          |    |    |   |     |
| CPI/Exitosa            | 12–17 feb 2019    | 1250    | 56.6                                         | 36.3                                         | 7.1                                          | +20.3                                        |    |    |   |     |
| Ipsos Perú/El Comercio | 13–15 feb 2019    | 1199    | 58                                           | 32                                           | 10                                           | +26                                          |    |    |   |     |
| Datum/Perú 21/Gestión  | 1–6 feb 2019      | 1204    | 63                                           | 32                                           | 5                                            | +31                                          |    |    |   |     |
| IEP/La República       | 19–23 ene 2019    | 1260    | 60                                           | 29                                           | 11                                           | +31                                          |    |    |   |     |
| Ipsos Perú/El Comercio | 16–18 ene 2019    | 1213    | 63                                           | 26                                           | 11                                           | +37                                          |    |    |   |     |
| Datum/Perú 21/Gestión  | 11–13 ene 2019    | 1203    | 66                                           | 28                                           | 6                                            | +38                                          |    |    |   |     |
| Ipsos Perú/El Comercio | 12–14 dic 2018    | 1316    | 66                                           | 25                                           | 9                                            | +41                                          |    |    |   |     |
| IEP/La República       | 7–12 dic 2018     | 1184    | 61                                           | 32                                           | 7                                            | +29                                          |    |    |   |     |
| Datum/Perú 21/Gestión  | 23–27 nov 2018    | 1200    | 62                                           | 30                                           | 8                                            | +32                                          |    |    |   |     |
| IEP/La República       | 17–20 nov 2018    | 1210    | 57                                           | 32                                           | 11                                           | +25                                          |    |    |   |     |
| Ipsos Perú/El Comercio | 14–16 nov 2018    | 1284    | 65                                           | 27                                           | 8                                            | +38                                          |    |    |   |     |
| CPI/Exitosa            | 22–26 oct 2018    | 1400    | 60.1                                         | 31.4                                         | 8.5                                          | +28.7                                        |    |    |   |     |
| IEP/La República       | 20–24 oct 2018    | 1312    | 60                                           | 30                                           | 10                                           | +30                                          |    |    |   |     |
| Datum/Perú 21/Gestión  | 20–23 oct 2018    | 1200    | 62                                           | 33                                           | 5                                            | +29                                          |    |    |   |     |
| Ipsos Perú/El Comercio | 11–12 oct 2018    | 1253    | 61                                           | 28                                           | 11                                           | +33                                          |    |    |   |     |
| Datum/Perú 21/Gestión  | 22–25 sep 2018    | 1200    | 61                                           | 32                                           | 7                                            | +29                                          |    |    |   |     |
| GfK/La República       | 15–19 sep 2018    | 1184    | 52                                           | 36                                           | 12                                           | +16                                          |    |    |   |     |
| Ipsos Perú/El Comercio | 12–14 sep 2018    | 1284    | 45                                           | 44                                           | 11                                           | +1                                           |    |    |   |     |
| Datum/Perú 21/Gestión  | 1–4 sep 2018      | 1200    | 47                                           | 47                                           | 6                                            | –                                            |    |    |   |     |
| GfK/La República       | 18–22 ago 2018    | 1210    | 43                                           | 46                                           | 11                                           | –3                                           |    |    |   |     |
| Ipsos Perú/El Comercio | 15–16 ago 2018    | 1266    | 46                                           | 42                                           | 12                                           | +4                                           |    |    |   |     |
| Datum/Perú 21/Gestión  | 3–7 ago 2018      | 1200    | 49                                           | 42                                           | 9                                            | +7                                           |    |    |   |     |
| CPI/Exitosa            | 3–7 ago 2018      | 1400    | 40.4                                         | 49.0                                         | 10.6                                         | –8.6                                         |    |    |   |     |
| GfK/La República       | 14–18 jul 2018    | 1290    | 27                                           | 58                                           | 15                                           | –31                                          |    |    |   |     |
| Ipsos Perú/El Comercio | 11–13 jul 2018    | 1278    | 35                                           | 48                                           | 17                                           | –13                                          |    |    |   |     |
| CPI/Exitosa            | 1–5 jul 2018      | 1400    | 25.8                                         | 60.2                                         | 14.0                                         | –34.4                                        |    |    |   |     |
| Datum/Perú 21/Gestión  | 29 jun–2 jul 2018 | 1200    | 39                                           | 52                                           | 9                                            | –13                                          |    |    |   |     |
| GfK/La República       | 23–26 jun 2018    | 1075    | 29                                           | 56                                           | 15                                           | –27                                          |    |    |   |     |
| Ipsos Perú/El Comercio | 6–8 jun 2018      | 1290    | 37                                           | 48                                           | 15                                           | –11                                          |    |    |   |     |
| Datum/Perú 21/Gestión  | 1–5 jun 2018      | 1200    | 45                                           | 44                                           | 11                                           | +1                                           |    |    |   |     |
| CPI/Exitosa            | 19–23 may 2018    | 1400    | 46.1                                         | 34.6                                         | 19.3                                         | +11.5                                        |    |    |   |     |
| GfK/La República       | 19–22 may 2018    | 1216    | 47                                           | 34                                           | 19                                           | +13                                          |    |    |   |     |
| Ipsos Perú/El Comercio | 9–11 may 2018     | 1279    | 52                                           | 24                                           | 24                                           | +28                                          |    |    |   |     |
| Datum/Perú 21/Gestión  | 5–9 may 2018      | 1200    | 54                                           | 19                                           | 27                                           | +35                                          |    |    |   |     |
| GfK/La República       | 21–25 abr 2018    | 1226    | 52                                           | 23                                           | 25                                           | +29                                          |    |    |   |     |
| Ipsos Perú/El Comercio | 10–12 abr 2018    | 1289    | 57                                           | 13                                           | 30                                           | +44                                          |    |    |   |     |
| Datum/Perú 21/Gestión  | 6–9 abr 2018      | 1200    | 55                                           | 19                                           | 26                                           | +39                                          |    |    |   |     |

## Poderes del Estado

### Poder Legislativo
Ejercieron el cargo de Presidente del Congreso de la República del Perú:
| Presidente del Congreso                | Periodo                                   |
| -------------------------------------- | ----------------------------------------- |
| Luis Fernando Galarreta Velarde        | 26 de julio de 2017 - 26 de julio de 2018 |
| Daniel Enrique Salaverry Villa         | 26 de julio de 2018 - 27 de julio de 2019 |
| Pedro Carlos Olaechea Álvarez-Calderón | 27 de julio de 2019 - 16 de marzo de 2020 |
| Manuel Arturo Merino De Lama           | 16 de marzo de 2020 -                     |

### Poder Judicial
Ejercieron el cargo de Presidente de la Corte Suprema del Perú:
| Presidente de la Corte Suprema | Periodo                                  |
| ------------------------------ | ---------------------------------------- |
| Duberlí Rodríguez Tineo        | 2 de enero de 2017 - 19 de julio de 2018 |
| Víctor Prado Saldarriaga       | 25 de julio de 2018 - 2 de enero de 2019 |
| José Luis Lecaros Cornejo      | 2 de enero de 2019 -                     |

### Instituciones Públicas
| Institución Pública                          | Presidente                                                                  | Periodo                                                                                              |
| -------------------------------------------- | --------------------------------------------------------------------------- | --- |
| Tribunal Constitucional                      | Ernesto Blume Fortini Marianella Ledesma Narváez                            | 1 de diciembre de 2017 - 3 de enero de 2020 3 de enero de 2020 -                                     |
| Junta Nacional de Justicia                   | Aldo Vásquez                                                                | 7 de enero de 2020 -                                                                                 |
| Contraloría General de la República del Perú | Nelson Shack                                                                | 20 de julio de 2017 -                                                                                |
| Ministerio Público                           | Pablo Sánchez Velarde Pedro Gonzalo Chávarry Vallejos Zoraida Ávalos Rivera | 5 de julio de 2015 - 7 de junio de 2018 7 de junio de 2018 - 8 de enero de 2019 8 de enero de 2019 - |
| Defensoría del Pueblo                        | Walter Gutiérrez Camacho                                                    | 8 de septiembre de 2016 -                                                                            |
| Jurado Nacional de Elecciones                | Víctor Ticona Postigo                                                       | 15 de noviembre de 2016 -                                                                            |

### Poder Ejecutivo

#### Vicepresidente
| Vicepresidencia | Nombre         | Periodo                                 |
| --------------- | -------------- | --------------------------------------- |
| Vicepresidente  | Mercedes Aráoz | 28 de julio de 2016 - 7 de mayo de 2020 |

#### Ministros de Estado
| Predecesor: Gobierno de Pedro Pablo Kuczynski | Gobierno del Perú 23 de marzo de 2018 - 9 de noviembre de 2020 | Sucesor: Gobierno de Manuel Merino |